# 新幹線100系電車
新幹線100系電車（しんかんせん100けいでんしゃ）は、日本国有鉄道（国鉄）が開発した東海道・山陽新幹線の第2世代新幹線電車である。国鉄分割民営化後は東海旅客鉄道（JR東海）に継承されその後増備したほか、西日本旅客鉄道（JR西日本）では100N系として新製投入した。

## 概要
東海道・山陽新幹線の本格的モデルチェンジ車として、1985年から1992年までに16両編成66本の計1,056両が製造・投入された。近畿日本鉄道のビスタカーや欧米各地の鉄道で導入されていた2階建車両を国鉄車両および新幹線電車で初めて組み込み、座席数の増加やサービスの向上など新幹線の宣伝やイメージアップにつながった。内装や技術面で、これ以降生産される新幹線車両に搭載されることとなった設備・技術も数多い。
編成定員・車両の製造費は0系と同等のものとし、地上設備の改良を最小限に抑えつつ、到達時間の短縮を行うことを念頭に置いている。また、「国鉄改革の象徴」を意識して開発されており、開発目標としては「お客様第一。乗務員は二の次」が掲げられていた。
国鉄時代末期からJR発足にかけての東海道・山陽新幹線における主力車種として活躍したが、後継車両の登場により2003年9月16日に東海道新幹線から、2012年3月16日に山陽新幹線での運用から撤退した（#運用および#外部リンク参照）。

### 開発経緯
1970年代になると、1964年の東海道新幹線開業時から運用されていた0系の一部には経年劣化が生じ始めた。その原因は、安全・快適な高速走行のための技術的特徴が盛り込まれた車両を、高速かつ高頻度によって運行する新幹線の運行形態そのものにあった。0系では快適性のために気密構造を採用したが、列車同士のすれ違いやトンネルの出入りで生じる圧力の繰り返しによって、金属疲労のために車体の気密性が保てなくなった。0系が初めて設計された営業用の新幹線車両であることや新幹線自体が高速列車を長期間運用した最初の事例でもあったことから、予期しがたいものであった。この状況に合わせ、国鉄は0系の廃車基準を製造後13年と設定し、古い0系は新造した0系によって置き換えられた。
この時点で新形式の投入が行われなかったのには、国鉄の経営状況悪化や労使問題などが影響した。それに加え、当時0系は車両の経年数が揃っていない編成が運用されており、既存の車両と混成・編成替えを行う場面における互換性に対して配慮された。このような経年数の不揃いな編成が生じたのは、開業以来0系の増備が続いたという導入初期特有の事情もあった。
新幹線車両に起こりうる事象が0系の運用経験からある程度把握できるようになってきた一方で、0系の基本となるデザイン・内装は1964年の登場当初のままであったため、何度かマイナーチェンジを経たとはいえ、陳腐化の印象は否めなくなった。こうした背景に加え、新幹線博多開業の際に編成単位で大量増備された車両の取換準備車両が必要となることも契機となり、モデルチェンジの機運が高まった。そこで、0系の設計を改めたモデルチェンジ車の検討が1980年頃から始まった。その後、1984年5月14日に国鉄常務会において、後にX0編成となる新幹線試作車の製作を決定した。
デザインについては、前述のように0系のイメージが陳腐化し、後発の欧州の高速鉄道であるTGVなどに比べても見劣りしたため、新たな造形が模索された。それにあたって、国鉄車両設計事務所内に車両デザイン専門委員会が設けられ、そのメンバーには手銭正道、松本哲夫、元日産自動車のデザイナーであった木村一男が参画した。デザイン提案は各車両メーカーが行い、それを車両デザイン専門委員会が検討して採用する形が採られた。

## 車両概説

### 車体

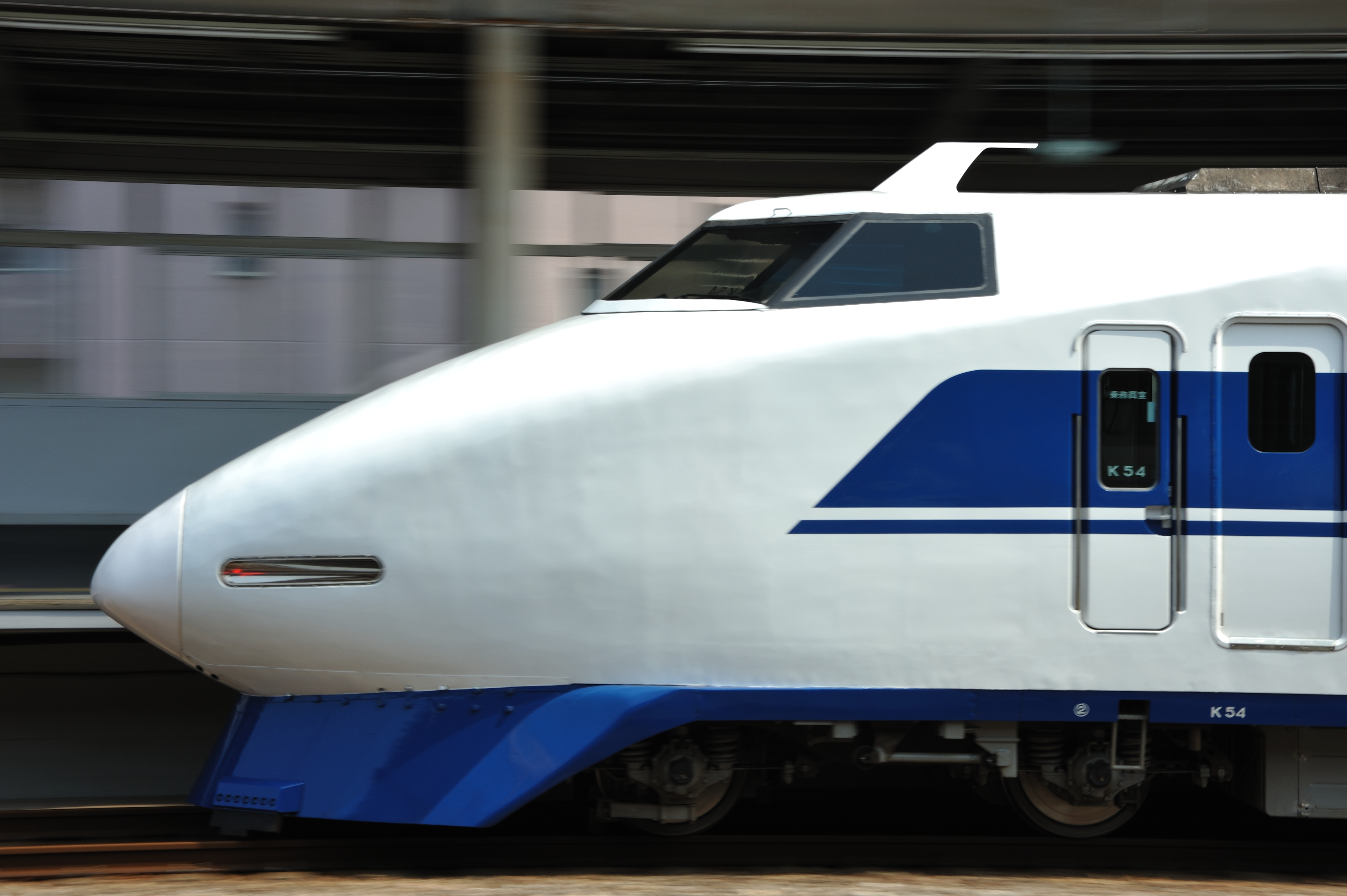
シャープなフロントマスク

先代である0系との違いは、「シャークノーズ」と呼ばれたそのフロントマスクと、2階建車両の存在である。
フロントマスクは、騒音と空気抵抗の低減を図るために、鋭角にした前頭部から徐々に断面積を大きくしていく「流線型」とし、標識灯内のライト配置を0系の縦2灯から横2灯に変更して、横に細長い形に変えた。このデザインは近畿車両が提案したものが採用された。前部標識灯の際はそのまま点灯し、後部標識灯の際には赤色のフィルターが自動的に装着されて赤く点灯しているように見える。
運転台の窓と車体の段差は極力小さくなり、0系では開閉可能であった側窓も固定化することで極力平滑化された。これにより、走行抵抗を0系比70%に軽減することができた。なお、試作車は前照灯に角度がついているためツリ目形状であったが、量産車は角度が小さくなっている。これらの形状から「シャークノーズ」と呼ばれる。前照灯の間にある中央の丸い部分は、非常用の連結器が収納されている。足元はスカートで覆われ、その内部には何重ものアルミ板を重ねた排障器がある。また、空調装置の室外機は200系と同様に天井車端に一括配置された。
材質は0系と同じく1.6 mm厚の耐候性鋼を主体に、屋根部分はコルゲートステンレス鋼を使用した一体構造となっている。構体重量は、0系より0.2 t軽い10.3 tである。
側窓は試作車のみ0系1000・2000番台と同じく小窓だったが、量産車は0系0番台と同じく2列に1つの窓である大窓となっている。大窓の採用理由は、破損すると交換が面倒であるものの、眺望が良くなる方を優先したためである。
窓の大きさは、普通車が1,660 mm×610 mm、グリーン車が1,870 mm×610 mmで、グリーン車の窓は0系0番台と同じ大きさである。窓ガラスの板厚と構成を見直し、強度をアップさせている。

#### 塗装
オリジナルの塗装は、車体は0系よりも明るい白3号■を地色に、窓周りが青20号■の塗りわけである。また、ブルー塗装の下には、ピンストライプが追加されている。
0系から地色を変更した理由は、100系が「国鉄改革の象徴」であり、0系に使われたクリーム10号よりも、白3号の方が汚れが目立つので、「車両をきちんと清掃する」との意識を職員に植え付けるためだった。
JR西日本所属のK・P編成の塗装の変更については#K・P編成を参照。

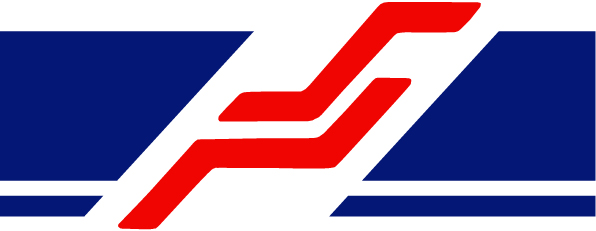
NSマーク

国鉄時代には「ニュー新幹線」の愛称を与えられ、2階建車両の車体にこれを意匠した赤色のマークが標記されていた。X1編成のみ、海側は青帯と同じ大きさで、山側がそれよりも大きく描かれていた。比較検討の結果、量産車では、X1編成の山側と同じく若干青帯より大きい方が採用された。
1987年の国鉄分割民営化後は、代わりにJRマークが貼付された。なお、JR東海所属車については、16両G編成は落成時から1・8・15→16号車の車両番号横にJR東海のコーポレートカラーであるオレンジ色の小さなJRマークが張り付けられ、分割民営化前に落成していたX編成は同様に貼り替えられた。JR西日本所属車はX編成と同様に1・15号車のトイレ区画、8号車のNSマークが標記されていた箇所にJRマークが貼付されていたが、幾分小さくなっている。
編成番号は運転台下端・先頭車乗務員扉・乗務員扉下部のスカート部分に記されるが、JR東海所属車は、1999年から運転台上端に編成番号を記載するように変更された。
平屋車両の場合、グリーン車は博多方車端の1か所に、普通車は各車両端の2か所に客用扉・デッキを設けた。なお食堂車として製造された168形には車端にデッキがあり、客用扉と同様の扉を持つが、業務用扉であり、乗客の乗降には供されない。また、グリーン・カフェテリア合造車として製造された148形には、東京方のデッキに客用扉と同様の扉を持つが、業務用扉であり、乗客の乗降には供されない。

### 車内
内装については、長時間ゆったりと乗ってもらうため、前述した「お客様第一。乗務員は二の次」以外にも、「アットホームな車内の雰囲気」が重視されている。これは、100系の車体・艤装設計担当の池田憲一郎の意向である。開発当時の鉄道車両の車内は、無機質な樹脂製の壁や金属製のつなぎ目、ネジなどが目立つものであったが、自宅の部屋は木材や布など柔らかい素材に囲まれていることに気づき、このことを内装設計に反映させている。
壁などは、内装の工事が容易に行えるように、布ベースのフィルムシートが貼られ、金属色を見せないようにねじが隠されている。フィルムシートには騒音吸収効果もあったが、布ベースのシートだったためコーヒーなどをこぼしてしまうと交換が面倒という難点もあり、新幹線での採用例は100系のみとなった。

#### 普通車
普通車は通路を挟んで3列+2列に座席を配置しているが、前後間隔（シートピッチ）を0系2000番台の980 mmから1,040 mmに広げ、リクライニング角度を、0系の17 - 22度から6 - 31度まで拡大。また、リクライニング機構を変更し、背面のテーブルを座席下部から棒で支えるタイプに変更、座席の土台の厚みを薄くすることによって、3人席においても回転・リクライニングを可能とした。
シートピッチを拡大して、回転・リクライニング可能な3人席を導入した結果、0系よりも1両辺り5人分（16両編成では65人分）の普通席が足りなくなったが、乗務員用個室の削減および運転台の折りたたみ座席の設置、その他様々な機器を小型化することで、0系と同等の座席数を確保した。100系で採用された、普通席のシートピッチ1,040 mmは、その後の東海道・山陽新幹線の標準となった。
奇数号車がブルー系、偶数号車がブラウン系の配色となり、シートモケットやカーテンなどのデザインが異なっている。肘掛先端にはリクライニング用のレバーと灰皿（喫煙席のみ）が設置されている。

#### グリーン車

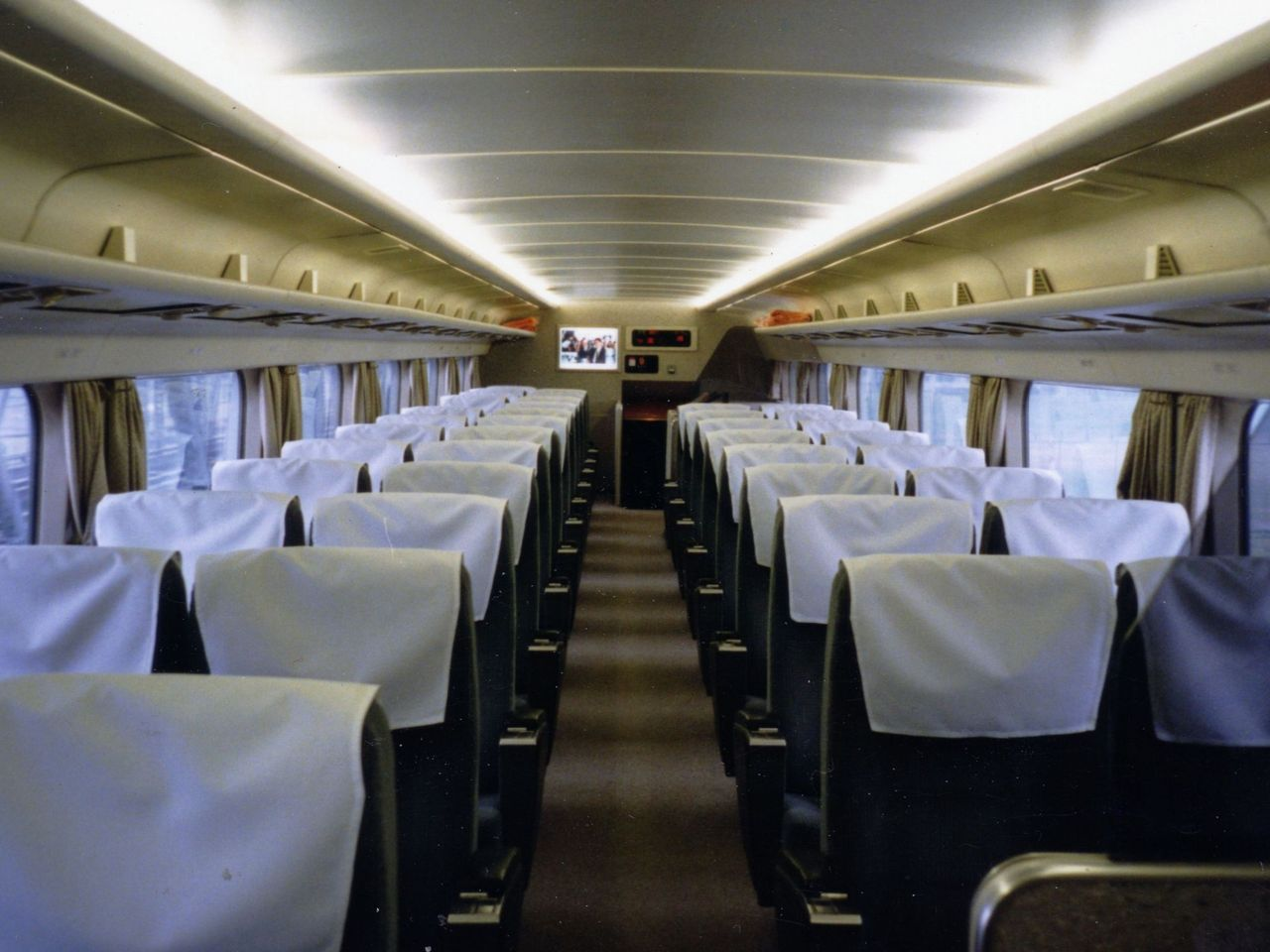
100系のグリーン車の車内（148形2階席）

グリーン車は通路を挟んで2列+2列に配置している。開放式座席がほとんどであるが、X・G編成9号車には個室も設置された。グリーン車には新幹線車両として初めて間接照明が採用された、荷棚の下に読書灯が各席毎に設置された。
座席間の肘掛部分にオーディオサービス用機器が埋め込まれ、喫煙車の座席には端側の肘掛に灰皿が設置されている。肘掛内部にはインアームテーブルが備えられ、取り出して使用できる。初期の座席には、座席背面のテーブルが設置されていない。

#### 車内サービス
ミュージックサービスとNHKラジオ第1放送の送信を始めた。普通車では手持ちのFMラジオで、グリーン車内では備え付けのイヤホンで聴くことができる。このサービスは、2022年3月11日のサービス終了までに新製された東海道・山陽新幹線の16両編成の全車両で提供された。
LED式（単色、V編成は2色）の電光掲示板が装備された。電光掲示板の上部にはデジタル式の時計、右側に次の停車駅までの距離を7セグメントで表示する装置が配され、通常走行時はLCXから送信されたニュースを表示した。X編成では当初速度表示もなされていたが後に取りやめとなっている。G32 - G50編成では電光掲示板の文字を大きくし、時計と距離表示は省略された。後者の電光掲示板は、300系で同じタイプのものが搭載され、以降のすべての新幹線車両に標準搭載されている。
回線数が増えたことから、車内公衆電話は2両に1箇所設置することが可能となった 。また、それまでの車内電話は列車内発信時にはオペレータを通し、沿線の都市のみが通話可能エリアであったが、1989年4月より日本全国へのダイヤル通話ができるようになった。
便所は2両に1箇所（奇数号車の東京方）に設置されており、大便所2箇所（洋式便器1箇所+和式便器1箇所）と小便所1箇所、洗面所2箇所という構成である。また、冷水機の位置・仕様も大幅に変更され、0系では冷水機はデッキの近くで紙コップも封筒式だったのに対し、100系では洗面所の脇にセットされ、紙コップも円筒式になった。
空調機器は0系同様のヒートポンプ式である集約分散式の AU83 （冷房能力25000 kcal/h、暖房能力17000 kcal/h）を1両あたり2基搭載とし、0系ではやや不足気味であった暖房能力の強化を図った。

#### 運転台
運転台は右手操作のマスコンハンドル（力行 1 - 11ノッチ・後述のV編成のみ12ノッチまで。ただし、東海道新幹線内では12ノッチは機能しない）、左手操作のブレーキ設定器は常用1 - 7段・非常位置から構成される。ブレーキ設定器は、0系新幹線ではブレーキハンドルを挿入する必要があったが、100系ではキー1本でロックが解除される。
100系では運転台スペースを有効活用するため、速度計は機械式からLEDを使用したものとなり、別構成であった主速度計と補助速度計は1つにまとめられた。主速度計はバーグラフ式（速度が上がるにつれて、赤色のLEDが右に向かって点灯していく）とバーニヤ速度表示から、補助速度計は下部にデジタル表示によるATC信号と速度が表示される（デジタルメーター）。表示盤は一体形であるが、電気的には主速度計、補助速度計は完全に独立している。
運転台右側には、200系と同じくCRTモニターによるモニタ支援装置を装備している。モニタ支援装置は200系で採用したMON1型モニタ装置を進化させたMON2型モニタ装置と呼ばれるものである。主な機能は以下のとおり。
- キロ程情報の表示（通常の画面）
  - この画面では、現在時刻、キロ程、ATC信号、現在速度、力行・ブレーキノッチ表示、ブレーキ種別などが表示される[21]
- 機器の動作情報の表示
- 車両故障情報の表示（機器故障発生時の号車などを表示する）
- 開放情報の表示（故障発生処置後の状態表示）
  - この画面では、パンタグラフ開放、VCB開放、電源誘導、MM開放（主電動機開放）、戸閉非連動、空制開放などが表示される[21]
- 故障データの保存（機器故障発生時の状況を記録する）
- 乗客および車掌情報サービス（車内案内表示器や自動放送装置とも連動）
- 記録器出力（機器情報を、接続したプリンターへ印字する）
- 車両検査の迅速化と簡素化（車両の検査時、地上の検査装置と連携して機器の動作状態を表示する）
- モニタ装置の自己診断（電源投入時にROMおよびRAMを自己診断する）

先頭車にモニタ中央装置と運転台モニタ表示器、中間車にモニタ端末器を搭載しており、車両間の伝送ケーブルは光ファイバーを使用しており、伝送速度は200系の2倍となる19.2 kbpsに向上した。運転台モニター表示器は8色カラー表示の10インチCRTモニターとなり、視認性が大幅に向上した。表示画面の操作は、現在のようなタッチパネルで操作するものではなく、ファンクションキー（運転・記録・故障・メニューなどのキー）やテンキー（0 - 9）で行う。1989年（平成元年）3月の列車無線LCX化後に製造されたG21編成以降では、200系同様にモニター表示画面を地上に伝送して、表示画面を地上CTCセンターで共有する機能が追加された。
このほか、車掌室には車掌用のモニタ表示器があり、運転士用のCRTモニターとは異なるが、ドア開閉状態、非常ブザー（非常通報器操作）、空調装置状態、便所ブザー操作、水タンク残量表示がLEDランプで表示される。
その他にも、点検作業効率化の観点から機器の配置見直しなども行われ、保守の省力化を図っている。
また、0系に存在した乗務員用の個室が無くなった代わりとして、運転台に折りたたみ式の座席を設けている。これは、後述する普通車用の回転・リクライニングシートを、0系2000番台より前後を広げたうえで、1編成辺りの普通席を従来の0系と同数配置するべく、客室スペースを増やすために行われた設計のひとつである。旧国鉄の車両設計事務所で、100系の車体・艤装の設計を担当した池田憲一郎によれば、池田が飛行機のコックピットに同乗させてもらった際、同種の席を見つけたことからヒントを得ている。

### 主要機器
東北・上越新幹線向けとして開発されていた200系の機構をベースにコストパフォーマンス面から改良を進めた構造となっている。
主に制御機器・主電動機の軽量化・高性能化により、0系の16両全電動車方式から16両中4両が付随車となった。モーターの高出力化により、電動車を4両減らしても0系とほぼ同等の出力を得ることができる。

#### 電源・制御機器
0系と同じくMM'ユニットを採用し、M車（121形・125形）には主制御器と抵抗器が、M'車（122形・126形）には主変圧器・整流装置・補助電源装置・電動空気圧縮機・集電装置が搭載される。床下の平滑化による騒音の低減と着雪障害の防止のため、床下機器の横幅が2,400 mmに揃えられた上で機器類の隙間を塞ぐ機器間塞ぎ板方式を採用しており、走行中の走行風による騒音を低減させている。電機品は試作車（X0 → X1編成）の場合、三菱電機、日立製作所、東芝、東洋電機製造、富士電機の5社が製作している。
主制御器は電動カム軸方式の CS56 を採用する。車両の前進力行、後進力行、前進ブレーキ、後進ブレーキの切替、搭載する抵抗器を用いて、発電ブレーキ回路を構成し発電ブレーキを掛けることを主な機能としており、それを行うための転換カム軸と抵抗カム軸を搭載している。ブレーキ抵抗制御の段数は22段であり、カム接触器の数を減らすため、逆転、力行、ブレーキ切替用のカム接触器の一部に双頭カム SR38 を採用している。重量は940 kgである。
力行制御は0系の低圧タップ制御に替えて、架線からの交流25 kVを主変圧器の二次巻線を分割し、それぞれにサイリスタとダイオードで構成されるブリッジ（整流回路）を取付けて分割構成としたサイリスタ･ダイオード混合ブリッジとし、それにより整流・制御された直流電源で主電動機を駆動するサイリスタ位相制御が採用されている。これは200系とほぼ同等の制御方式である。主シリコン制御整流装置はさらなる軽量化とコスト削減を図った RS203 を搭載する。素子の耐圧を200系の2,500 Vから4,000 Vまで上昇させ、二次巻線の分割を200系では不等6分割だったのが100系では等4分割にしてブリッジの数を減らし、素子数の削減と軽量化（200系：RS202重量比62 %）とコスト削減を図っている。また、整流ユニットを車側からも取り出せるように工夫されており、整備性の向上が図られている。
主変圧器は外鉄形強制風冷式の TM203 を採用する。定格容量は2,500 kVAの容量を備えるが、二次巻線側（主回路）の利用率を勘案し、一次巻線容量は二次巻線と三次巻線（補機類）の容量和よりも小さくなっており、鉄心の磁束密度を4 %増加させている。シリコーン油とポリアミド絶縁物を主体とする特別A種絶縁の採用、付属品の改良を行うことで、TM201A（0系）と比べて容量で152 %の増加を達成しつつ、総重量は76 %に削減されている。
補助電源装置には静止形インバータSC202が採用され、電動発電機と比べてカーボンブラシの交換などの検査の省力化を図っている。補助変圧器、定電圧装置、整流装置で構成されており、主変圧器の三次巻線（単相交流440 V・60 Hz）を電源とする。供給する電源としては、温水器などで使用される低圧交流電源交流100 V、冷水機や汚物処理装置などで使用される低圧安定化交流電源交流100 V、セクション通過時の停電を防ぐために使用される無停電交流安定化電源交流100 V、制御・ブレーキ電源、蛍光灯などで使用されている直流100 Vの4種類がある。加えて、東京方先頭車ボンネット内にインバータ SC18 を備え、直流100 Vを交流100 V・60 Hzに変換する。停電時には、一部交流機器に電源供給を行う。
電動空気圧縮機は MH1091-TC2000 を搭載する。圧縮機部 TC2000 は水平対向4気筒を有する往復単動二段式で1分間定格出力2,063 Lであり、全閉自冷式であるかご形単相誘導電動機 MH1091 は主変圧器の三次巻線である単相交流440 V・60 Hzで駆動される。0系16両編成では1,000 L級を8基搭載していたが、騒音源の減少とコスト削減を進めるために1基当たり吐出し量を倍増させ、編成中の搭載台数を半減させた。空気圧縮機の大容量化を進めることは騒音増大につながるが、騒音対策を施すことで低騒音化を達成している。
機器冷却用の電動送風機は主変圧器の三次巻線を電源とした主整流装置用 MH1092-FK156 と主変圧器用 MH1093-FK157 を搭載する。0系では主整流装置・主変圧器共用で1台の電動送風機が搭載されていたが、個別に設計した電動送風機を使用することで小型軽量化を図った。

#### 主電動機
主電動機は直流直巻式の MT202 を電動車両1両あたり4基搭載している。0系に比べて編成中の電動車数が減少すること、起動時の引張力を増大させて加速性能を向上させたことから、0系に比べて高出力（連続定格出力230 kW）となった。端子電圧は625 V、定格回転数は2,900 rpmに増強され、重量は825 kgである。構造的特徴として、他力通風方式の採用で鉄心長を増加させて出力向上を図り、H種絶縁の採用や冷却用排風覆いの簡素化で軽量化が図られるとともに、長尺ブラシを使用してブラシ摩耗代を長くし、軸受構造に第2グリース室を設けて潤滑寿命を長くして、無保守走行距離の延長を図っている点 は MT201（200系）と同じである。

#### 台車

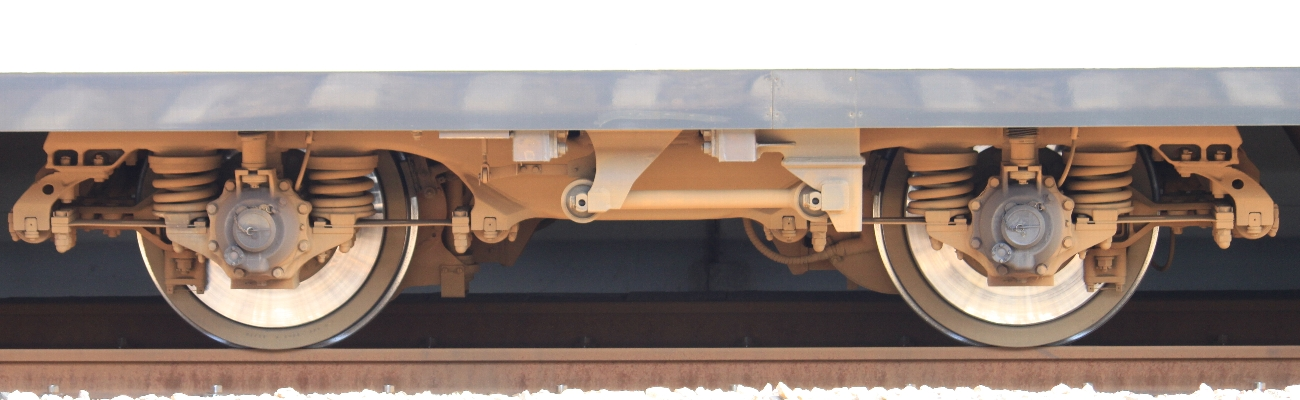
WDT202（122-5005・K53編成）

電動車台車はDT202、付随車台車はTR7000と呼称され（いずれもJR西日本の場合は頭に「W」を付す）、0系のDT200と同じくIS式軸箱支持装置、枕バネを採用している。コスト削減のため、DT202とTR7000の台車枠は共通のものが用いられ、車輪径は910 mm、輪距は2,500 mm、重量は9,800 kg（DT202）9,225 kg（TR7000）となっている。
230 km/h - 260 km/hでの乗り心地向上を目指し、DT200と比較して、左右の振動の減衰に関係してくる空気ばねの横剛性は1.33倍、左右動ダンパー減衰係数も1.5倍となっている。また、踏面形状を1/40勾配から円弧踏面に変更し、軸箱の強度もDT200の2倍とすることで、フランジの磨耗を防いでいる。

#### ブレーキ
システムとしては200系と同様、制御応答性に優れる発電ブレーキ併用電気指令式空気ブレーキ方式（常用・非常）を採用する。高速域からの減速は、抵抗器を使用した発電ブレーキを用い、制動力が不足する場合には空気ブレーキによる補足が入る。速度が25 km/h以下になると、発電ブレーキから空気ブレーキに完全に切り替えられる。このほか、緊急ブレーキと補助ブレーキを備えている。
新幹線で初めて設定された付随車のブレーキには、渦電流ブレーキ（ECB）を各車軸あたり2台設置する。コイルの励磁電流は、隣接するM車から供給されている。以降製造された東海道・山陽新幹線の新幹線車両のうち300系と700系の付随車に採用された。

#### 集電装置

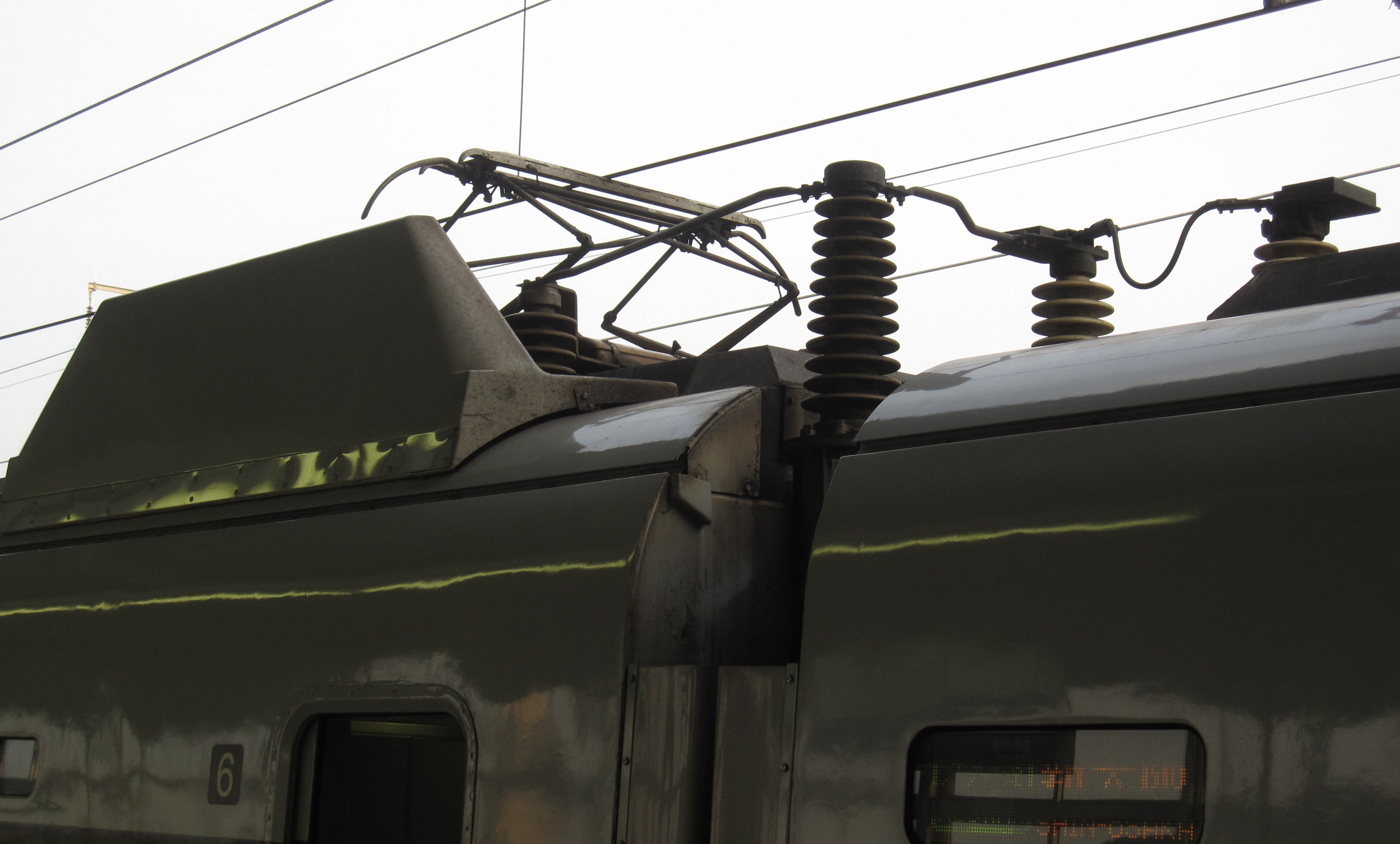
PS202型パンタグラフと特高圧引き通し線（K58編成）

集電装置は0系から引き続き下枠交差型パンタグラフが採用された。PS202と呼称される。基本構造は 0系のPS200Aと同一であるが、200系のPS201と同様に集電舟（架線と接触する部分）を三元系ばね機構を採用して可動式となった微動すり板を採用したことにより架線追従性が向上し、0系に比べて離線率が20 %減少された。また、パンタグラフ半減に対応し、走行時に立ち上がることを防ぐためにかぎ装着部を二重ロックとしている。
当初は各電動車ユニットごと、16両編成で6基のパンタグラフを使用していたが、1991年3月の東海道新幹線のAT饋電化により3基に半減された。これは天井に這わせた高圧ケーブルによる特高圧引き通しを実施し、パンタグラフのないユニットへの主電動機への電力供給も可能になったため、この方法は以降新製される新幹線全車両に採用されている。

#### 列車無線
列車無線装置はバージョンアップされ、本系列では0系で使用していたVHFによる方式に代わり、線路のそばに敷設された漏洩同軸ケーブル （LCX） に流れた情報を先頭車（1号車）の足元に設置されたアンテナが受信して通信をやり取りする方式を採用。東海道区間ではJR化後の1989年3月から、山陽区間では2000年3月から岡山まで、2004年3月から全線で本格運用を始めた。

## 2階建て車両

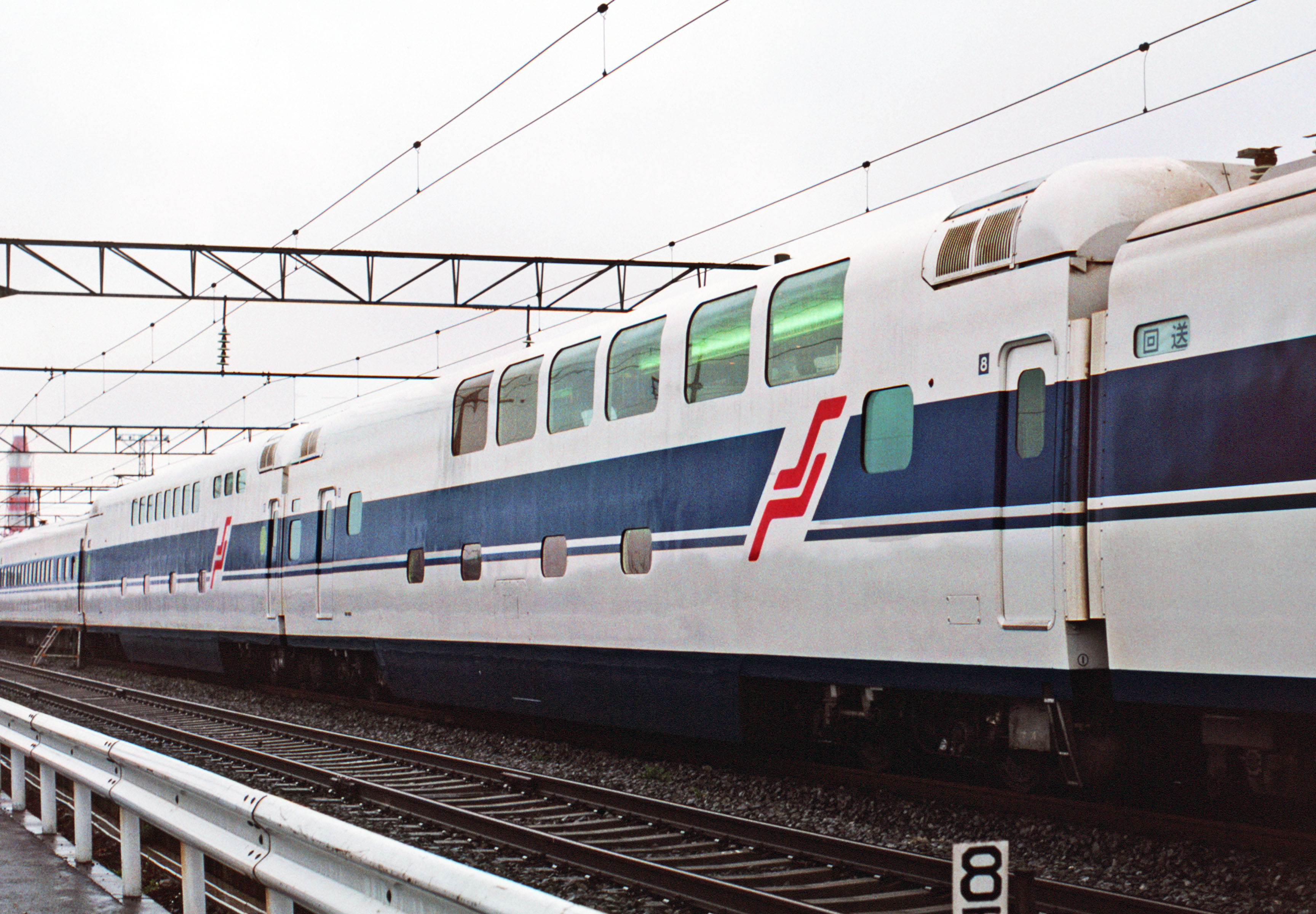
100系X1編成の2両の2階建て車両 8号車168-9001（前）と9号車149-9001（後）（1985年撮影）

東海道新幹線の利用客は1976年をピークに減少傾向をたどり、列車の削減が行われた。そのような経緯から、100系では客室（サービス面）を中心としたモデルチェンジが指向された。そしてより明るく快適な新幹線として、話題性を高めイメージアップを図るべく、新幹線としてはじめて2階建て車両が組み込まれた。またコスト削減の観点から、0系の全電動車構成を改め付随車を導入することになった影響の副産物という側面もある。
基本的に階上は、車窓が良いことや乗客の通り抜けがないことからグリーン席や食堂、階下は普通車指定席、カフェテリアもしくは個室が設定された。詳細は#各編成の概要を参照。
客席部分を最大限使用するため、電動機などの機器を搭載することができず付随車となった。また、空調設備は1階機器室に搭載された室内機と屋根上の室外機を分離したセパレート方式とし、客室内には空調用のラインフローが設けられ、グリーン席にはスポット空調を採用している。
2階建て車両は、平屋車両との段差が大きくなるために空気抵抗が増加することや車体重心が高くなることから、車高はできるだけ低い方が望ましい。しかし、2階建て車両投入によるイメージアップも重要なテーマであることから床面をレール面上200 mmまで下げ、屋根高さを平屋車両と比べて500 mm高い位置の4490 mmまで持ってくるなど、車両限界を有効利用して設計されており、それにより各階の天井高さを1945 mmとし、十分な高さを確保している。V編成「グランドひかり」の場合、室内高さは、1階部分が1982 mm、2階部分が1986 mmとなっている。なお、車体重心をできるだけ下げるため、1階部分の車体構造が強化され、厚い鋼板が張られている。
東海道・山陽新幹線区間では、300系以降で車両軸重を11.4 t以下にすることを目標に設定したことや定員の相違による互換性の面での支障、速度向上のために車両の軽量化や走行抵抗の軽減が求められた結果、2階建て車両の新造はされていない。

### カフェテリア・食堂車

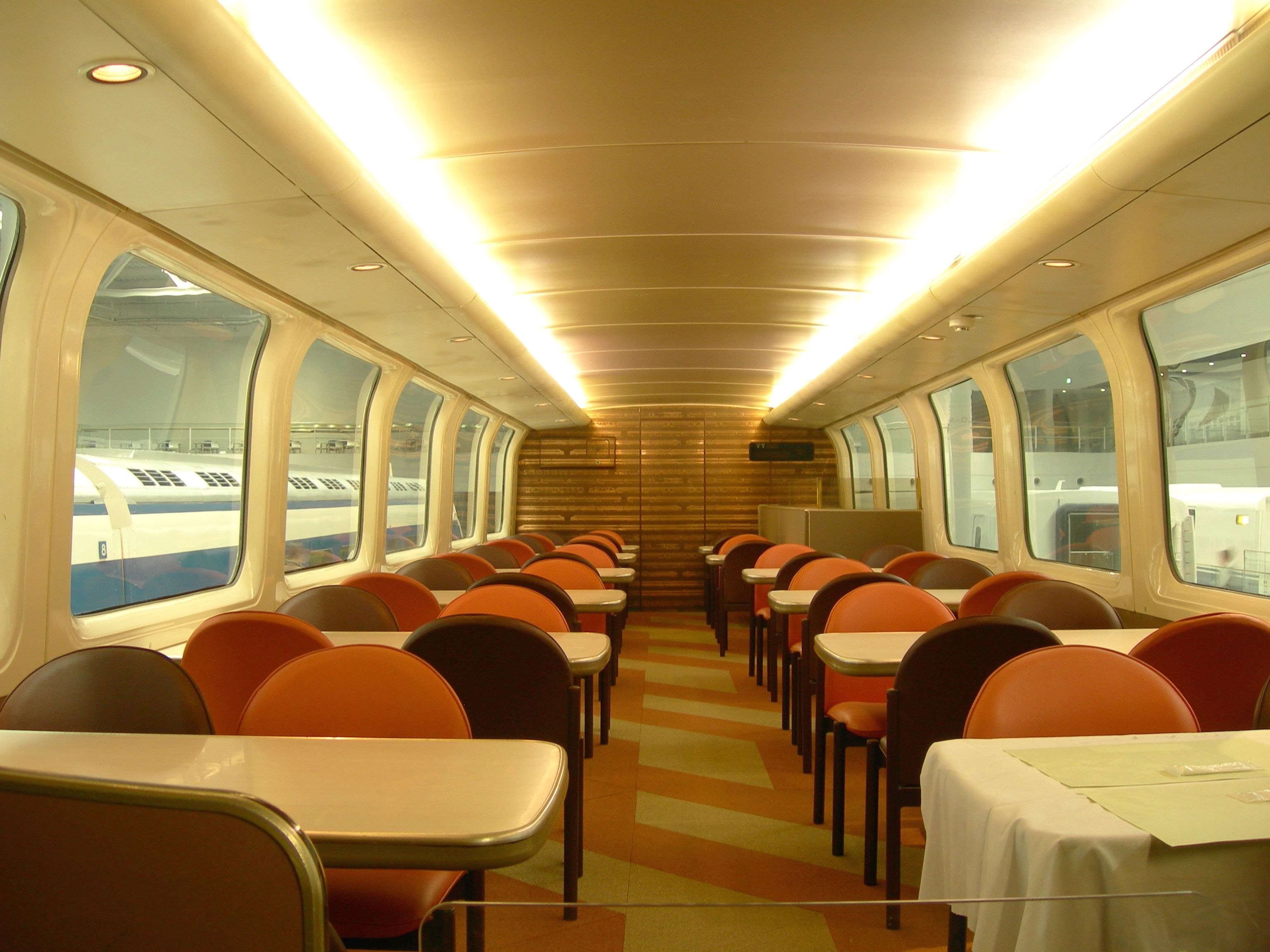
168-9001の食堂車全景

16両編成の中央に連結された2階建て車両のうち、8号車にはカフェテリアもしくは食堂といった供食設備が置かれた。
東京駅 - 博多駅間の長距離運用向けに製造されたX・V編成には8号車の1階に厨房・売店と通路が、見晴らしの良い2階には食堂が設置された。なお、現場のコックの要望で、厨房内に客室入口を映し出すTVモニターを設置している。X編成とV編成では、車両外観は同じだったが、内装は全く違った。
X編成は、食堂出入り階段付近に設置された東海道・山陽本線を駆け抜けた代表列車のエッチングによる装飾が大きな特徴である。このエッチングは、元国鉄の黒岩保美が製作したものである。この中には100系もあるが、9000番台（X1編成）では小窓で描かれていた100系は、0番台（X2 - X7編成）では大窓で描かれている。
V編成は、入り口付近の装飾や壁面に大きな飾り花が設置されたのが特徴である。1階の厨房から料理を2階に運ぶために料理用エレベータが設置された。
G編成は、グリーン席の増加と短距離運用中心のため、8号車の2階席をグリーン席にあて、1階部分にカフェテリアを設置した。山側に通路が、海側にショーケースと簡易厨房が設けられていた。製造次によって、床模様や柱の本数・デザインが異なっている。
食堂車の営業は2000年3月10日で終了したが、その後も食堂車自体は連結されたままだった。カフェテリアの営業は100系による定期「ひかり」運用が消滅した2003年8月22日まで続けられた。

### 個室
| 1人用個室 |  | 4人用個室 |
| 1人用個室 |  | 4人用個室 |

9号車の階下（1階部分）と、X1編成の10号車（1986年まで。こちらは2階建て車両ではない）にはグリーン個室が設置され、1〜4人用の4タイプ（10号車の個室を含めれば6タイプ）の個室が存在した。詳細は#各編成の概要を参照。

## 形式および車種
本系列に属する各形式名とその車種は以下のとおり。
基本的に電動車は奇数形式と偶数形式でペアを組んでMM'ユニットを構成し、16両編成の場合は6組のMM'ユニットと4両のT車（X・G編成は1・8・9・16号車、V編成は7・8・9・10号車）で、6両および4両編成の場合はすべてMM'ユニットで組成される。
|       | ← 博多東京 → |            |            |             |                   |                   |                   |                   |                   |                   |                   |                   |                   |                   |                   |                   |
| 号車  | 1            | 2          | 3          | 4           | 5                 | 6                 | 7                 | 8                 | 9                 | 10                | 11                | 12                | 13                | 14                | 15                | 16                |
| X編成 | 123形 (Tc)   | 126形 (M') | 125形 (M)  | 126形 (M')  | 125形 (M)         | 126形 (M')        | 125形 (M5)        | 168形 (T'dd)      | 149形 (Tsd)       | 116形 (M's)       | 125形 (M7)        | 126形 (M')        | 125形 (M)         | 126形 (M')        | 125形 (M)         | 124形 (T'c)       |
| X編成 | 1ユニット    | 1ユニット  | 1ユニット  | 2ユニット   | 2ユニット         | 3ユニット         | 3ユニット         | 3ユニット         | 4ユニット         | 4ユニット         | 4ユニット         | 5ユニット         | 5ユニット         | 6ユニット         | 6ユニット         | 6ユニット         |
| G編成 | 123形 (Tc)   | 126形 (M') | 125形 (M)  | 126形 (M')  | 125形 (M)         | 126形 (M')        | 125形 (M5)        | 148形 (T'sbd)     | 149形 (Tsd)       | 116形 (M's)       | 125形 (M7)        | 126形 (M')        | 125形 (M)         | 126形 (M')        | 125形 (M)         | 124形 (T'c)       |
| G編成 | 1ユニット    | 1ユニット  | 1ユニット  | 2ユニット   | 2ユニット         | 3ユニット         | 3ユニット         | 3ユニット         | 4ユニット         | 4ユニット         | 4ユニット         | 5ユニット         | 5ユニット         | 6ユニット         | 6ユニット         | 6ユニット         |
| V編成 | 121形 (Mc)   | 126形 (M') | 125形 (M)  | 126形 (M')  | 125形 (M8)        | 126形 (M')        | 179形 (Tsd)       | 168形 (T'dd)      | 179形 (Tsd)       | 178形 (T'sd)      | 125形 (M7)        | 126形 (M')        | 125形 (M)         | 126形 (M')        | 125形 (M)         | 122形 (M'c)       |
| V編成 | 1ユニット    | 1ユニット  | 2ユニット  | 2ユニット   | 3ユニット         | 3ユニット         | 3ユニット         | 3ユニット         | 4ユニット         | 4ユニット         | 4ユニット         | 4ユニット         | 5ユニット         | 5ユニット         | 6ユニット         | 6ユニット         |
| K編成 | 121形 (Mc)   | 126形 (M') | 125形 (M7) | 126形 (M')  | 125形 (M)         | 122形 (M'c)       | 全席2列+2列シート | 全席2列+2列シート | 全席2列+2列シート | 全席2列+2列シート | 全席2列+2列シート | 全席2列+2列シート | 全席2列+2列シート | 全席2列+2列シート | 全席2列+2列シート | 全席2列+2列シート |
| K編成 | 1ユニット    | 1ユニット  | 2ユニット  | 2ユニット   | 3ユニット         | 3ユニット         | 全席2列+2列シート | 全席2列+2列シート | 全席2列+2列シート | 全席2列+2列シート | 全席2列+2列シート | 全席2列+2列シート | 全席2列+2列シート | 全席2列+2列シート | 全席2列+2列シート | 全席2列+2列シート |
| P編成 | 121形 (Mc)   | 126形 (M') | 125形 (M7) | 122形 (M'c) | 全席2列+2列シート | 全席2列+2列シート | 全席2列+2列シート | 全席2列+2列シート | 全席2列+2列シート | 全席2列+2列シート | 全席2列+2列シート | 全席2列+2列シート | 全席2列+2列シート | 全席2列+2列シート | 全席2列+2列シート | 全席2列+2列シート |
| P編成 | 1ユニット    | 1ユニット  | 2ユニット  | 2ユニット   | 全席2列+2列シート | 全席2列+2列シート | 全席2列+2列シート | 全席2列+2列シート | 全席2列+2列シート | 全席2列+2列シート | 全席2列+2列シート | 全席2列+2列シート | 全席2列+2列シート | 全席2列+2列シート | 全席2列+2列シート | 全席2列+2列シート |

番台としては、試作編成でもあったX0（後にX1編成に改造）編成は9000番台、それ以外のX・G編成は0番台を、V編成とK・P編成の中間車は3000番台を、K・P編成の先頭車は5000番台を名乗る。

### 新製車両

#### 形式詳細

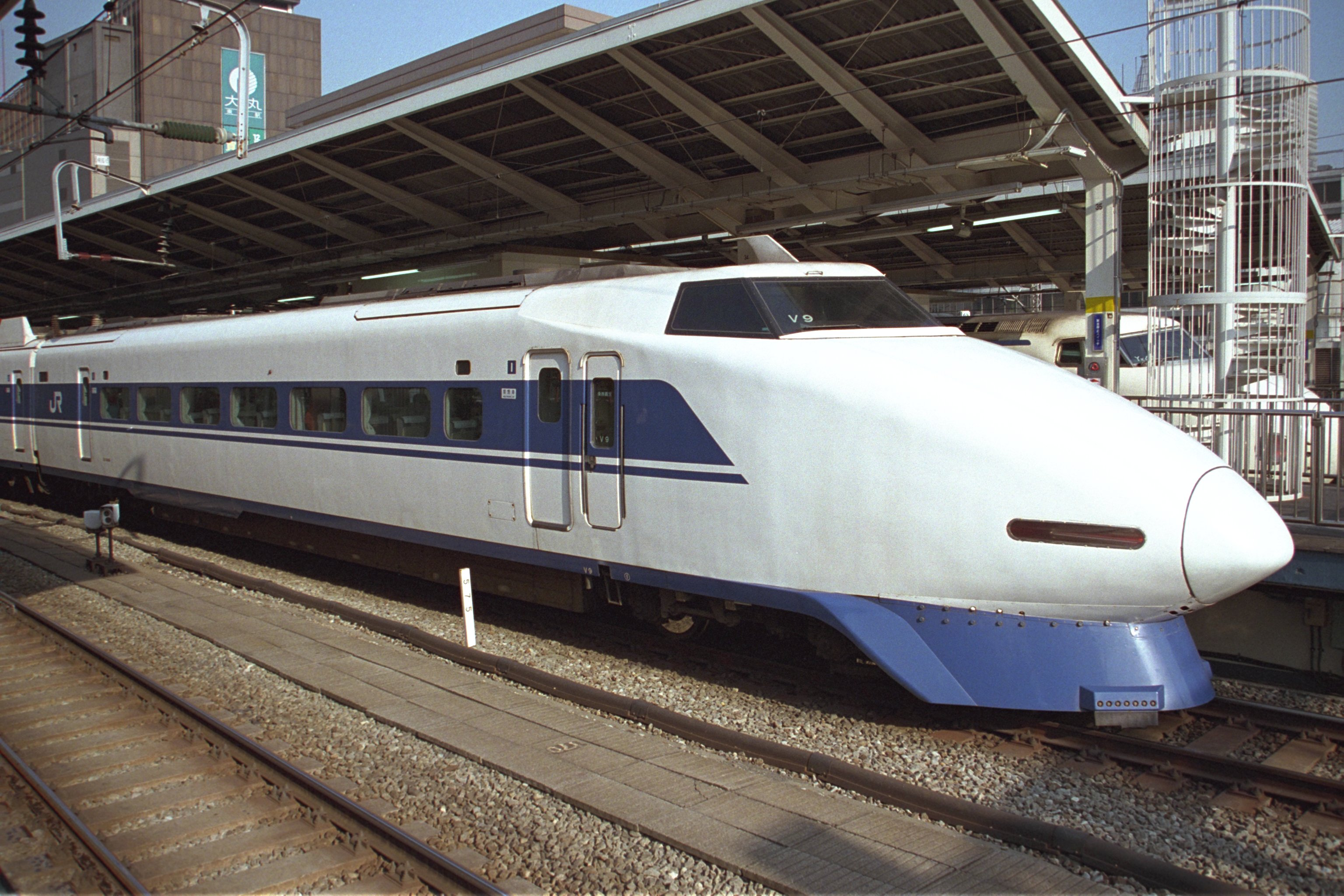
121形 (121-3009)

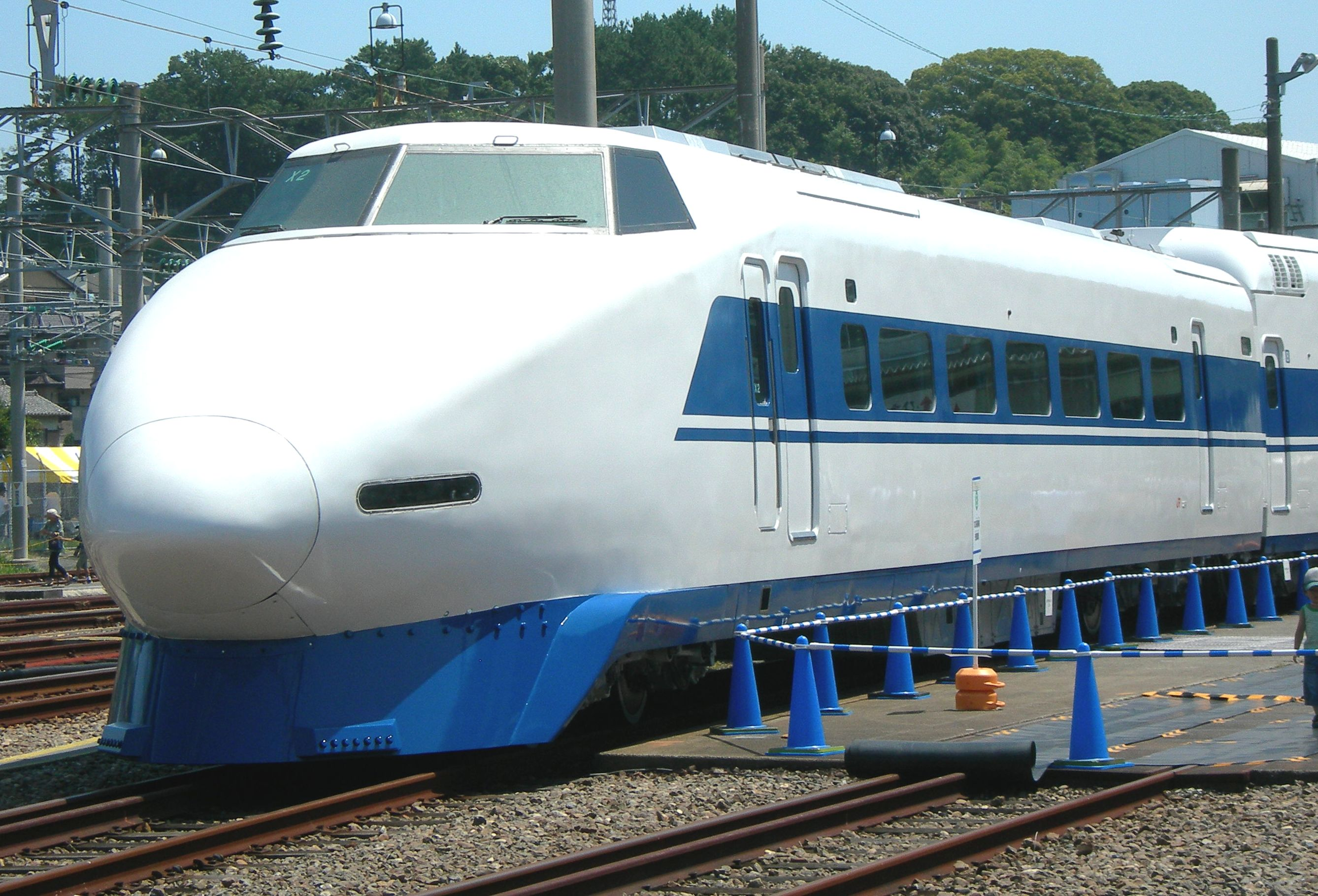
123形 (123-1)

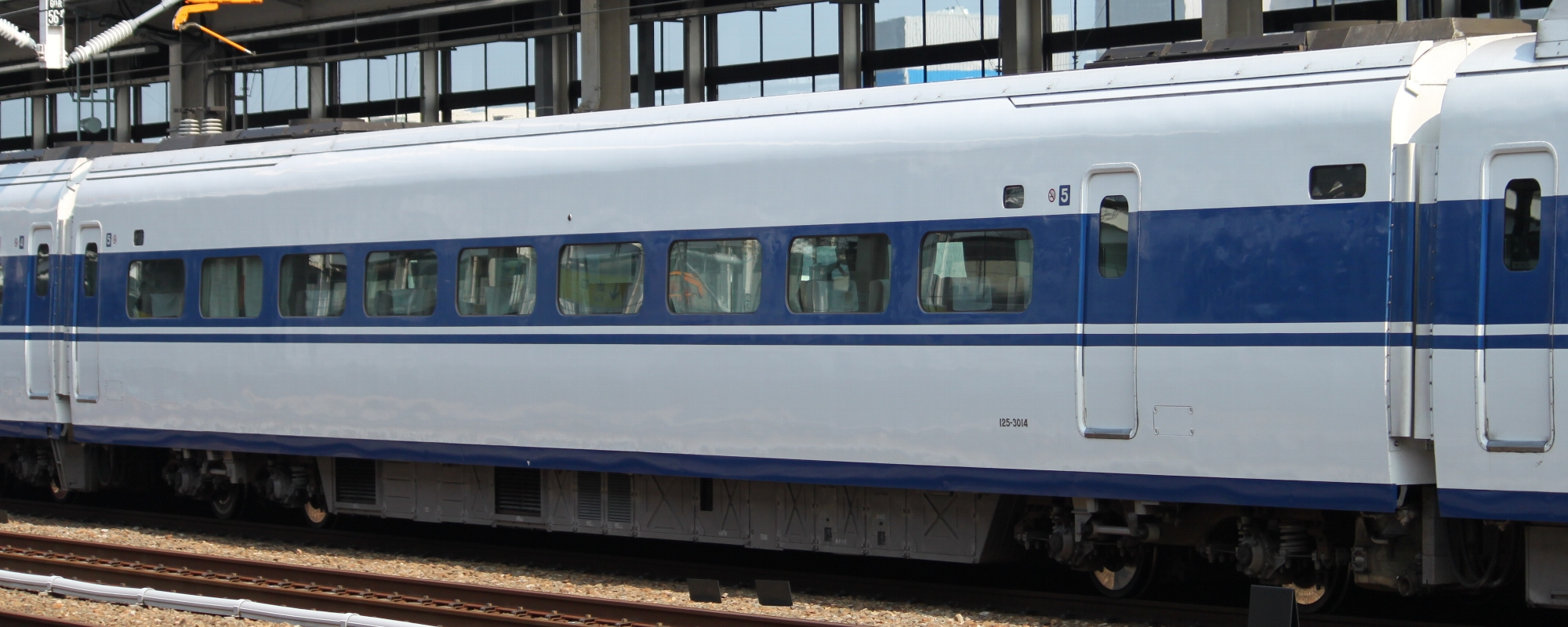
125形3000番台 (125-3014)

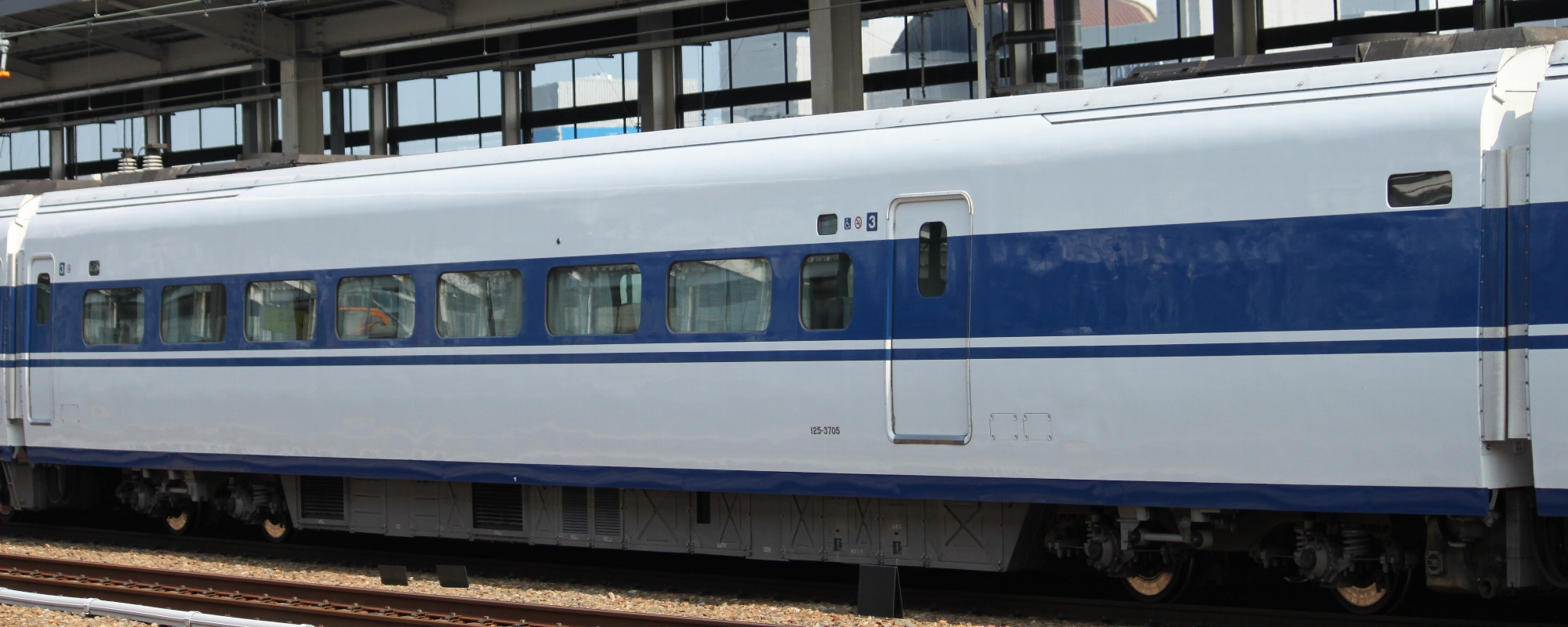
125形3700番台 (125-3705)

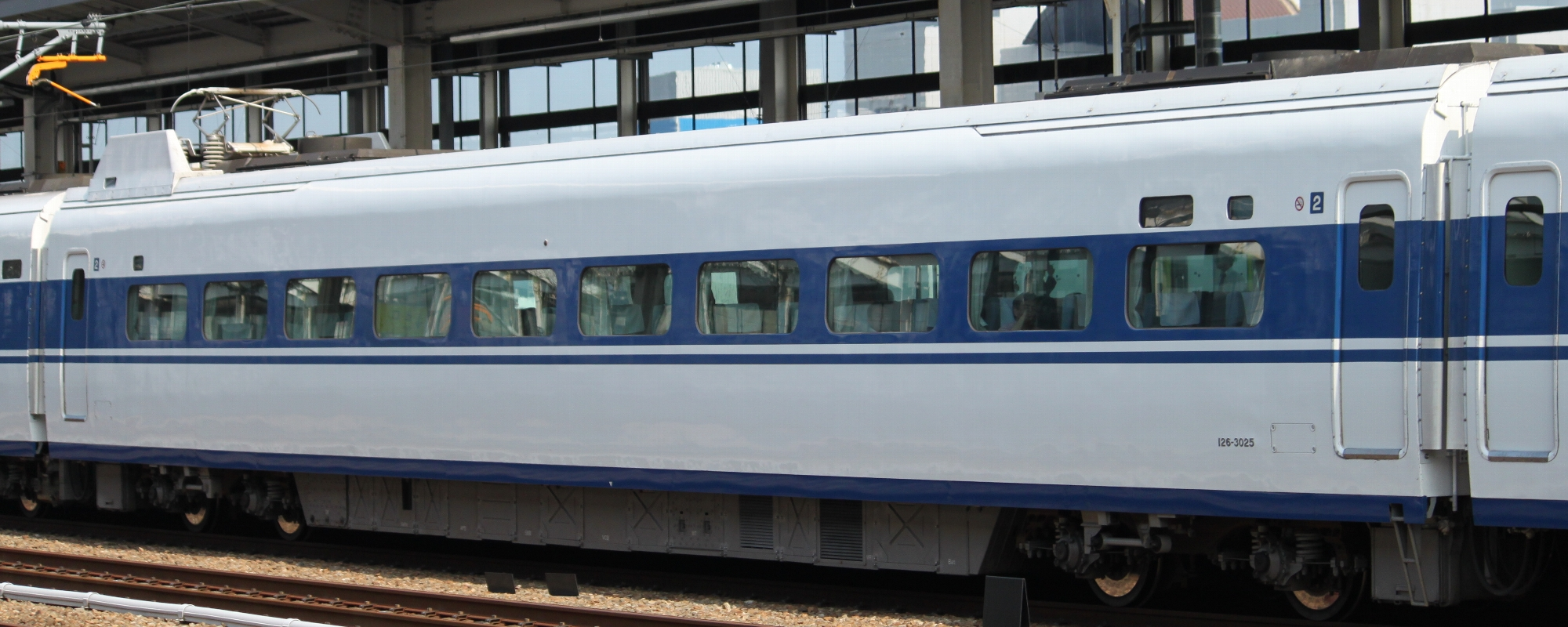
126形 (126-3025)

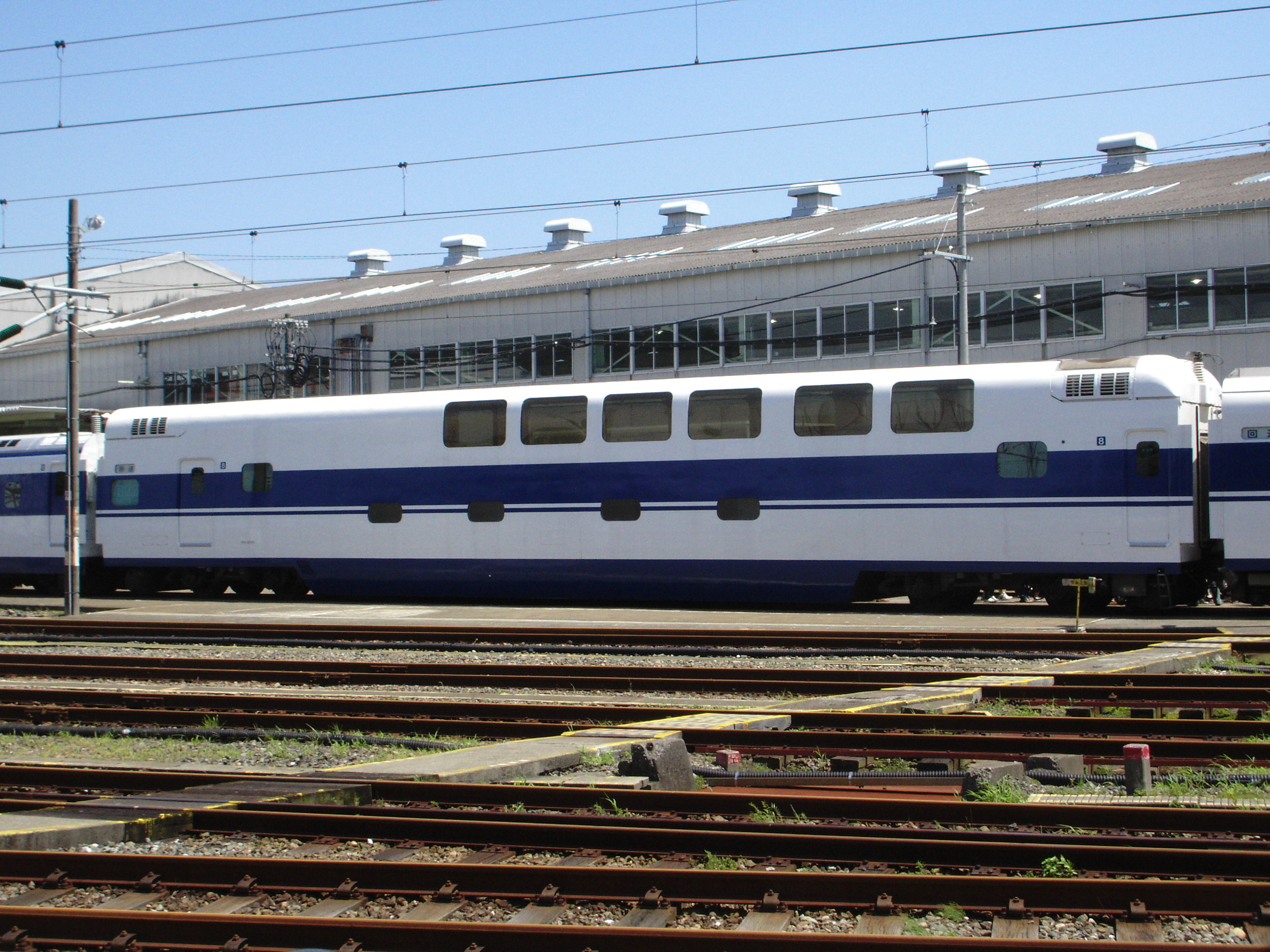
168形 (168-9001)

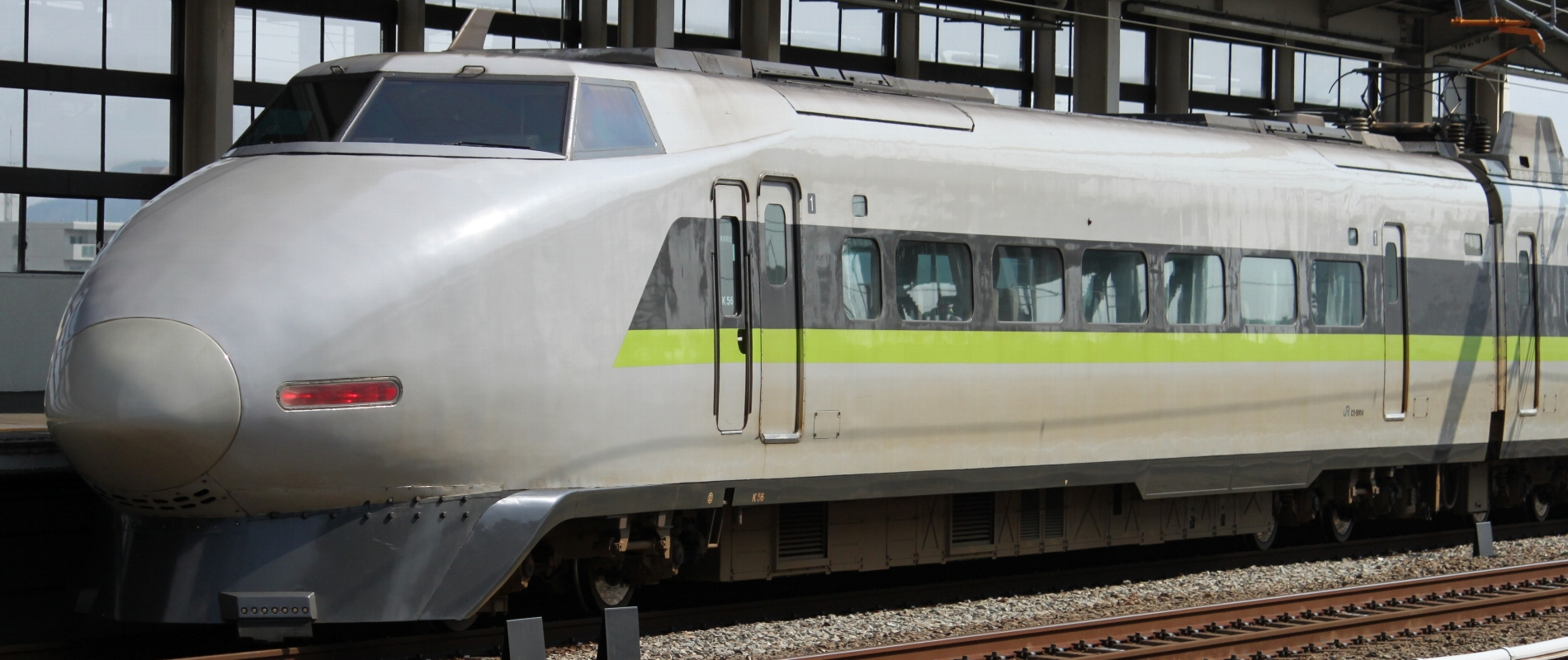
121形5000番台 (121-5004)

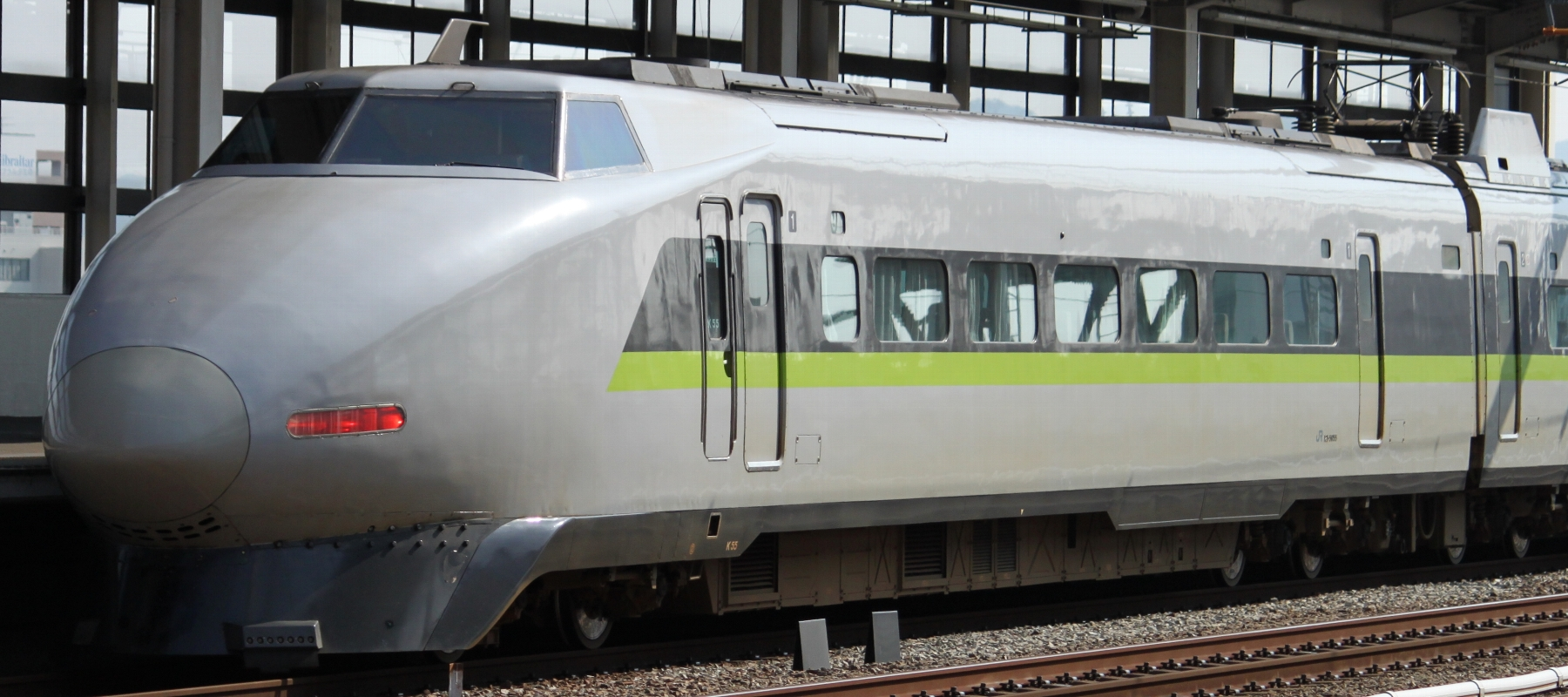
121形5050番台 (121-5055)

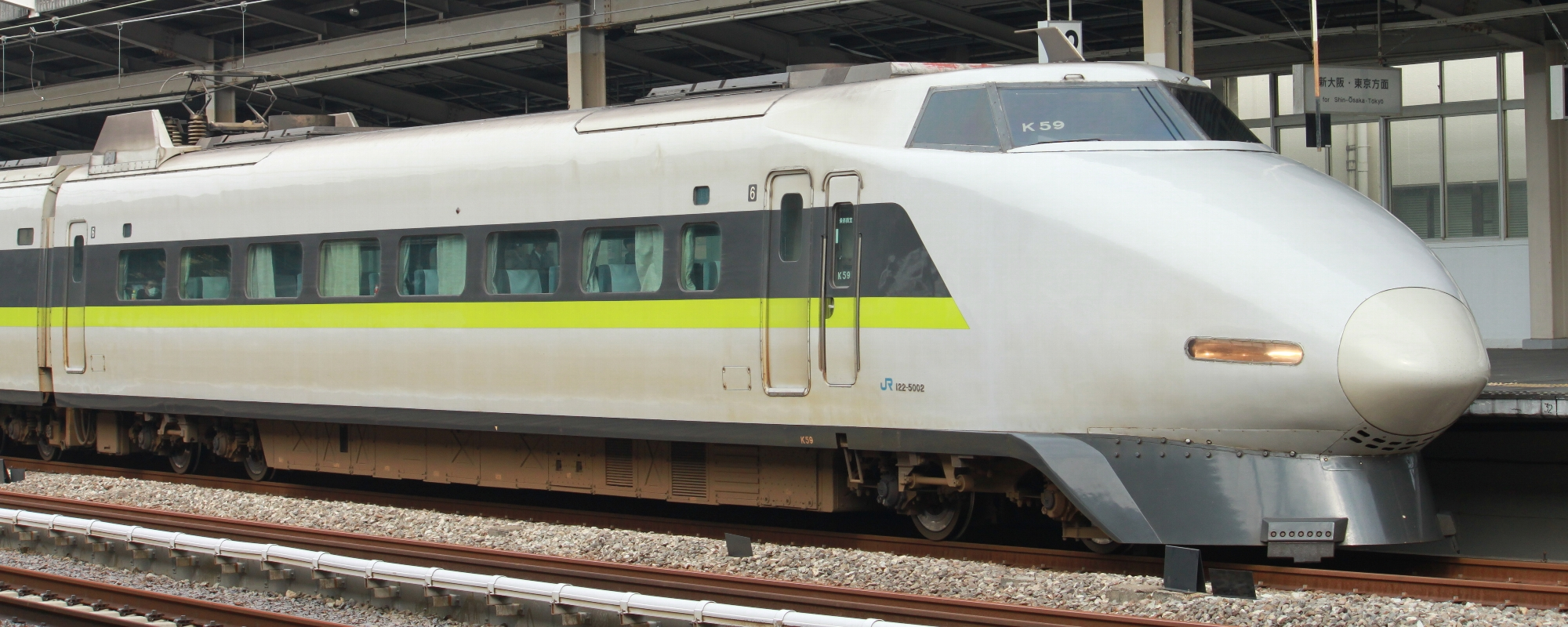
122形5000番台 (122-5002)

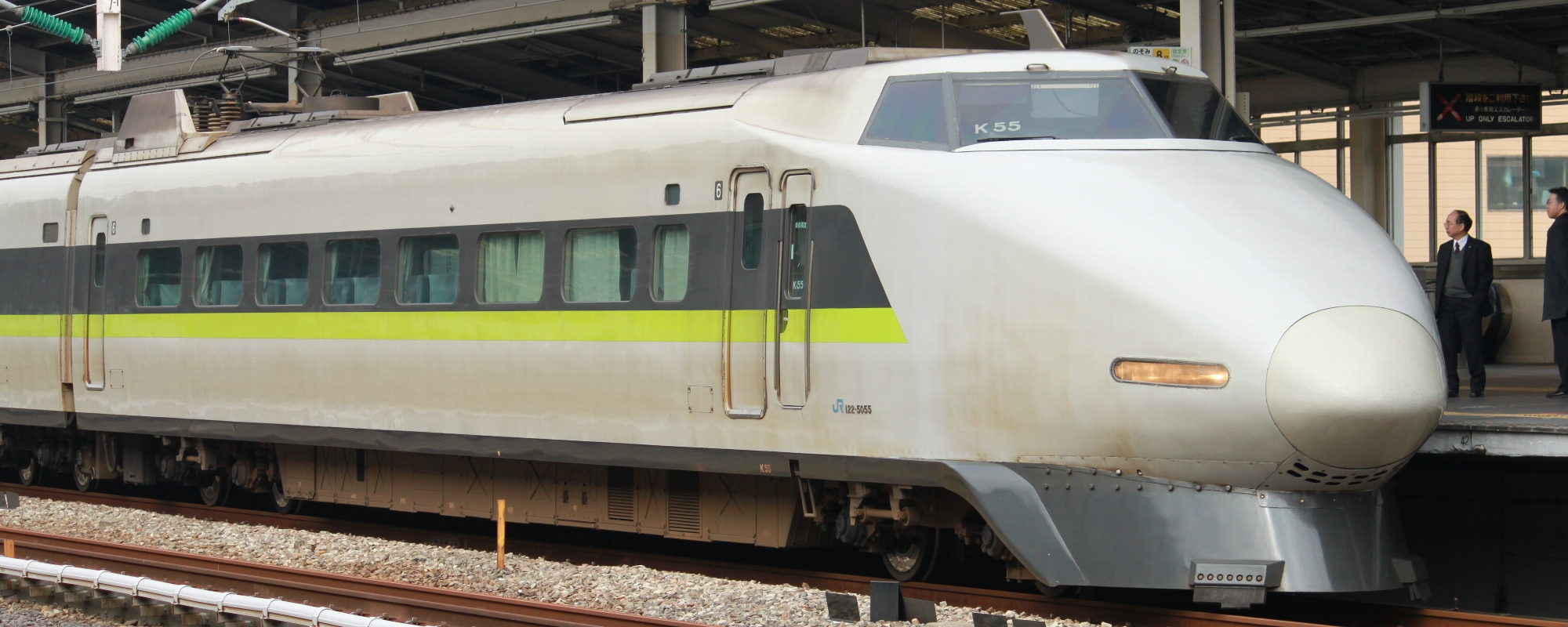
122形5050番台 (122-5055)

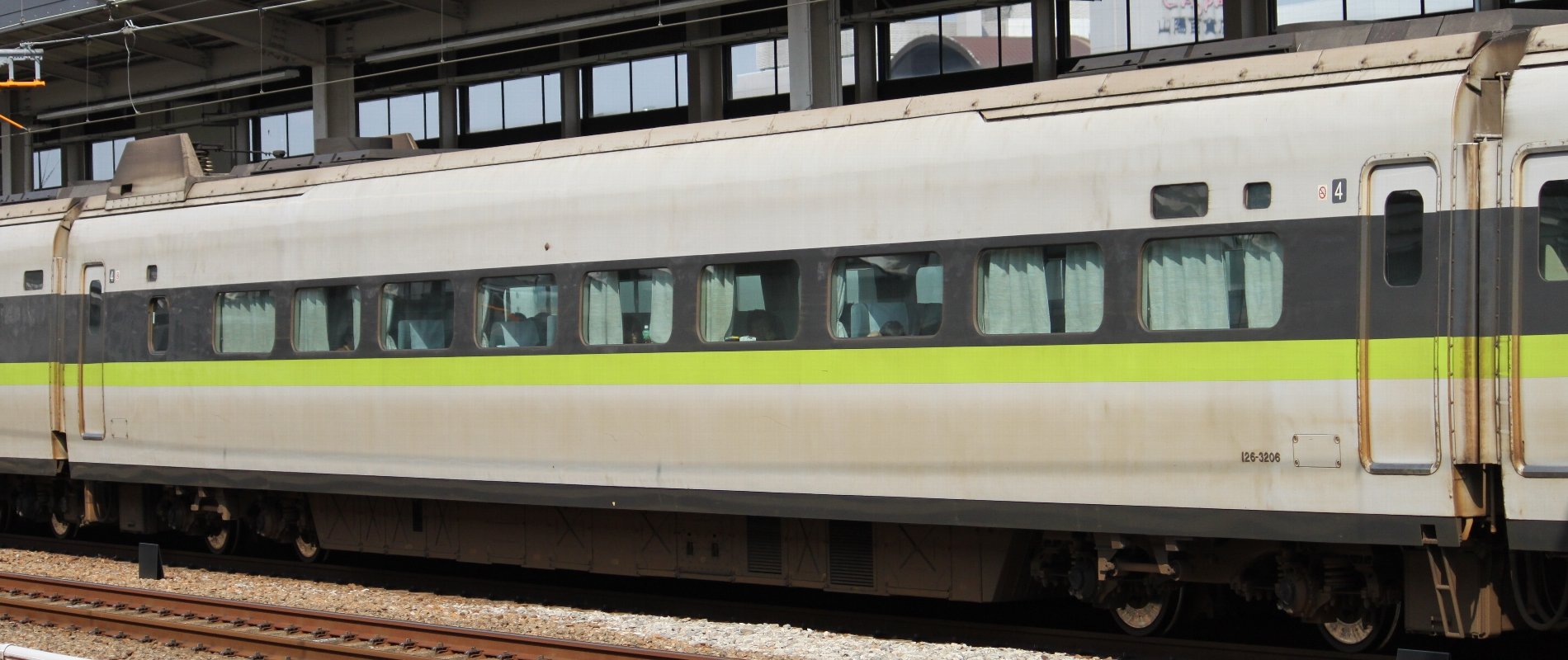
126形3200番台 (126-3206)

- 東海道・山陽新幹線上での新幹線車両における前位とは車両の博多方、後位とは東京方のことである。

116形 (M's)
グリーン席を備える中間電動車。X・G編成10号車として125形とペアを組んで使用される。前位に車掌室を備え、集電装置・主変圧器・整流装置・電動空気圧縮機などを搭載する。9000番台は当初、1人用個室と客用扉が2箇所あったが、量産化改造を経て1人用個室は撤去され客用扉も1箇所になった。
1991年にパンタグラフ半減工事が実施され、集電装置は撤去された。
121形 (Mc)
普通席を備える制御電動車。V編成1号車として126形とペアを組んで使用される。前位に博多向き運転台、後位に便所・洗面所を備え、主制御器・抵抗器・補助電源装置・蓄電池・LCXアンテナなどを搭載する。0番台は存在しない。
122形 (M'c)
普通席を備える制御電動車。V編成16号車として125形とペアを組んで使用される。後位に東京向き運転台を備え、集電装置・主変圧器・整流装置・運転用インバータ装置などを搭載する。0番台は存在しない。
1990年3月にパンタグラフ半減工事が実施され、集電装置は撤去された。ただし、3008, 3009の2両は新製時から集電装置を搭載していなかった。
123形 (Tc)
普通席を備える制御車。X・G編成1号車として使用される。前位に博多向き運転台、後位に便所・洗面所を備え、LCXアンテナなどを搭載する。
124形 (T'c)
普通席を備える制御車。X・G編成16号車として使用される。後位に東京向き運転台を備え、運転用インバータ装置などを搭載する。
125形 (M)
普通席を備える中間電動車。116形・122形・126形とペアを組んで使用される。
0, 3000, 9000番台
X・G編成3・5・13・15号車、V編成3・13・15号車、K編成5号車として使用される。後位に便所・洗面所を備え、主制御器・抵抗器・補助電源装置・蓄電池などを搭載する。
500, 9500番台
X・G編成7号車として使用される。後位に便所・洗面所・業務用室・多目的室・電話室を備え、主制御器・抵抗器・補助電源装置・蓄電池などを搭載する。
700, 3700, 9700番台
X・G・V編成11号車、K・P編成3号車として使用される。後位に便所・洗面所・車内販売準備室・車椅子対応設備・多目的室を備え、主制御器・抵抗器・補助電源装置・蓄電池などを搭載する。
3800番台
V編成5号車として使用される。後位に便所・洗面所・車販準備室・多目的室を備え、主制御器・抵抗器・補助電源装置・蓄電池などを搭載する。
126形 (M')
普通席を備える中間電動車。X・G・V編成2・4・6・12・14号車、K編成2号車、P編成2号車として121形もしくは125形とペアを組んで使用される。集電装置・主変圧器・整流装置・電動空気圧縮機などを搭載する。
148形 (T'sbd)
グリーン席とカフェテリアを併設する2階建て中間付随車。G編成8号車として使用される。1階にはカフェテリアが、2階にはグリーン席が設置された。
149形 (Tsd)
グリーン席を備える2階建て中間付随車。1階にグリーン個室、2階にグリーン席が設置された。
0番台
X・G編成9号車として使用される。グリーン個室は1人用5室、2人用3室、3人用1室が設置された。G1 - G3編成には当初0番台が連結されていたが、グリーン個室の配置を見直したことにより100番台に改番された。
100番台
G編成9号車として使用される。グリーン個室は1人用3室、2人用3室、3人用1室、4人用1室が設置された。
9000番台
X0 → X1編成9号車として使用される。この形式のみ、小窓仕様である。
168形 (T'dd)
売店（1階）と食堂（2階）を備える2階建て中間付随車。
0, 9000番台
X編成8号車として使用される。この形式のみ、9000番台も大窓仕様である。
3000番台
V編成8号車として使用される。車端部分が両側とも切妻になっている。
178形 (T'sd)
普通席（1階）、グリーン席（2階）を備える2階建て中間付随車。V編成10号車として使用される。博多方に車掌室を備え、AV機器用インバータ装置を搭載する。0番台は存在しない。
179形 (Tsd)
普通席（1階）、グリーン席（2階）を備える2階建て中間付随車。0番台は存在しない。
3000番台
V編成7号車として使用される。業務用室を備える。
3100番台
V編成9号車として使用される。電話室を備える。

#### 主要諸元
| 形式 | 車両番号    | 定員          | 重量   | 製造数 | 総数  | 備考                                                                         |
| ---- | ----------- | ------------- | ------ | ------ | ----- | ---------------------------------------------------------------------------- |
| 116  | 1 - 56      | 68名          | 54.3 t | 56両   | 57両  |                                                                              |
| 116  | 9001        | 60 → 68名     | 55.3 t | 1両    | 57両  | 小窓、個室撤去による定員の増加                                               |
| 121  | 3001 - 3009 | 65名          | 54.3 t | 9両    | 9両   |                                                                              |
| 122  | 3001 - 3009 | 65名          | 54.9 t | 9両    | 9両   |                                                                              |
| 123  | 1 - 56      | 80名          | 49.0 t | 56両   | 57両  |                                                                              |
| 123  | 9001        | 80名          | 49.5 t | 1両    | 57両  | 小窓、車内設備は0番台と同様                                                  |
| 124  | 1 - 56      | 80名          | 46.1 t | 56両   | 57両  |                                                                              |
| 124  | 9001        | 80名          | 48.0 t | 1両    | 57両  | 小窓、車内設備は0番台と同様                                                  |
| 125  | 1 - 224     | 90名          | 52.3 t | 224両  | 387両 |                                                                              |
| 125  | 501 - 556   | 80名          | 52.9 t | 56両   | 387両 | 多目的室付き                                                                 |
| 125  | 701 - 756   | 73名          | 52.7 t | 56両   | 387両 | 車椅子対応設備、多目的室、車販準備室付き                                     |
| 125  | 3001 - 3027 | 90名          | 51.6 t | 27両   | 387両 | 車内設備は0番台と同様                                                        |
| 125  | 3701 - 3709 | 73名          | 52.3 t | 9両    | 387両 | 車内設備は700番台と同様                                                      |
| 125  | 3801 - 3809 | 80名          | 52.0 t | 9両    | 387両 | 多目的室、車販準備室付き                                                     |
| 125  | 9001 - 9004 | 90名          | 53.0 t | 4両    | 387両 | 小窓、車内設備は0番台と同様                                                  |
| 125  | 9501        | 80名          | 54.1 t | 1両    | 387両 | 小窓、車内設備は500番台と同様                                                |
| 125  | 9701        | 73名          | 53.7 t | 1両    | 387両 | 小窓、車内設備は700番台と同様                                                |
| 126  | 1 - 280     | 100名         | 52.3 t | 280両  | 330両 |                                                                              |
| 126  | 3001 - 3045 | 100名         | 52.1 t | 45両   | 330両 | 車内設備は0番台と同様                                                        |
| 126  | 9001 - 9005 | 100名         | 54.6 t | 5両    | 330両 | 小窓、車内設備は0番台と同様                                                  |
| 148  | 1 - 50      | 85名          | 57.0 t | 50両   | 50両  |                                                                              |
| 149  | 1 - 9       | 56名          | 56.2 t | 9両    | 57両  | 後に7, 8, 9は101, 102, 103に改番された。                                     |
| 149  | 104 - 150   | 58名          | 56.2 t | 47両   | 57両  |                                                                              |
| 149  | 9001        | 64 → 56名     | 56.2 t | 1両    | 57両  | 小窓、個室配置を1人用3室と3人用6室から、1人用4室、2人用3室と3人用1室に変更。 |
| 168  | 1 - 6       | （44名）      | 56.3 t | 6両    | 16両  |                                                                              |
| 168  | 9001        | （44名）      | 56.5 t | 1両    | 16両  | 車内設備は0番台と同様                                                        |
| 168  | 3001 - 3009 | （40 → 44名） | 55.1 t | 9両    | 16両  |                                                                              |
| 178  | 3001 - 3009 | 43名          | 56.3 t | 9両    | 9両   |                                                                              |
| 179  | 3001 - 3009 | 40名          | 56.3 t | 9両    | 18両  |                                                                              |
| 179  | 3101 - 3109 | 40名          | 56.3 t | 9両    | 18両  |                                                                              |

### 編成一覧表
| 編成 | 落成          | 編成名削除     | 備考           | 次車区分 |
| ---- | ------------- | -------------- | -------------- | -------- |
| X1   | 1985年3月27日 | 2000年3月15日  | 量産先行試作車 |          |
| X2   | 1986年7月16日 | 2000年5月1日   |                | 1・2次車 |
| X3   | 1986年6月12日 | 2000年1月27日  |                | 1・2次車 |
| X4   | 1986年8月4日  | 2000年8月21日  |                | 1・2次車 |
| X5   | 1986年6月30日 | 1999年7月30日  |                | 1・2次車 |
| X6   | 1987年3月18日 | 2000年10月7日  |                | 3次車    |
| X7   | 1987年3月24日 | 2000年11月10日 |                | 3次車    |

| 編成 | 落成           | 編成名削除     | 備考                 | 次車区分 |
| ---- | -------------- | -------------- | -------------------- | -------- |
| G1   | 1988年2月17日  | 2003年9月1日   | のちにJR西日本に転属 | 4次車    |
| G2   | 1988年2月9日   | 2003年11月27日 | のちにJR西日本に転属 | 4次車    |
| G3   | 1988年3月9日   | 2002年12月3日  | のちにJR西日本に転属 | 4次車    |
| G4   | 1988年12月7日  | 2004年1月20日  | のちにJR西日本に転属 | 5次車    |
| G5   | 1989年1月10日  | 2003年7月15日  | のちにJR西日本に転属 | 5次車    |
| G6   | 1989年2月13日  | 2001年1月22日  | のちにJR西日本に転属 | 5次車    |
| G7   | 1988年12月2日  | 2004年3月31日  | のちにJR西日本に転属 | 5次車    |
| G8   | 1989年1月9日   | 2002年8月8日   |                      | 5次車    |
| G9   | 1989年2月10日  | 2001年3月14日  |                      | 5次車    |
| G10  | 1989年3月9日   | 2001年12月3日  |                      | 5次車    |
| G11  | 1989年1月18日  | 2003年2月25日  |                      | 5次車    |
| G12  | 1989年2月22日  | 2000年12月11日 |                      | 5次車    |
| G13  | 1989年2月8日   | 2001年1月15日  |                      | 5次車    |
| G14  | 1989年3月8日   | 2001年2月15日  |                      | 5次車    |
| G15  | 1989年3月7日   | 2002年2月4日   |                      | 5次車    |
| G16  | 1989年4月21日  | 2001年3月12日  |                      | 6次車    |
| G17  | 1989年6月14日  | 2001年5月31日  |                      | 6次車    |
| G18  | 1989年7月31日  | 2001年9月21日  |                      | 6次車    |
| G19  | 1989年9月6日   | 2001年7月5日   |                      | 6次車    |
| G20  | 1989年8月31日  | 2002年4月23日  |                      | 6次車    |
| G21  | 1989年10月11日 | 2002年1月27日  |                      | 7次車    |
| G22  | 1990年1月24日  | 2001年8月26日  |                      | 7次車    |
| G23  | 1990年3月7日   | 2002年7月8日   |                      | 7次車    |
| G24  | 1989年7月12日  | 2003年6月18日  |                      | 7次車    |
| G25  | 1989年8月9日   | 2001年4月27日  |                      | 7次車    |
| G26  | 1989年9月13日  | 2001年6月29日  |                      | 7次車    |
| G27  | 1990年2月10日  | 2002年4月30日  |                      | 7次車    |
| G28  | 1989年11月1日  | 2002年3月28日  |                      | 7次車    |
| G29  | 1989年12月25日 | 2001年11月5日  |                      | 7次車    |
| G30  | 1990年3月10日  | 2002年7月4日   |                      | 7次車    |
| G31  | 1990年1月28日  | 2001年12月6日  |                      | 7次車    |
| G32  | 1990年11月14日 | 2003年8月11日  |                      | 8次車    |
| G33  | 1990年4月25日  | 2003年4月23日  |                      | 8次車    |
| G34  | 1990年7月25日  | 2003年3月25日  |                      | 8次車    |
| G35  | 1990年6月8日   | 2002年9月11日  |                      | 8次車    |
| G36  | 1990年6月14日  | 2003年5月22日  |                      | 8次車    |
| G37  | 1991年2月8日   | 2003年1月27日  |                      | 8次車    |
| G38  | 1990年6月27日  | 2002年10月11日 |                      | 8次車    |
| G39  | 1990年4月5日   | 2002年5月23日  |                      | 8次車    |
| G40  | 1990年7月7日   | 2003年7月16日  |                      | 8次車    |
| G41  | 1990年7月3日   | 2002年11月25日 |                      | 8次車    |
| G42  | 1991年3月27日  | 2003年10月9日  |                      | 9次車    |
| G43  | 1991年1月30日  | 2002年11月5日  |                      | 9次車    |
| G44  | 1991年1月9日   | 2003年12月4日  |                      | 9次車    |
| G45  | 1991年3月4日   | 2002年12月21日 |                      | 9次車    |
| G46  | 1992年2月26日  | 2003年11月6日  |                      | 10次車   |
| G47  | 1991年9月11日  | 2004年2月2日   |                      | 10次車   |
| G48  | 1992年1月22日  | 2003年9月9日   |                      | 10次車   |
| G49  | 1991年5月17日  | 2004年1月7日   |                      | 10次車   |
| G50  | 1992年1月13日  | 2004年3月1日   |                      | 10次車   |

| 編成 | 落成           | 編成名削除     | 短編成化改造 | 次車区分 |
| ---- | -------------- | -------------- | ------------ | -------- |
| V1   | 1989年3月7日   | 2000年7月3日   | P1・P4・P7   | 1次車    |
| V2   | 1989年2月10日  | 2002年11月25日 | K59・P10     | 1次車    |
| V3   | 1989年6月29日  | 2002年5月27日  | K54・P8・P12 | 2次車    |
| V4   | 1989年12月18日 | 2002年6月25日  | K56・P9      | 3次車    |
| V5   | 1990年7月5日   | 2002年2月12日  | K53・K57     | 4次車    |
| V6   | 1990年12月14日 | 2000年8月24日  | P2・P3・P5   | 4次車    |
| V7   | 1991年3月26日  | 2001年11月9日  | K51・K55     | 5次車    |
| V8   | 1991年7月5日   | 2001年9月30日  | P6・K52・P11 | 6次車    |
| V9   | 1991年12月12日 | 2002年9月25日  | K58・K60     | 6次車    |

| 編成 | 竣工           | 編成名削除    | 元編成 |
| ---- | -------------- | ------------- | ------ |
| P1   | 2000年8月25日  | 2010年7月6日  | V1     |
| P2   | 2000年10月10日 | 2009年2月9日  | V6     |
| P3   | 2001年3月8日   | 2011年5月25日 | V6     |
| P4   | 2001年8月21日  | 2011年4月4日  | V1     |
| P5   | 2001年11月23日 | 2011年2月7日  | V6     |
| P6   | 2001年12月7日  | 2011年3月16日 | V8     |
| P7   | 2003年8月29日  | 2011年6月8日  | V1     |
| P8   | 2004年1月9日   | 2011年3月1日  | V3     |
| P9   | 2004年4月16日  | 2011年4月15日 | V4     |
| P10  | 2004年7月31日  | 2010年4月19日 | V2     |
| P11  | 2004年12月14日 | 2010年5月18日 | V8     |
| P12  | 2005年3月31日  | 2010年8月10日 | V3     |

| 編成 | 竣工           | 編成名削除     | 元編成 |
| ---- | -------------- | -------------- | ------ |
| K51  | 2002年1月10日  | 2009年4月1日   | V7     |
| K52  | 2002年4月1日   | 2011年12月1日  | V8     |
| K53  | 2002年4月18日  | 2012年4月9日   | V5     |
| K54  | 2002年8月6日   | 2012年4月23日  | V3     |
| K55  | 2002年8月22日  | 2012年3月21日  | V7     |
| K56  | 2002年9月26日  | 2011年5月9日   | V4     |
| K57  | 2002年12月10日 | 2011年9月12日  | V5     |
| K58  | 2003年1月9日   | 2011年10月13日 | V9     |
| K59  | 2003年4月14日  | 2011年12月26日 | V2     |
| K60  | 2003年8月5日   | 2011年11月9日  | V9     |

## 各編成の概要

### X編成
1985年から1987年に落成した100系初の編成。先頭車と2階建車両各2両の計4両が付随車である。2階建車両は8号車と9号車に組み込まれ、8号車は食堂車、9号車は階上がグリーン車・階下がグリーン個室（1人用5室、2人用3室、3人用1室）である。

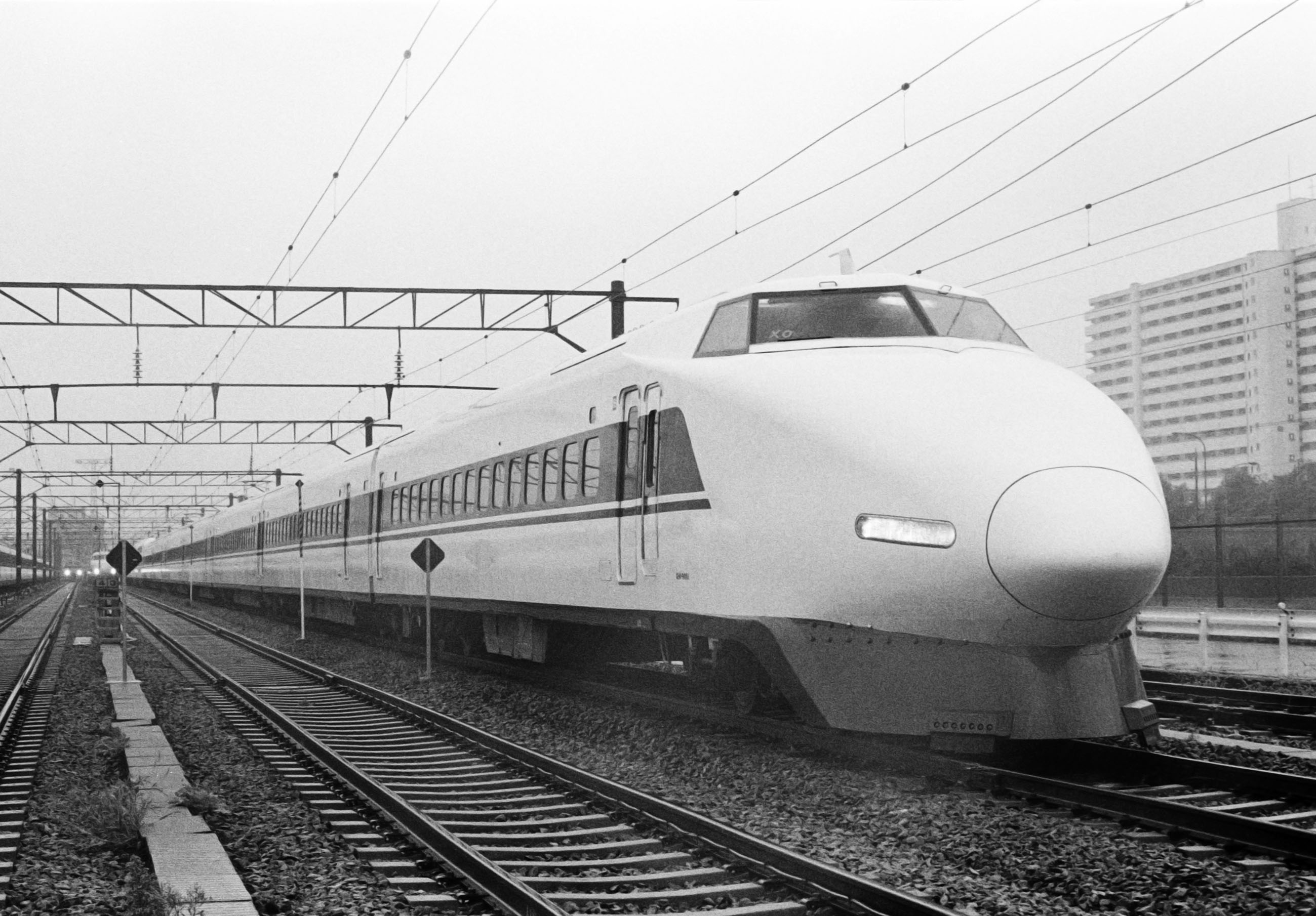
試作車X0編成

#### 試作車（X0 → X1編成）
試作車である9000番台X0編成（1985年3月27日落成・1986年8月から10月にかけて量産化改造を実施し、X1に改番）は、量産車とは以下にあげる違いが見られた。
- 前照灯の角度が大きめであり、16号車（124-9001）の窓下の桟がV字型となっている。
- 食堂車である8号車の168形を除いて小窓である。
- 9号車の東京方に出入り口はなく、10号車の博多方には出入り口があった[55]。
  - 量産化改造を経て、9号車の荷物室の位置に出入り口が新たに設置され、10号車のそれは撤去されて新たに荷物室となった[55]。
- 9号車1階部分はグリーン個室の仕様が決定していなかったことから何も設置されず[56]、平屋構造の10号車（116-9001）博多方に個室（1人用2室・2人用1室）が設置されていた。
  - 後に9号車の1階部分にも個室（1人用4室・3人用6室）が設置された[55]。量産車との設備統一を目的として1986年に、10号車の個室は撤去され、9号車の個室の配置を量産車にあわせた。
- 貫通路の高さが0系と同じ1,800 mm（量産車は1,900 mm）である[56]。
- 特高圧引き通し準備工事の実施（X2編成以降はコスト削減のために未実施）[12]。

1985年3月27日に公式試運転を東京駅 - 三島駅間で行った。その後、直ちに営業運転に使用せず、4月には東京駅 - 博多駅間で営業速度での試験を実施した。さらに、9月まで速度向上試験を実施し米原駅 - 京都駅間で230 km/hを、小郡駅（現・新山口駅） - 新下関駅間で260 km/hを記録した。
1985年10月1日から「ひかり3号」（東京8:00発博多行き）と折り返し「ひかり28号」（博多15:45発東京行き）の1往復（いずれもWひかり。ただし後者は基本停車駅に小郡駅を追加）で営業運転を開始した。食堂車の担当は日本食堂。当日は、営業運転開始に当たって東京駅で出発式が行われた。ただし、1編成しか在籍していなかったため、検査日は0系が代走した。
なお、当編成は0系37・38次車よりも先に落成している。反対に、100系の最終増備編成であるG46編成は300系の量産車第1号であるJ2編成より後に落成したが、G46編成の方が先に廃車になった。

#### 1 - 3次車
1986年落成の量産車である1次車（4編成48両）は2階建車両のない12両編成（暫定G編成・G1 - G4）として搬入され、6月13日から東京 - 新大阪間の「こだま」12本（下り7本・上り5本）に運用された。これは、100系が既に登場した当時、「こだま」用車両の置き換えとして0系を製造するのも今更どうかということになったためである。車椅子対応設備・多目的室は「ひかり」用編成が11号車なのに対して、「こだま」用編成ということで0系12両編成と同じ5号車となった。
|      |      | ← 新大阪東京 → |            |           |            |            |            |            |             |           |            |           |             |
| 号車 | 号車 | 1              | 2          | 3         | 4          | 5          | 6          | 7          | 8           | 9         | 10         | 11        | 12          |
| 形式 | 形式 | 123形 (Tc)     | 126形 (M') | 125形 (M) | 126形 (M') | 125形 (M7) | 126形 (M') | 125形 (M5) | 116形 (M's) | 125形 (M) | 126形 (M') | 125形 (M) | 124形 (T'c) |
| 編成 | G1   | 1              | 1          | 1         | 2          | 701        | 3          | 501        | 1           | 2         | 4          | 3         | 1           |
| 編成 | G2   | 2              | 5          | 4         | 6          | 702        | 7          | 502        | 2           | 5         | 8          | 6         | 2           |
| 編成 | G3   | 3              | 9          | 7         | 10         | 703        | 11         | 503        | 3           | 8         | 12         | 9         | 3           |
| 編成 | G4   | 4              | 13         | 10        | 14         | 704        | 15         | 504        | 4           | 11        | 16         | 12        | 4           |

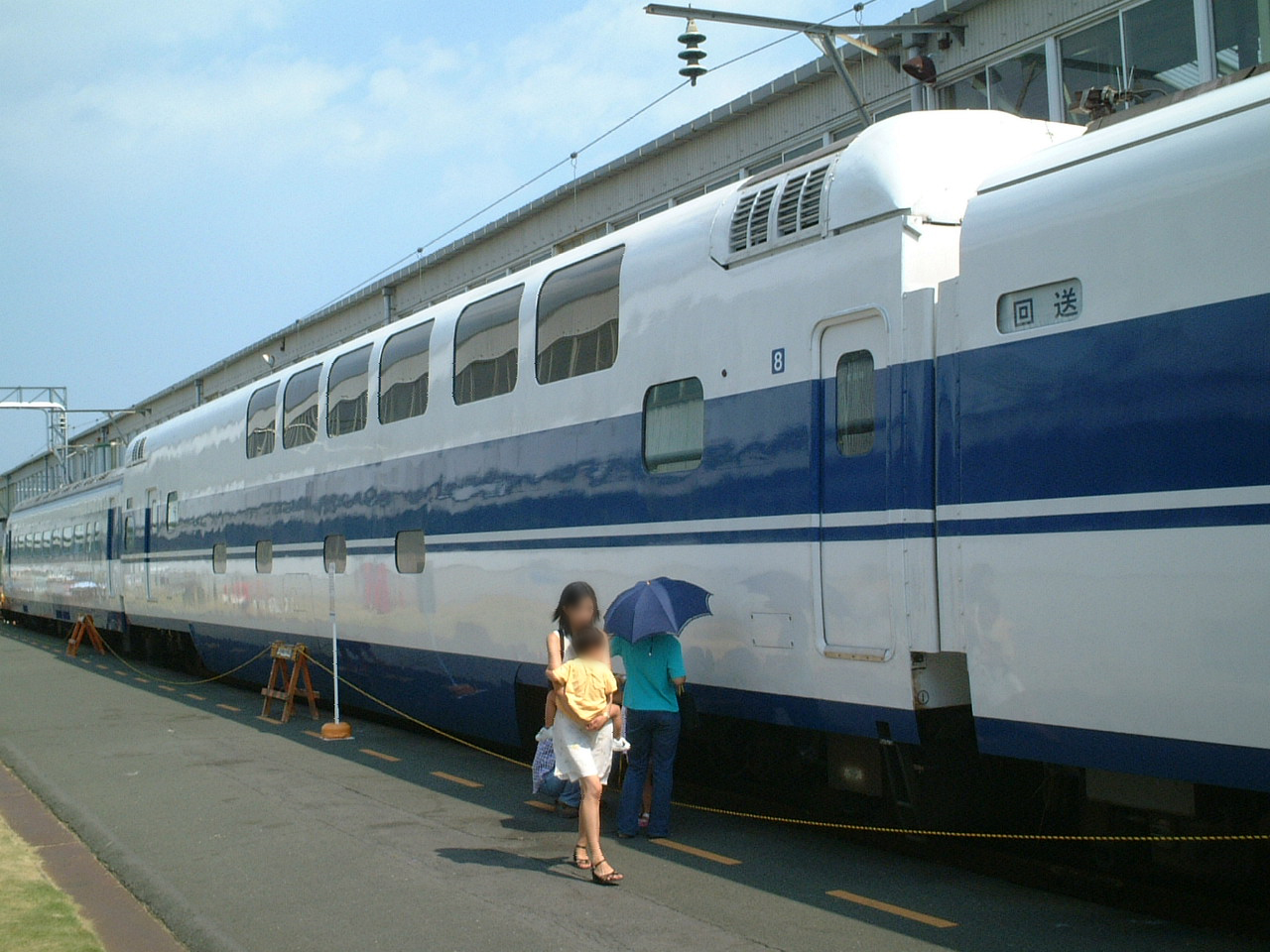
食堂車168-9001（一般公開時）

12両G編成は、2次車（中間車のみ・12両）が組込まれて16両編成化され、編成番号をX2 - X5に変更した。11月からは「ひかり」として営業運転を開始した。同時に、最高速度が220 km/hに向上された。分割民営化直前の1987年3月に3次車2本 （X6・X7編成）が落成され、X編成の増備は終了した。
分割民営化時にJR西日本にX6編成とX7編成を継承する案もあったが、結果X1 - X7の全編成がJR東海に承継された。

#### 運用推移
東京駅 - 博多駅間の「ひかり」を中心に運用されており、運用によっては1日の走行距離が2,500 km以上にも達し、7編成しかないことから0系H編成のように走行距離を平滑化するのは難しく、検査周期も他の編成に比べて極端に短かった。1998年10月2日の「ひかり126号」（新大阪発東京行き：X1編成）を最後にX編成の食堂車営業と「ひかり」運用が終了し、以降は東海道区間の「こだま」のみとなった。総走行距離が車齢に比して多かったことから、0系YK編成の撤退半月後である1999年10月1日の「こだま429号」（東京発新大阪行き：X1編成）を最後に定期列車の運用から離脱した。K・P編成へは転用されず、同年8月から2000年11月にかけて全車が廃車となった。
|      |      | ← 博多東京 → |            |           |            |           |            |            |              |             |             |            |            |           |            |           |             |
| 号車 | 号車 | 1            | 2          | 3         | 4          | 5         | 6          | 7          | 8            | 9           | 10          | 11         | 12         | 13        | 14         | 15        | 16          |
| 形式 | 形式 | 123形 (Tc)   | 126形 (M') | 125形 (M) | 126形 (M') | 125形 (M) | 126形 (M') | 125形 (M5) | 168形 (T'dd) | 149形 (Tsd) | 116形 (M's) | 125形 (M7) | 126形 (M') | 125形 (M) | 126形 (M') | 125形 (M) | 124形 (T'c) |
| 座席 | 座席 | 普通車       | 普通車     | 普通車    | 普通車     | 普通車    | 普通車     | 普通車     | 食堂車       | グリーン車  | グリーン車  | 普通車     | 普通車     | 普通車    | 普通車     | 普通車    | 普通車      |
| 編成 | X1   | 9001         | 9001       | 9001      | 9002       | 9002      | 9003       | 9501       | 9001         | 9001        | 9001        | 9701       | 9004       | 9003      | 9005       | 9004      | 9001        |
| 編成 | X2   | 1            | 1          | 1         | 2          | 2         | 3          | 501        | 1            | 1           | 1           | 701        | 17         | 13        | 4          | 3         | 1           |
| 編成 | X3   | 2            | 5          | 4         | 6          | 5         | 7          | 501        | 2            | 2           | 2           | 702        | 18         | 14        | 8          | 6         | 2           |
| 編成 | X4   | 3            | 9          | 7         | 10         | 8         | 11         | 503        | 3            | 3           | 3           | 703        | 19         | 15        | 12         | 9         | 3           |
| 編成 | X5   | 4            | 13         | 10        | 14         | 11        | 15         | 504        | 4            | 4           | 4           | 704        | 20         | 16        | 16         | 12        | 4           |
| 編成 | X6   | 5            | 21         | 17        | 22         | 18        | 23         | 505        | 5            | 5           | 5           | 705        | 24         | 19        | 25         | 20        | 5           |
| 編成 | X7   | 6            | 26         | 21        | 27         | 22        | 28         | 506        | 6            | 6           | 6           | 706        | 29         | 23        | 30         | 24        | 6           |

### G編成
| 1人用個室 |  | 4人用個室 |
| 1人用個室 |  | 4人用個室 |

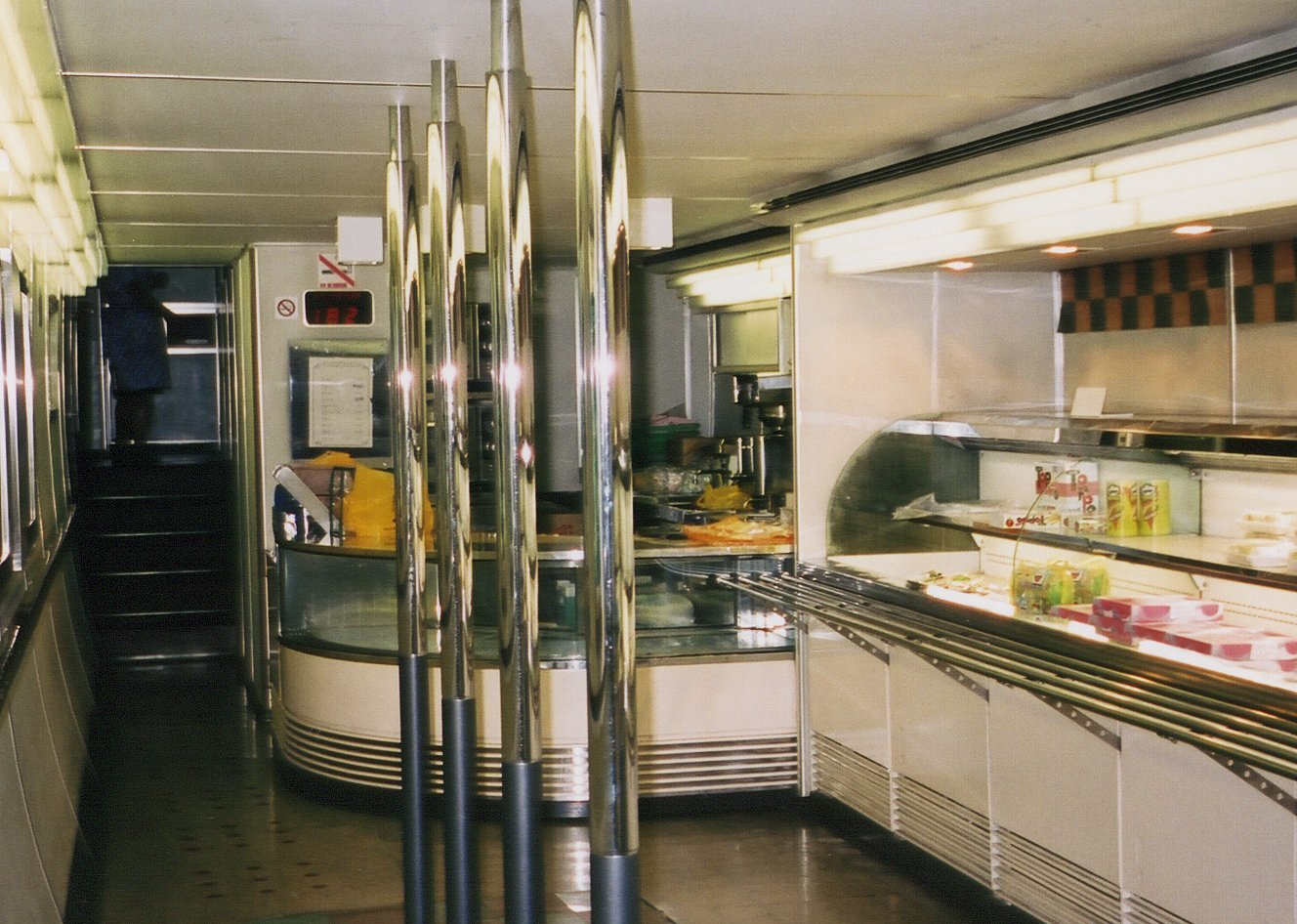
G編成末期のカフェテリア

1987年から1992年までに落成した編成で、製造当初はJR東海のみ所有していた。「100'（ダッシュ）系」とも呼称される。車両番号のハイフン以下の数字はX編成からの通し番号だった。
X編成と同じく先頭車と8号車と9号車に組み込まれる2階建車両各2両が付随車である。2階建車両のうち9号車はX編成と同じくグリーン車とグリーン個室であるが、「ひかり」の利用客が増加傾向にあったことや東京駅 - 新大阪駅間で重点的に運用することを念頭におき、0系と比べて個室を除いたグリーン車定員が少ない ことから、8号車については食堂車の設定をやめ、階上にグリーン車・階下にカフェテリアを設け、グリーン車の定員を増やした。16両1編成の製造価格は31億円とされており、後継車両である300系と比べると2 - 3割小さい。
1編成に対して1社が製造を担当したが、技術力の向上とコスト削減を目的として、6両（G30・G37・G50編成の12・13号車）が浜松工場で製造された。車両製造のため、浜松工場の従業員22名が日本車輌製造豊川製作所で8か月もしくは10か月の間研修を受けている。なお、該当編成の残り14両は豊川製作所が担当した。

#### 4次車
G編成としての最初の編成であるが、X編成から連続して扱われたため4次車となっている。山陽新幹線博多開業用として増備された0系16・17次車置き換え用として、1988年2月から3月にかけて3編成48両（G1 - G3編成）が落成した。
新製時、8号車が食堂車（168形）からカフェテリア・グリーン合造車（148形）に変更された以外はX編成と同様であった。1989年1月から2月にかけて、5次車以降と個室配置を統一するための工事（1人用2室を4人用1室に変更）を実施した。それに伴い、車両番号の変更が行われた（149-7, 8, 9 → 149-101, 102, 103）。

#### 5次車
山陽新幹線博多開業用として増備された0系16 - 20次車置き換え用として、1988年12月から1989年3月にかけて12編成192両（G4 - G15編成）が落成した。
落成時から個室配置が、1人用3室、2人用3室、3人用・4人用各1室となっている。

#### 6・7次車
0系16 - 20次車置き換え用として、6次車として1989年4月から9月にかけて5編成80両（G16 - G20編成）が、7次車として1989年7月から1990年3月にかけて11編成176両（G21 - G31編成）が落成した。
普通車座席に足掛けとバケット形状の座席が採用され、カフェテリア通路部分のポールの本数が5本から4本に減らされている。また、東海道区間のATき電化への準備としてパンタカバー設置と特高圧引き通し準備工事が施された。

#### 8次車
0系16 - 20次車置き換え用として、1990年4月から1991年2月にかけて10編成160両（G32 - G41編成）が落成した。
視認性を向上させるため、電光掲示板の文字の拡大と行先表示器への蛍光灯内蔵、2・3人用個室のデザイン変更が行われた。このため、電光掲示板の時計と距離表示は省略された。電光掲示板の改良は既存編成には行われていない。

#### 9・10次車
「ひかり」運用の増加に対応するため、9次車として1991年1月から3月にかけて4編成64両（G42 - G45編成）が、10次車として1991年5月から1992年2月にかけて5編成80両（G46 - G50編成）が落成した。1992年2月26日落成のG46編成が100系の最終増備編成である。
落成時から特高圧引き通しの実施と集電装置の削減（2・6・12号車のみ搭載）、集電装置すり板の改良（すり板幅を25 mmから40 mmに拡大）が行われた。既存編成には追工事の形で対応がなされた。

#### 運用推移
1988年3月13日改正で、東京駅 – 新大阪駅間3往復の「ひかり」で運転を開始。当初は東京駅 - 新大阪駅間の「ひかり」のみ使われていたが、増備が進むにつれて運転区間が拡大し、1989年3月11日改正で広島駅まで、1993年3月18日改正で博多駅まで運転区間を拡大した。それでも、東京駅 - 博多駅間の「ひかり」はX編成やV編成などを使用していたことからG編成が使用されることは少なかったが、X編成が「こだま」へ転用された後は本数が増えた。一方では300系の増備と0系の廃車が進んだために1995年ごろから「こだま」にも充当されるようになっていた。
2003年9月16日の「ひかり309号」（東京発新大阪行き：G49編成）を最後に東海道新幹線での運用から離脱、2004年3月1日のG50編成の廃車を最後にJR東海所属のG編成は消滅した。
山陽新幹線においては、2003年9月15日の「ひかり556号」（博多発新大阪行き：G2編成）を最後に16両編成の営業運転を終了する予定であったが、2004年1月22日に代替編成として使用され、「こだま651号」（岡山発博多行き：G7編成）が最後の営業列車であった。2004年3月30日にG7編成が廃車となったことでG編成は消滅した。これによって16両編成の100系も消滅した。

#### JR西日本への譲渡

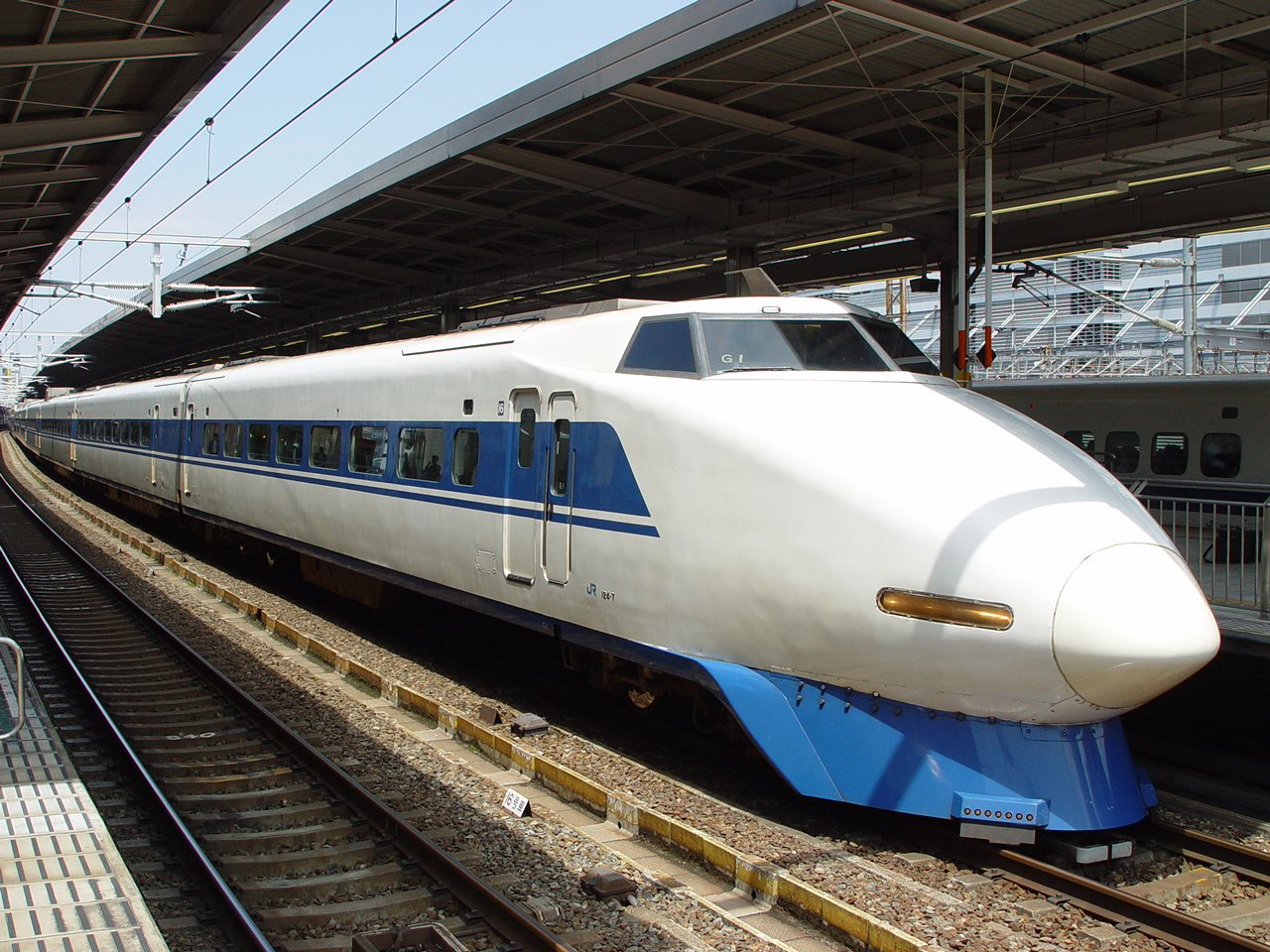
JR西日本に譲渡されたG1編成

1996年にG1 - G3・G6の4本、1997年にG4・G5・G7の3本、7編成の計112両がJR西日本へ譲渡された。当時JR西日本保有の16両編成のほとんどは0系で、走行距離精算のために東京直通「ひかり」にもJR西日本保有の0系を充てる状況であった。しかし、それでは0系の運転曲線を基準にしたダイヤを組まなくてはならないため、これを問題視したJR東海がJR西日本に譲渡したものである。また、JR西日本も阪神・淡路大震災で山陽区間に閉じ込めとなったG編成の検査経験があることから譲渡が実現した。JR西日本に譲渡されたG1 - G7編成は、0系のNH編成の運用をそのまま置き換えたため、運輸上の区別では「N編成」と称されていた。譲渡後は東海道直通だけでなく、車両の東海道新幹線内への送り込みと博多総合車両所への返しを兼ねて山陽区間のみの「ひかり」にも使用された。そのG編成のうち、1999年11月9日付けでG6編成の9両、2000年2月7日付けでG2編成の3両、同年3月27日付けでG6編成の1両 が廃車となり、残った車両で新G2編成を組成した。なお、このとき組成から外れたG6編成の3両 は保留車となり、K・P編成組成時に使用された。なおこの後もJR西日本は700系でJR東海から16両編成の譲渡を受けている。
2000年以降、JR西日本が所有することとなった「こだま」用のK・P編成を製作する際に必要な先頭車（121形・122形）と車椅子スペース設置車（125形3700番台）が不足するため、JR東海所有のG編成のうちG9・G10・G15・G19・G30・G43編成 が、8両に減車（1/2/11/12/13/14/15/16号車）されて浜松工場から博多総合車両所まで自力回送された。回送された車両のうち、両先頭車（123形・124形）と車椅子スペース設置車（125形700番台）がJR西日本に譲渡され、譲渡されなかった車両は博多総合車両所で廃車・解体された。
|      |      | ← 博多東京 → |            |           |            |           |            |            |               |             |             |            |            |           |            |           |             |
| 号車 | 号車 | 1            | 2          | 3         | 4          | 5         | 6          | 7          | 8             | 9           | 10          | 11         | 12         | 13        | 14         | 15        | 16          |
| 形式 | 形式 | 123形 (Tc)   | 126形 (M') | 125形 (M) | 126形 (M') | 125形 (M) | 126形 (M') | 125形 (M5) | 148形 (T'sbd) | 149形 (Tsd) | 116形 (M's) | 125形 (M7) | 126形 (M') | 125形 (M) | 126形 (M') | 125形 (M) | 124形 (T'c) |
| 座席 | 座席 | 普通車       | 普通車     | 普通車    | 普通車     | 普通車    | 普通車     | 普通車     | グリーン車    | グリーン車  | グリーン車  | 普通車     | 普通車     | 普通車    | 普通車     | 普通車    | 普通車      |
| 編成 | G1   | 7            | 31         | 25        | 32         | 26        | 33         | 507        | 1             | 101         | 7           | 707        | 34         | 27        | 35         | 28        | 7           |
| 編成 | G2   | 8            | 36         | 29        | 37         | 30        | 38         | 508        | 2             | 102         | 8           | 708        | 39         | 31        | 40         | 32        | 8           |
| 編成 | :    | :            | :          | :         | :          | :         | :          | :          | :             | :           | :           | :          | :          | :         | :          | :         | :           |
| 編成 | G49  | 55           | 271        | 217       | 272        | 218       | 273        | 555        | 49            | 149         | 55          | 755        | 274        | 219       | 275        | 220       | 55          |
| 編成 | G50  | 56           | 276        | 221       | 277        | 222       | 278        | 556        | 50            | 150         | 56          | 756        | 279        | 223       | 280        | 224       | 56          |

### V編成
JR西日本が1989年から1991年にかけて製造した。投入当初より各所で100N系と呼称され、「グランドひかり」の愛称を持つ。
JR西日本が新設計した車両のため、鉄道事業法に基づき新たに運輸省に車両確認申請書を提出している。このため書類上国鉄・JR東海100系とは別形式である。
山陽新幹線のシェア拡大を図るために到達時分短縮とアコモデーションの改善を中心に設計・投入されており、X・G編成とは異なる点が多い。また当初は国鉄・JR東海100系と先頭形状を変える案もあったが、結果的に同様の先頭形状に落ち着いている。
V編成による将来の270 km/h運転を見据え、270 km/hが可能な走行性能が与えられた。具体的には、
- 高速化に伴う車体負荷増加を考慮し、構体の耐圧性能を向上[90]。
- 力行12ノッチを追加し、12ノッチ投入時に速度が235 km/h以上になると、主電動機が80 %弱め界磁制御を行う[93]。
  - 主電動機が電機子の温度上昇防止対策（電機子コイル端部に通風孔を設ける[94]。）を施した WMT202 に変更[95]。
  - 主制御器、主整流器と断流器は弱め界磁制御を新たに行うことから、それぞれCS60、WSR203、WLB29に変更[93]。
  - 主抵抗器は、発電ブレーキ用と力行界磁分路抵抗を一体化した、強制風冷式の WMR205 を新設計[96]。
- 歯車比の高速化（2.41〈X・G編成〉 → 2.17）を実施[95]。
- 放熱性に優れたベンチレーテッドディスクブレーキを渦電流ブレーキにも採用（WECB2）[95]。

また、山陽新幹線区間230 km/h走行を行うため、ATCの220信号を230に読み替えるトランスポンダ車上子を搭載する。通常のATC信号はATC受電器が受信するが、220信号の時のみ、トランスポンダ地上子が230 km/h走行を許可するか否かの信号に変換してトランスポンダ車上子に送信する。
環境対策として230 km/h走行時の騒音レベルを0系220 km/h走行時の騒音レベル以下に抑えるため、2階建て車両を重点的に以下の騒音対策が行われた。
- 2階建て車両屋根端部（2階建て車両同士の連結部[注 25]）へ切妻屋根化段差カバーを設置、および2階建て車両と連結する平屋車両の屋根端部[注 26]へ段差カバーを追加
- 2階建て車両屋根端部の空気取入口のルーバーを上下二分割化

将来さらなる新型車が登場した際に短編成化して運用することを見据え、先頭車を制御電動車とした。それに伴い付随車は2階建車両4両（7 - 10号車）に充てた。
7・9・10号車の3両のうち、階上はX・G編成と共通のグリーン席とした。一般客の通り抜けをなくして静かな環境を提供し、座席ごとに液晶モニターが設置され、山陽区間ではビデオソフトの視聴ができた。階下は普通車指定席でありながら、横4列配置のゆったりとしたサイズの座席（WRK206形）が配置されており、この配置はその後の山陽新幹線向け車両でも踏襲されることとなる。7号車にはビデオスクリーンが、9・10号車には28インチのモニタディスプレイが設置され、ビデオの視聴ができた。東京駅 - 博多駅間の長距離を運転することが基本であったため、8号車は食堂車とされたが、内装は大きく変更され、階下の売店は面積が2倍に拡大された。
非常連結器の下に、空気取り入れ口が設けられた。これは、先頭車が電動車となったため、主電動機を冷却するものである。中間電動車は床下から冷却風を取り入れていたが、制御車では排障器（スカート）があり、走行風を取り込みにくいため、この部分から取り入れることになった。
出入口付近に設置してある行先表示器を字幕式から3色LED式に変更し、上部に列車名と行先を表示しながら下部での停車駅のスクロール表示などを可能にした。これは、JR西日本で新製投入された300系以外の全新幹線車両 に採用されている。

#### 1次車
1989年2月から3月にかけて2編成32両（V1・V2編成）が落成した。
V1編成が270 km/h走行対応編成、V2編成は270 km/h走行準備工事編成である。

#### 2・3次車
2次車として1989年6月に1編成16両（V3編成）が、3次車として1989年12月に1編成16両（V4編成）が落成した。

#### 4・5次車
1990年7月から12月にかけて2編成32両（V5・V6編成）が、5次車として1991年2月に1編成16両（V7編成）が落成した。
グリーン席に新たに5インチの液晶テレビが搭載される。既存編成にも追工事の形で行われている。また、大便器の構成が和式便所2か所から洋式便所1か所+和式便所1か所に改められ、洗面所の内装が変更されている。

#### 6次車
6次車として1991年7月から12月にかけて2編成32両（V8・V9編成）が落成した。
東海道新幹線のAT饋電化完了後に落成したため、落成時から集電装置の削減（4・6・12・14号車のみ搭載で、6号車のものは予備扱い。）が行われている。

#### 運用の推移

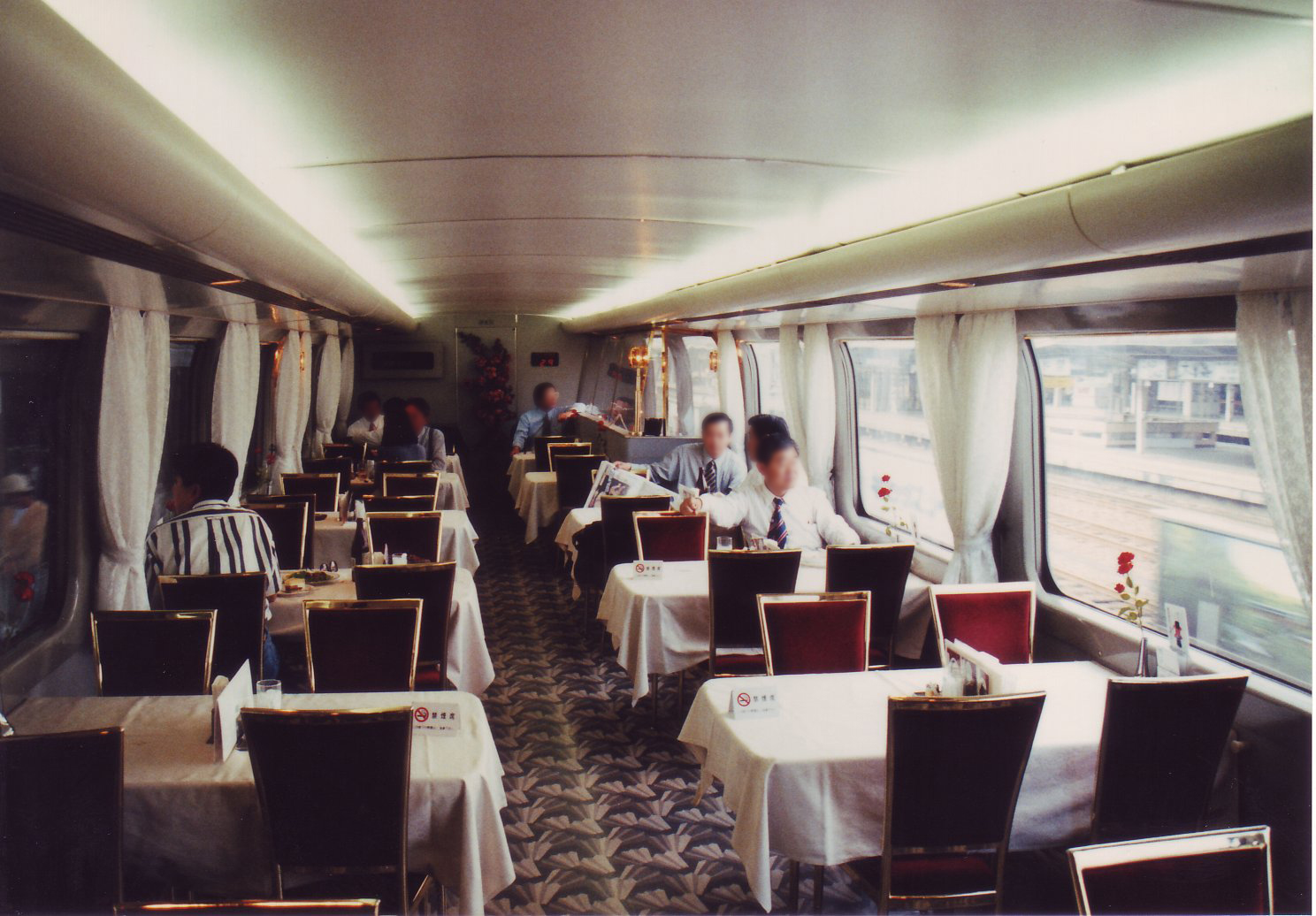
「グランドひかり」食堂車全景（1999年撮影）

1989年3月11日改正から「ひかり」で運用を開始した。主に朝に山陽新幹線エリアを出発し午後に東京駅に到着する列車、夕方に東京駅を出発し山陽新幹線エリアに到着する列車に運用した。最盛期には1日16本（うち東京 - 博多間運転は13本）を運転していた。
その後1993年3月18日ダイヤ改正で300系「のぞみ」が1時間1本で運転するようになると需要の減少に伴い100N系の博多乗り入れを順次削減、主に東京 - 広島間の運転に短縮した。その後2000年3月10日をもって食堂車の営業は休止、山陽新幹線博多開業前年の1974年から始まった新幹線食堂車の歴史は終了した。その後、700系3000番台の増備により順次置き換えられ、2002年5月18日で定期列車の運用を終了。同年11月23日の「ひかり563号」（新大阪発博多行き：V2編成）の運転をもって営業運転から離脱した。そして11月25日にV2編成が編成名削除となり、V編成が消滅した。
運用は東京駅 - 博多駅間の「ひかり」を中心に使われ、東海道新幹線内運行の「こだま」には最後まで使われなかった。
|      |      | ← 博多東京 → |            |           |            |            |            |                   |              |                   |                   |            |            |           |            |           |             |
| 号車 | 号車 | 1            | 2          | 3         | 4          | 5          | 6          | 7                 | 8            | 9                 | 10                | 11         | 12         | 13        | 14         | 15        | 16          |
| 形式 | 形式 | 121形 (Mc)   | 126形 (M') | 125形 (M) | 126形 (M') | 125形 (M8) | 126形 (M') | 179形 (Tsd)       | 168形 (T'dd) | 179形 (Tsd)       | 178形 (T'sd)      | 125形 (M7) | 126形 (M') | 125形 (M) | 126形 (M') | 125形 (M) | 122形 (M'c) |
| 座席 | 座席 | 普通車       | 普通車     | 普通車    | 普通車     | 普通車     | 普通車     | グリーン車 普通車 | 食堂車       | グリーン車 普通車 | グリーン車 普通車 | 普通車     | 普通車     | 普通車    | 普通車     | 普通車    | 普通車      |
| 編成 | V1   | 3001         | 3001       | 3001      | 3002       | 3801       | 3003       | 3001              | 3001         | 3101              | 3001              | 3701       | 3004       | 3002      | 3005       | 3003      | 3001        |
| 編成 | V2   | 3002         | 3006       | 3004      | 3007       | 3802       | 3008       | 3002              | 3002         | 3102              | 3002              | 3702       | 3009       | 3005      | 3010       | 3006      | 3002        |
| 編成 | :    | :            | :          | :         | :          | :          | :          | :                 | :            | :                 | :                 | :          | :          | :         | :          | :         | :           |
| 編成 | V8   | 3008         | 3036       | 3022      | 3037       | 3808       | 3038       | 3008              | 3008         | 3108              | 3008              | 3708       | 3039       | 3023      | 3040       | 3024      | 3008        |
| 編成 | V9   | 3009         | 3041       | 3025      | 3042       | 3809       | 3043       | 3009              | 3009         | 3109              | 3009              | 3709       | 3044       | 3026      | 3045       | 3027      | 3009        |

### K・P編成
経年が20年 と老朽化が進行していた「こだま」用0系R編成の大半とQ編成を置き換えるため、長距離運用から離脱した100N系(V編成)に2000年から2005年にかけて短編成化・車両延命工事を実施したものである。なお改造元は100N系であるが、短編成化したK編成・P編成を100N系として記述することはなく、100系の一種として扱われている。
全車がJR西日本に所属し、6両編成はK編成、4両編成はP編成と呼称される。P編成は2000年から2001年と2003年から2005年に、K編成は2002年から2003年に組成されている。
P編成は2000年10月4日（P1編成）から、K編成は2002年2月12日（K51編成）から 営業運転に充当されている。全車普通車で構成されている。
前述のとおり、P編成は2011年3月12日のダイヤ改正で運用離脱した。同年6月8日付のP7編成の廃車をもって、P編成は消滅した。

#### 短編成化改造
100N系(V編成)のうち付随車の2階建車両を外し、平屋の電動車108両全てを対象に行った。
16両編成では10号車（116形もしくは178形）に車掌室が設置されていたが、短編成化によってグリーン車と2階建て車両が編成から排除された結果、新たに車掌室を設置する必要が生じたため、P編成は両先頭車乗務員室出入り台に案内用設備を取り付け、K編成は4号車に車掌室を設置した。
短編成化において、V編成の車両だけでは先頭車（121・122形）と車椅子対応設備設置車（125形3700番台/3号車に組み込み）が不足するため、G編成車体を接合した改造車両（121・122形5050番台、125形3750番台）がK52・K55・K57・K60・P3 - P5・P7 - P12編成の計13本26両に組み込まれる。この改造車両は車両番号の下2桁が50番台で区別されている。なおこの先頭車改造に用いたG編成は既にJR西日本に移籍していた7編成のほか、JR東海で廃車となった6編成を譲り受けている。
V編成では東京方先頭車（16号車・122形）のパンタグラフは撤去されていたが、K・P編成組成時に再設置され、2・6号車（K編成）2・4号車（P編成）に搭載し、高圧引き通し線も設置されている。また先頭車が電動車であることから、元G編成先頭車に対してもV編成同様に非常連結器の下に主電動機冷却用の空気取り入れ口が設けられている。
V編成の先頭車には230 km/h走行用トランスポンダ車上子を搭載していたが、G編成を元車とする先頭車には設置がなかったため、車両性能を合わせるために短編成化改造時にトランスポンダ車上子を撤去している。これにより最高速度は220 km/hとなっていた。

短編成化改造において新たに発生した番台区分は以下に記す。

##### 形式詳細
121形 (Mc)
5000番台
K・P編成1号車として126形とペアを組んで使用される。種車は121形3000番台で、230 km/h走行用トランスポンダ車上子を撤去している。元番号に2000が加算されている。
P編成に組み込まれた5001, 5006, 5008には乗務員室出入り台に、業務用電話、旅客指令操作盤などが取り付けられている。
5050番台
K・P編成1号車として126形とペアを組んで使用される。V編成の中間車である125形3000番台にG編成123形0番台廃車体の先頭部を切り継いで先頭車化を行なったもの。G編成のATC装置や列車無線など、ほとんどの機器をそのまま流用している。G編成で使用していたATC装置はV編成のものと歯車比が違うため、速度入力信号の変更を行った。
P編成に組み込まれた5051 - 5053, 5058 - 5063には乗務員室出入り台に、業務用電話、旅客指令操作盤などが取り付けられている。
車両概観は121形5000番台車両とほぼ同様であるが、運転台側にあるジャッキアップポイント付近の形状や床下機器ふさぎ板の形状が若干異なる。
| 125形 | 3016 | 3003 | 3018 | 3024 | 3021 | 3015 | 3027 | 3002 | 3009 | 3012 | 3006 | 3023 | 3007 |
| 121形 | 5051 | 5052 | 5053 | 5054 | 5055 | 5056 | 5057 | 5058 | 5059 | 5060 | 5061 | 5062 | 5063 |
122形 (M'c)
5000番台
K編成6号車、P編成4号車として125形とペアを組んで使用される。種車は122形3000番台で、230 km/h走行用トランスポンダ車上子を撤去し、新たに空気圧縮機と集電装置を搭載している。元番号に2000が加算されている。
P編成に組み込まれた5001, 5006, 5008には乗務員室出入り台に、自動放送装置、列車案内中央装置、業務用電話、旅客指令操作盤などが取り付けられ、車掌室としている ほか、博多方デッキに公衆電話が設置されている。
5050番台
K編成6号車、P編成4号車として125形とペアを組んで使用される。V編成の中間車である126形3000番台にG編成124形0番台廃車体の先頭部を切り継いで先頭車化を行なったもの。G編成のATC装置や列車無線など、ほとんどの機器をそのまま流用している。G編成で使用していたATC装置はV編成のものと歯車比が違うため、速度入力信号の変更を行った。
P編成に組み込まれた5051 - 5053, 5058 - 5063には乗務員室出入り台に、自動放送装置、列車案内中央装置、業務用電話、旅客指令操作盤などが取り付けられ、車掌室としている ほか、博多方デッキに公衆電話が設置されている。
車両概観は122形5000番台車両とほぼ同様であるが、運転台側の床下機器ふさぎ板の形状が若干異なる。
| 126形 | 3028 | 3003 | 3027 | 3038 | 3033 | 3023 | 3043 | 3002 | 3013 | 3018 | 3008 | 3036 | 3011 |
| 122形 | 5051 | 5052 | 5053 | 5054 | 5055 | 5056 | 5057 | 5058 | 5059 | 5060 | 5061 | 5062 | 5063 |
125形 (M)
3750番台
K・P編成3号車として126形もしくは122形とペアを組んで使用される。G編成11号車に連結されていた125形700番台の車体とV編成の電装品を組み合わせたもの。125形3700番台にあわせて客室ドアを空気式から電気式に、方向幕を3色LED式に変更している。
3751・3758 - 3763がJR西日本所属の、3752 - 3757がJR東海所属のG編成125形700番台の車体を使用しているが、名義上は3758 - 3763は車体を提供したG編成を種車とし、3751 - 3757は電装品を提供したV編成を種車として処理されている。
車両概観は125形3700番台と同様。
| 125形（種車） | 車体   | 712  | 715・716・721・725・736・749 | 715・716・721・725・736・749 | 715・716・721・725・736・749 | 715・716・721・725・736・749 | 715・716・721・725・736・749 | 715・716・721・725・736・749 | 709                           | 711                           | 707                           | 708                           | 713                           | 710                           |
| 125形（種車） | 電装品 | 3806 | 3801                         | 3017                         | 3808                         | 3807                         | 3805                         | 3809                         | 3001・3004・3010・3802 - 3804 | 3001・3004・3010・3802 - 3804 | 3001・3004・3010・3802 - 3804 | 3001・3004・3010・3802 - 3804 | 3001・3004・3010・3802 - 3804 | 3001・3004・3010・3802 - 3804 |
| 125形         | 125形  | 3751 | 3752                         | 3753                         | 3754                         | 3755                         | 3756                         | 3757                         | 3758                          | 3759                          | 3760                          | 3761                          | 3762                          | 3763                          |
- 太字は名義上の種車

126形 (M')
3200番台
K編成4号車として125形とペアを組んで使用される。種車は126形3000番台で、博多方2列の座席を撤去して車掌室を組み込んだ。集電装置は撤去されている。博多方デッキに公衆電話が設置されている。
| 126形 | 3032 | 3037 | 3022 | 3012 | 3031 | 3017 | 3021 | 3042 | 3007 | 3041 |
| 126形 | 3201 | 3202 | 3203 | 3204 | 3205 | 3206 | 3207 | 3208 | 3209 | 3210 |
| 形式 | 車両番号    | 定員 | 重量   | 改造数 | 総数 | 備考                                                                          |
| ---- | ----------- | ---- | ------ | ------ | ---- | ----------------------------------------------------------------------------- |
| 121  | 5001 - 5009 | 52名 | 55.7 t | 9両    | 22両 | 3000番台からの改造                                                            |
| 121  | 5051 - 5063 | 52名 | 55.7 t | 13両   | 22両 | 中間車を先頭車化したもの 車内設備は5000番台と同様                             |
| 122  | 5001 - 5009 | 60名 | 56.0 t | 9両    | 22両 | 3000番台からの改造                                                            |
| 122  | 5051 - 5063 | 60名 | 56.0 t | 13両   | 22両 | 中間車を先頭車化したもの 車内設備は5000番台と同様                             |
| 125  | 3751 - 3763 | 58名 | 52.3 t | 13両   | 13両 | 700番台車両の車体と3000, 3800番台の電装品を利用 車内設備は700, 3700番台と同様 |
| 126  | 3201 - 3210 | 72名 | 52.1 t | 10両   | 10両 | 車掌室付き                                                                    |

最終的にＶ編成の電動車108両のうち、102両がK・P編成に改造された。残りの6両はG編成（西日本車）から改造したため、改造から漏れた以下の6両は2004年度末までに廃車・解体された。
125-3001（元V1編成）2003年5月21日廃車
125-3803（元V3編成）2003年11月9日廃車
125-3804（元V4編成）2003年11月9日廃車
125-3802（元V2編成）2004年6月7日廃車
125-3010（元V4編成）2004年10月29日廃車
125-3004（元V2編成）2005年3月22日廃車

#### 座席の種類
P1 - P3編成は当初、V編成普通車の2列+3列のものを流用していたが、K編成とP4 - P12編成は登場当初から2列+2列の座席を使用していた。これには、0系「ウエストひかり」普通席仕様の座席、100系G・V編成のグリーン席、100系V編成2階建て車両1階席の4種類を再利用している。元グリーン席にはフットレストなどの付帯設備を取り外して普通席と同じシートピッチにする方法で、「ひかりレールスター」の指定席並みの座席にグレードアップした普通車として改造された。ウエストひかりからの流用車の一部（肘掛けのやや大きいもの）は肘掛内蔵テーブルが存置されている。一方、グリーン車から流用した座席では、背面テーブルのある座席は肘掛内蔵テーブルが撤去されているが、背面テーブルのない座席では肘掛内蔵テーブルが存置されている。後に全編成が前述の2列+2列シートに交換された。なお、座席の変更に伴う車両番号の改番はされていない。
元ウエストひかり普通車と元V編成DD1階席はシート自体の形が酷似しているが、シートの足の部分（箱型のものが元V編成1階席のもの、そうでないものが元ウエストひかり普通車）で区別ができる。ただし、3号車の車椅子対応の1人掛け座席は、K編成とP7 - P12編成には元V編成、それ以外の編成は元ウエストひかり用のものに車椅子固定用金具が装着された物が設置されている。モケットの色は奇数車両が赤系、偶数車両が青系に統一されている。
奇数号車

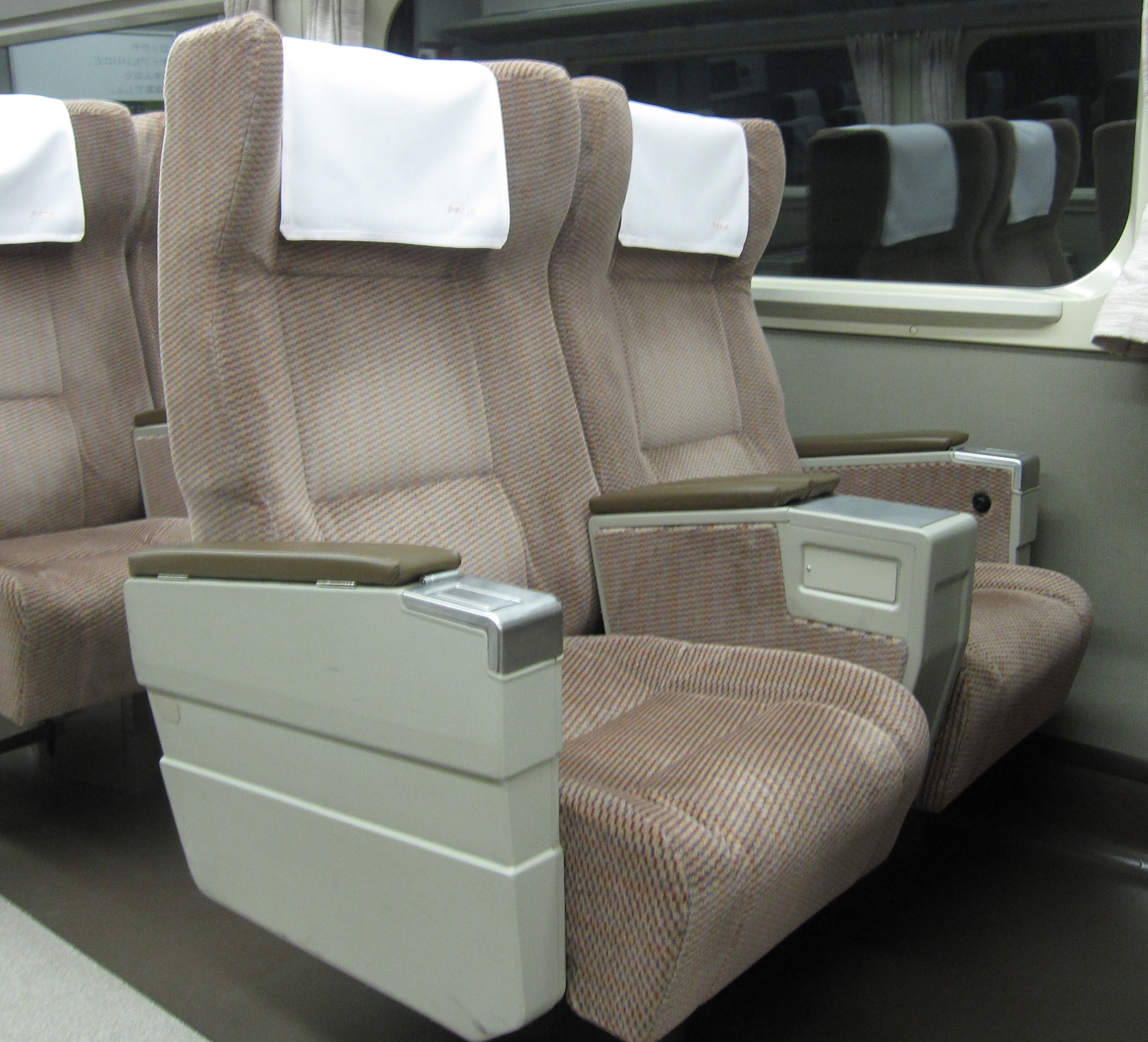
K53編成5号車 座席 元V編成グリーン席
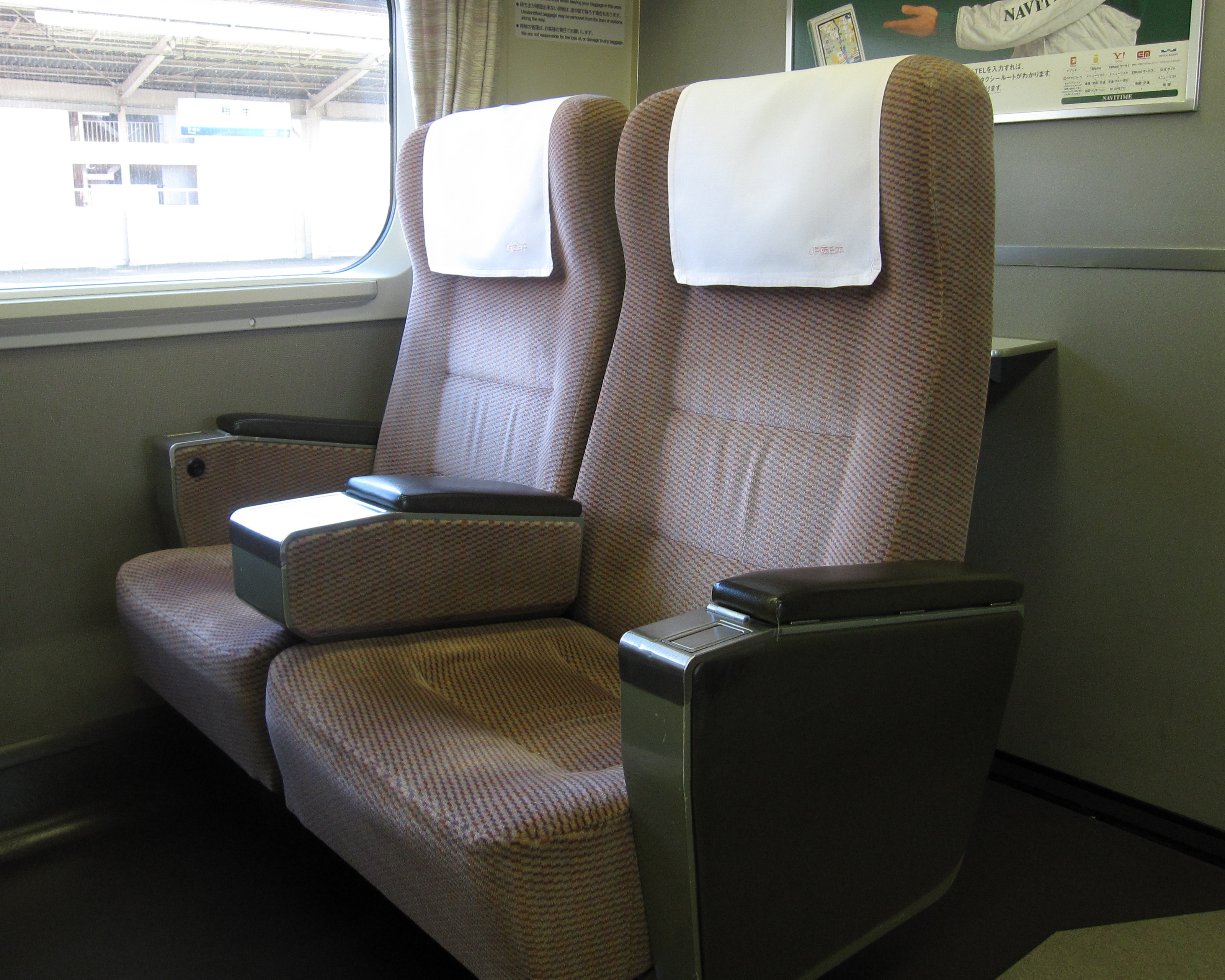
K57編成5号車 座席 元G編成グリーン席
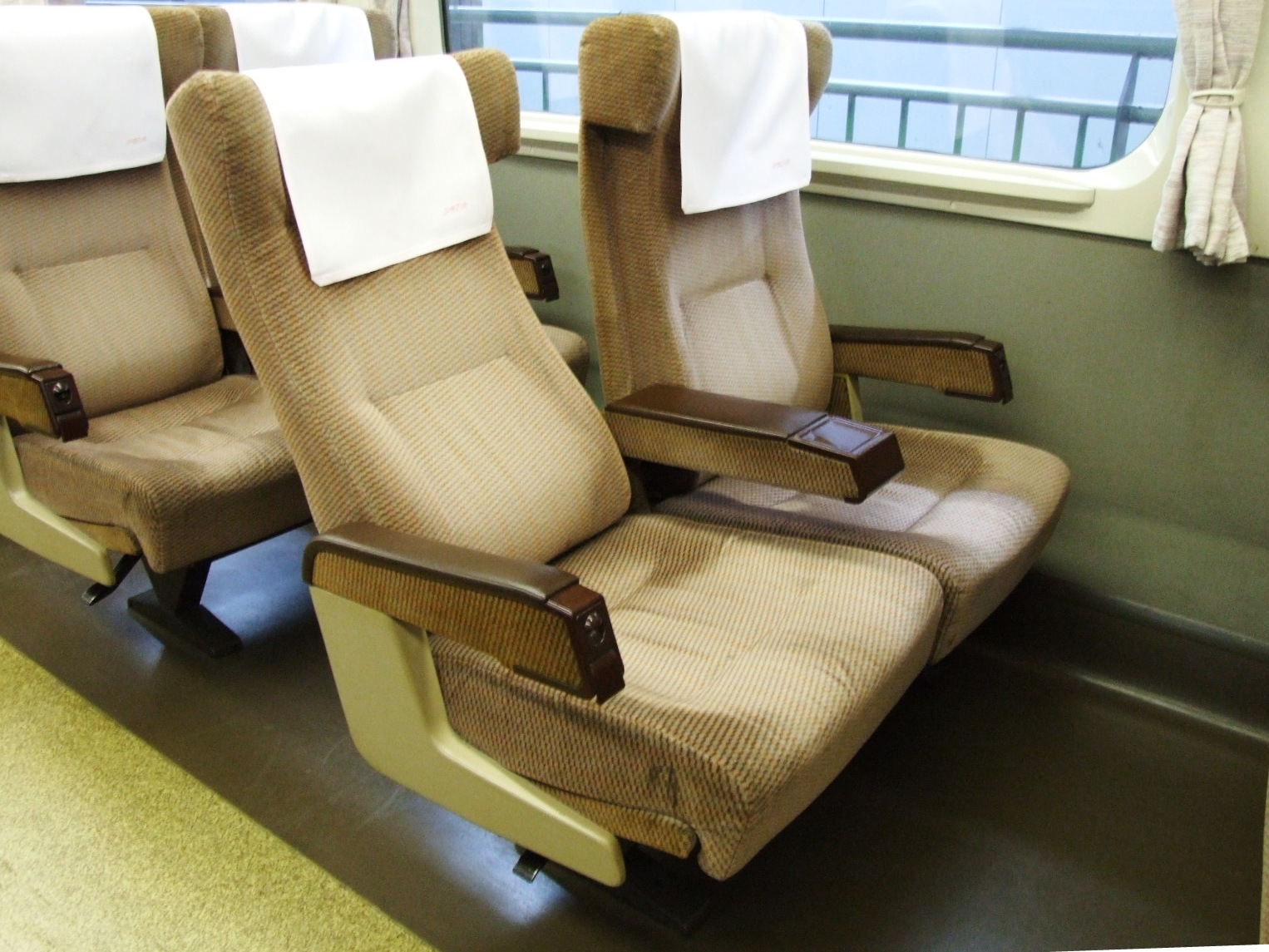
P1 - P5編成 座席 元ウエストひかり普通席
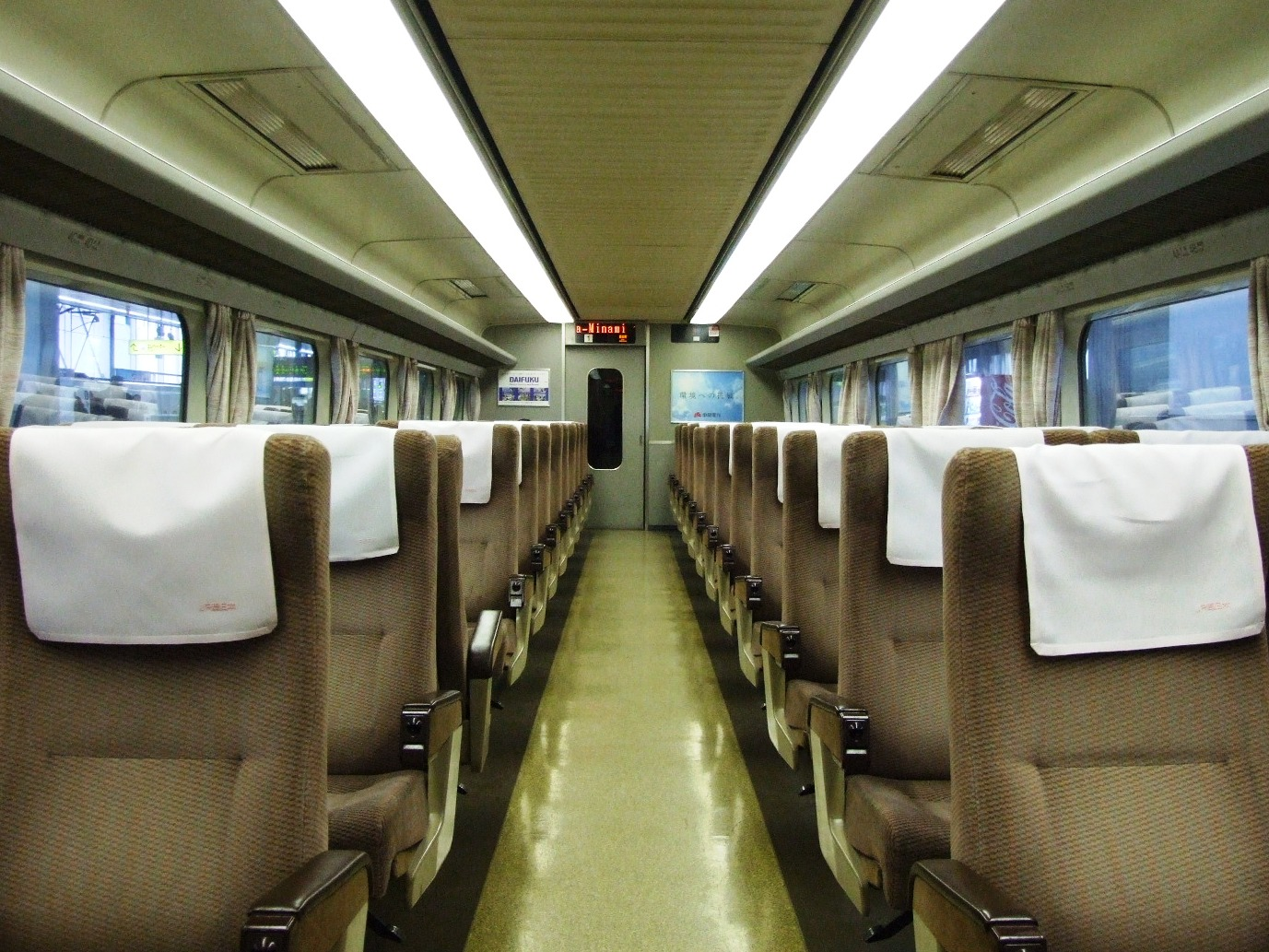
車内

偶数号車

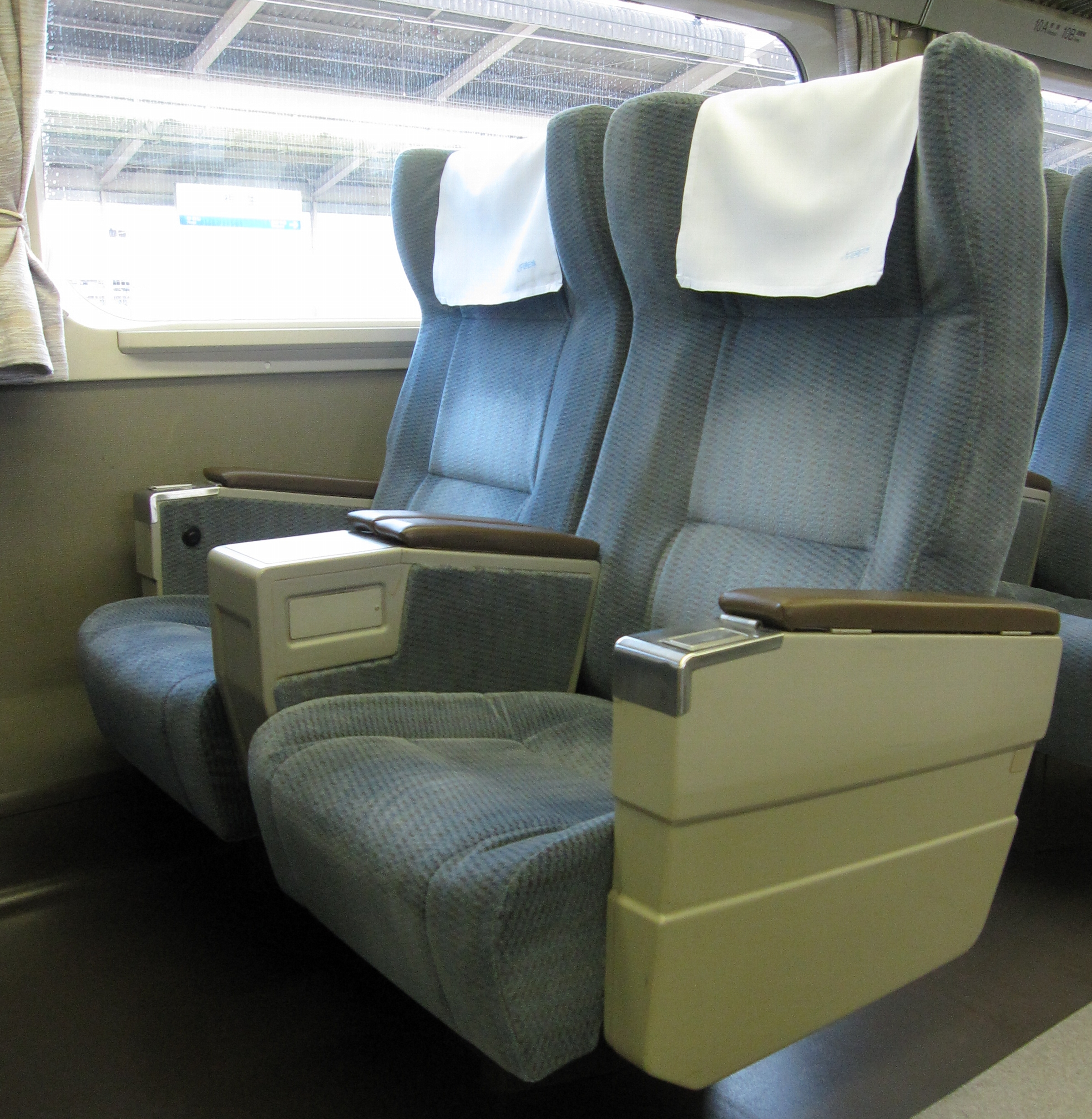
K58編成6号車 座席 元V編成グリーン席
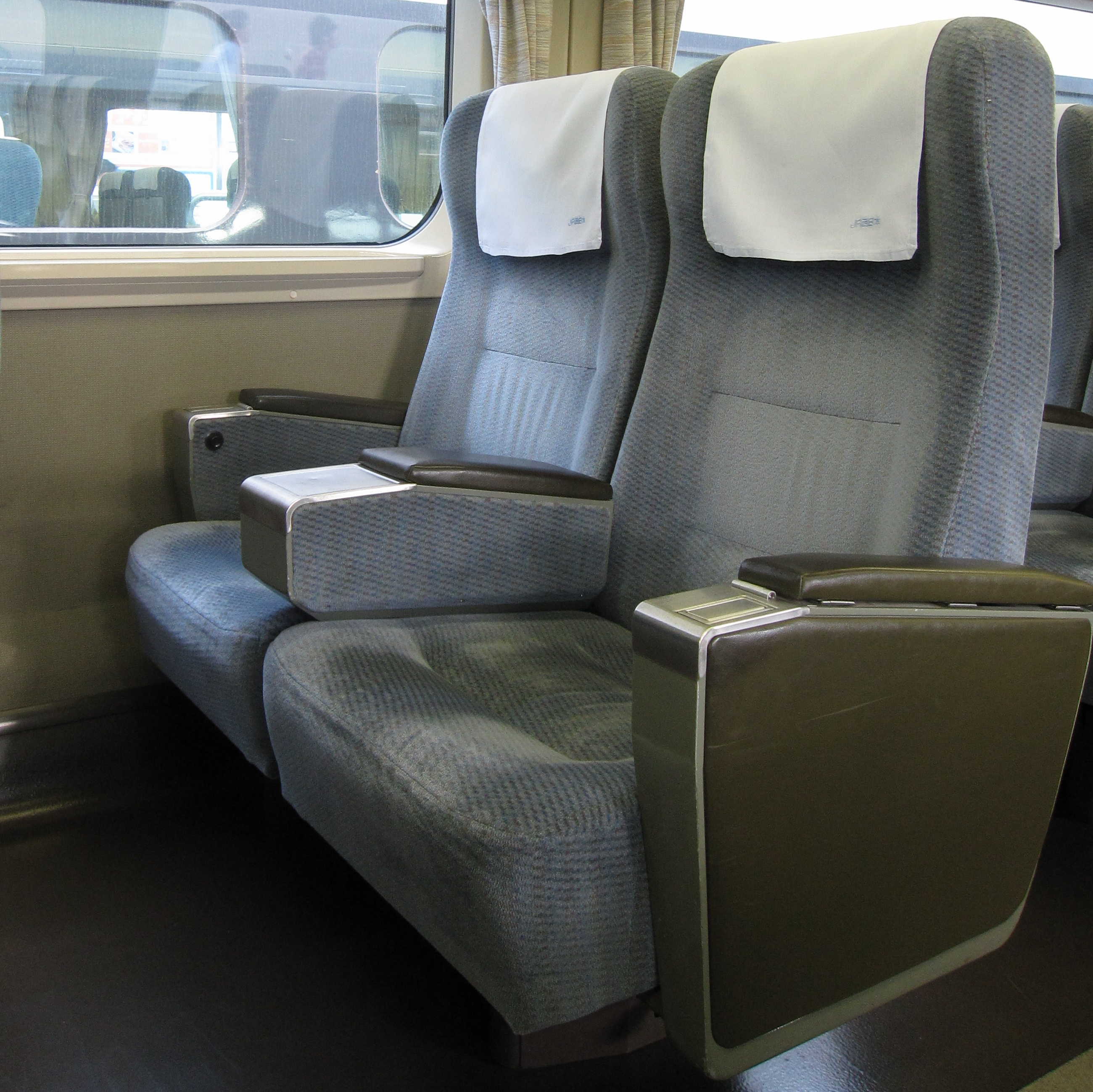
K59編成2号車 座席 元G編成グリーン席
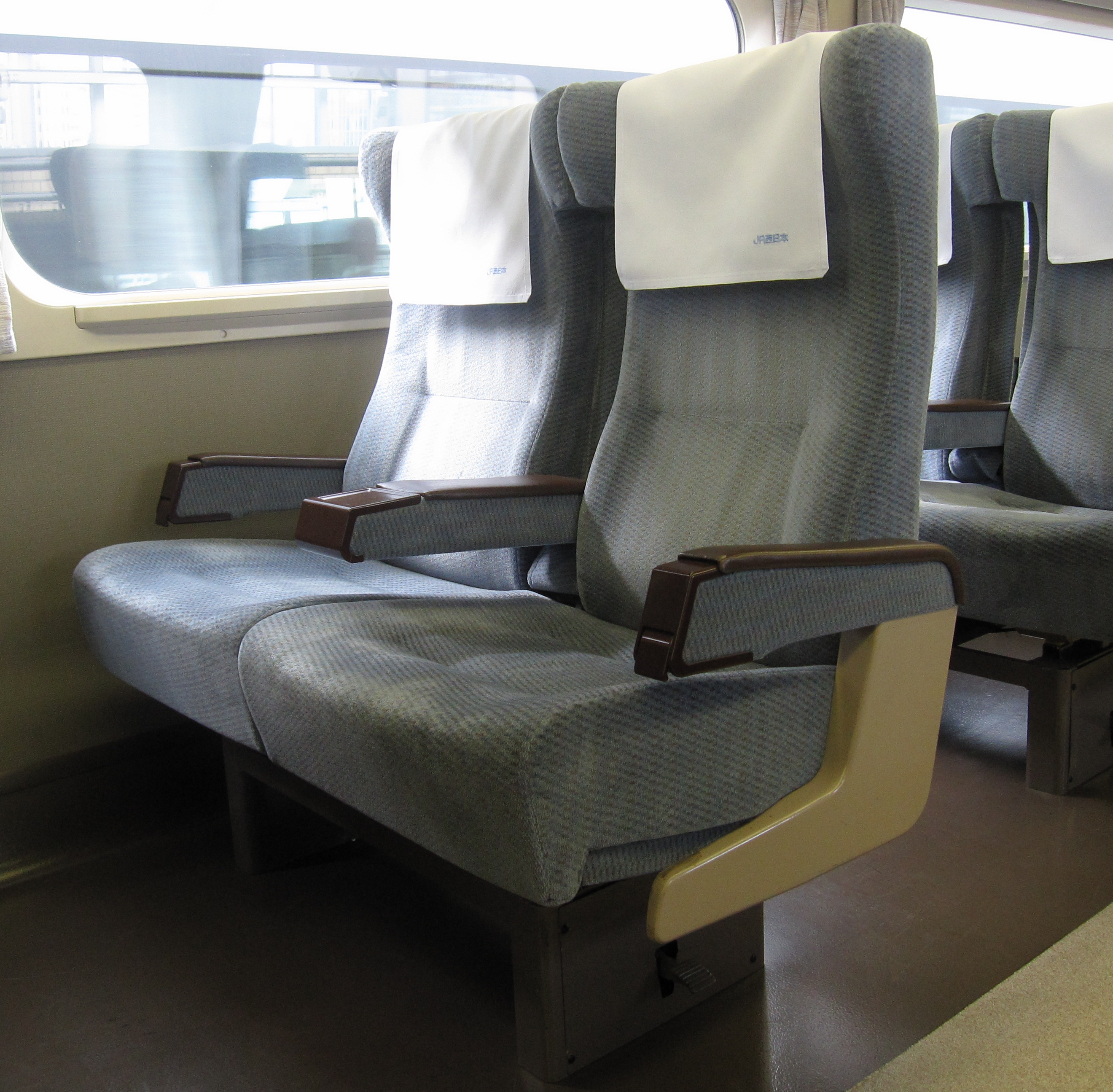
P8編成2号車 座席 元V編成DD1階席
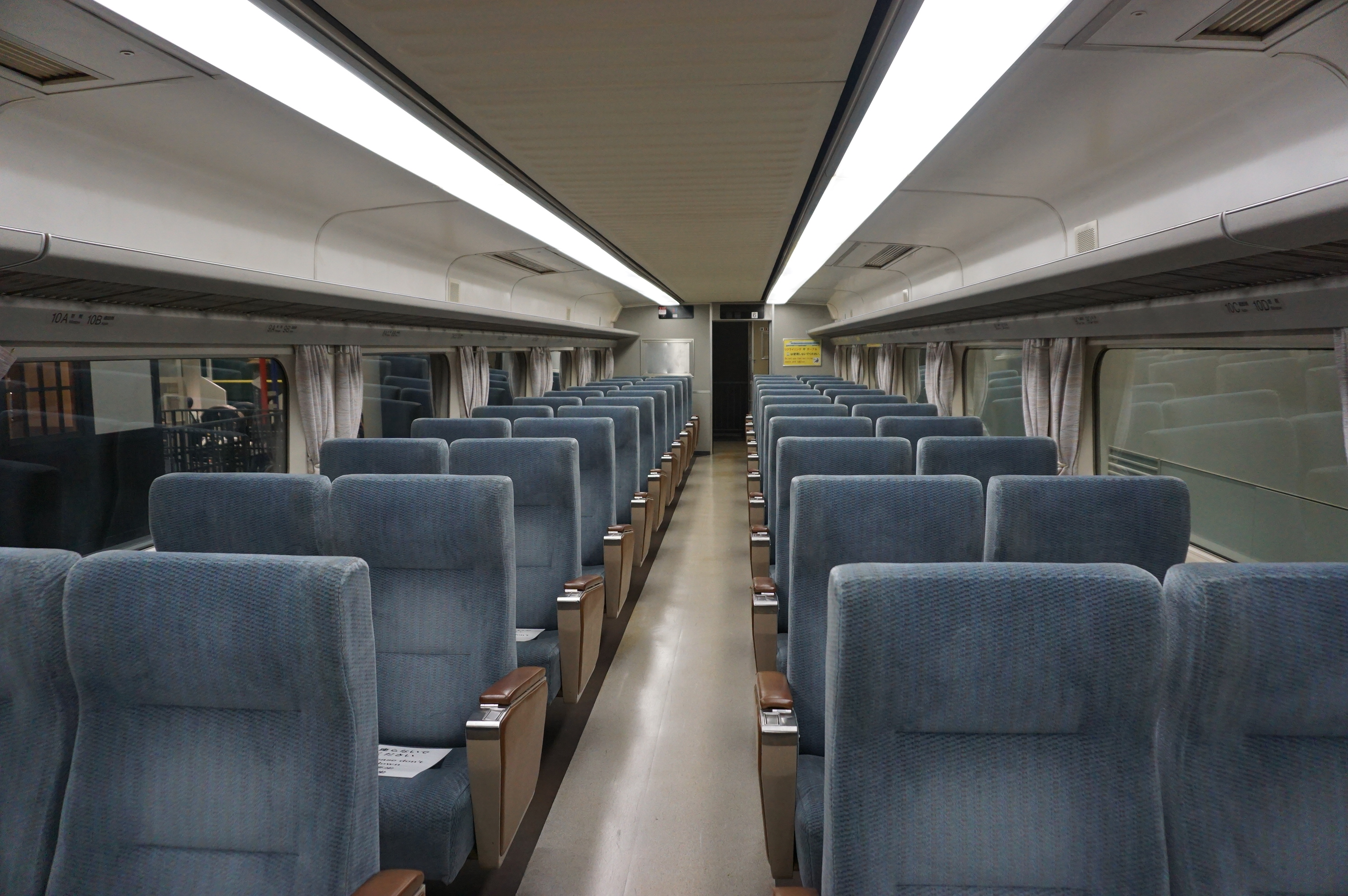
車内（京都鉄道博物館にて撮影）

客室扉は、種車が2列+3列の座席配置であったため座席の配置とずれているが、車椅子対応設備が設置されている3号車新大阪方と車掌室を挿入したK編成4号車博多方の扉は車両の中心にあるため、座席とのずれはない。

#### 車両塗色など
| K56編成新塗色（相生駅） |  | K53編成旧塗色（東広島駅） |
| K56編成新塗色（相生駅） |  | K53編成旧塗色（東広島駅） |

登場当初のK51 - K53・P1 - P6編成は従来の白地に青帯を配したものであった。2002年8月に出場したK54編成からは、「こだま」のアコモデーション改善（2列+2列座席化）を認知しやすいように塗装が変更された。「新緑や若草など新たな誕生の息吹」をイメージして、ライトグレー■を基調に、窓部分にフレッシュグリーン■とダークグレー■の帯を配した。スカートも濃いグレーに、車内のカラースキームもシルバー系に変更した。この塗装変更に伴い、車両側面に配されていた大型のJRマークが撤去され、車両番号横の小さいJRマークに変更された。従来塗装車も全検時に塗り替えられた。
2009年4月以降、デッキにある車両案内板が新型に交換されている。従来のものは0系R・WR編成と共通であったが、案内板上部に「100系6両編成」もしくは「100系4両編成」と書かれた、500系V編成と同等のものに変更された。
2010年7月2日、K編成のうち3編成を旧塗色（白地に青帯）に戻すことを発表した。6月から塗り替え作業が行われ、7月15日にK53編成が、8月にはK54編成が、9月にはK55編成が旧塗色に変更され、営業運転についている。なお、塗色変更1本目であるK53編成は、新塗色であったK54編成と並べられて、7月12日に博多総合車両所で公開された。

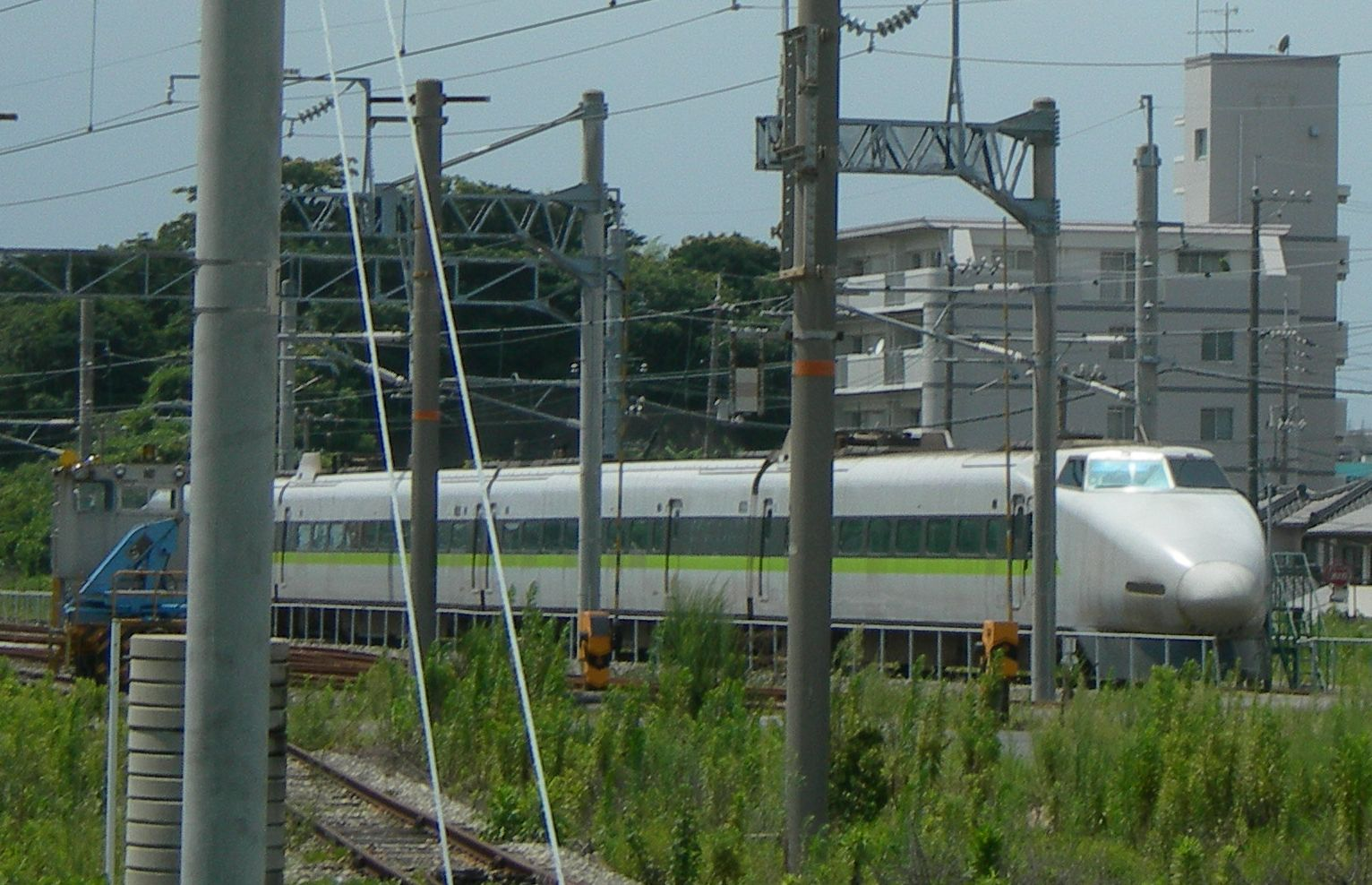
訓練車 P2編成（新下関駅）

P編成は信号システムの都合上新大阪駅に入線できないため、博多駅 - 岡山駅（以前は姫路駅）間の限定運用とされていた。姫路駅および相生駅にはP編成が停車していた名残として4両編成用の停止標識が現在も残っている。

#### 訓練車
P2編成は、かつての訓練車であった0系元Q3編成に代わり、2009年2月8日未明に新下関乗務員訓練センターに訓練車として自力回送された。翌日の2月9日付けで廃車扱いとなり、以降は車籍のない訓練用機械として乗務員の訓練に供用されていたが、2013年4月に訓練内容が車両の運転からシミュレーションに切り替わるため、同年3月末をもって訓練車としての役目を終えた。

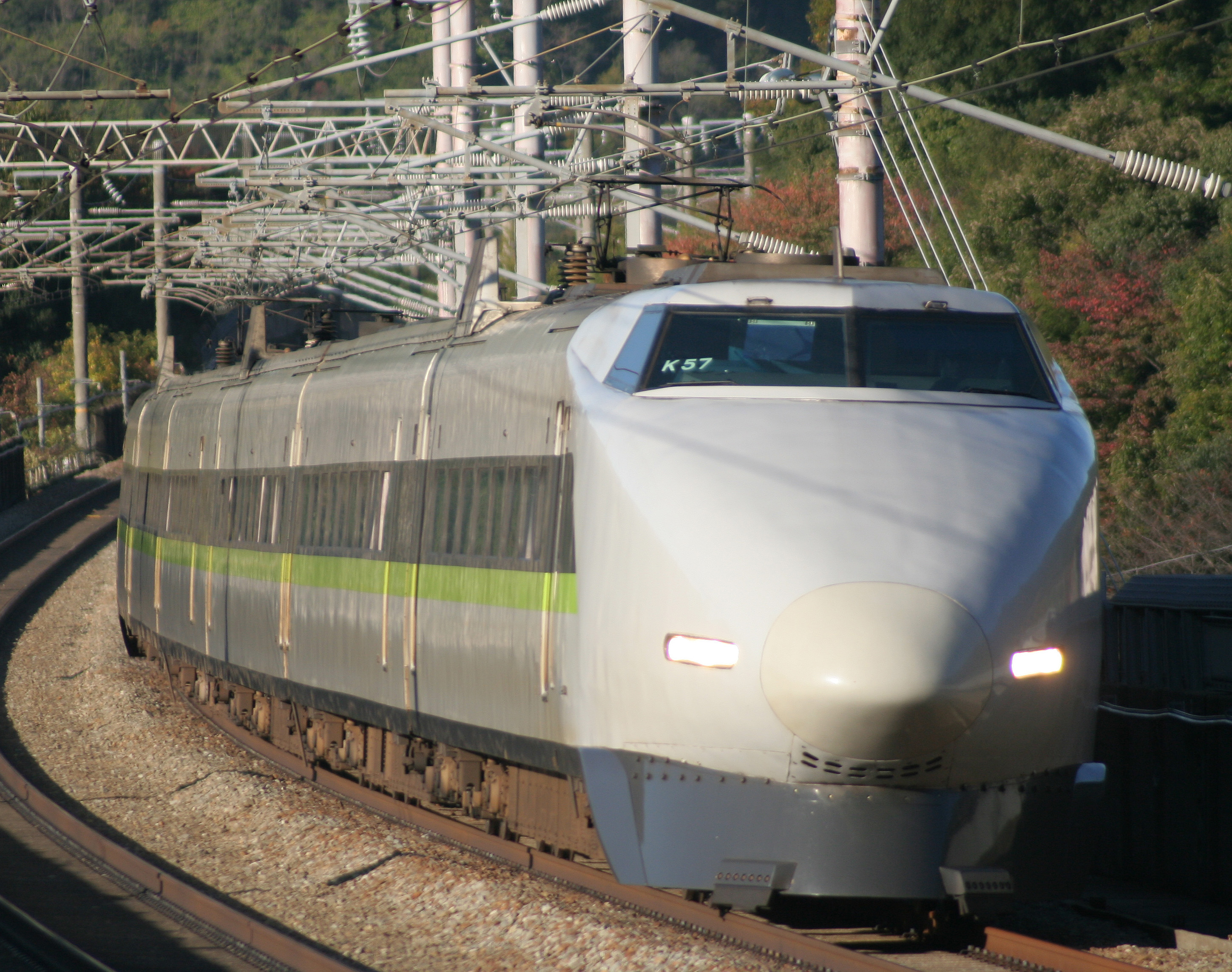
K57編成（岡山駅 - 相生駅間）

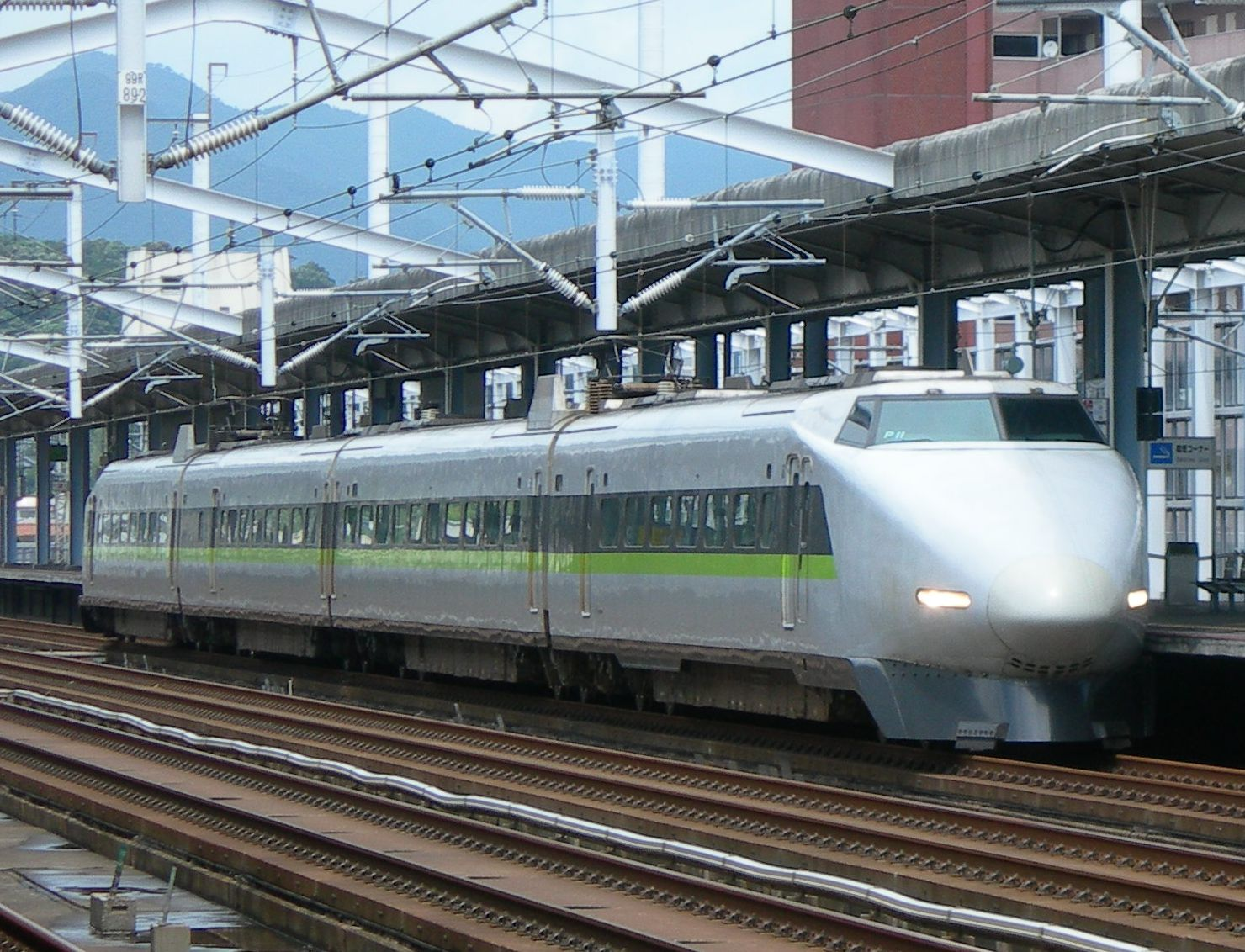
P11編成（新下関駅）

|      |      | ← 博多新大阪 → |            |           |            |           |             |
| 号車 | 号車 | 1              | 2          | 3         | 4          | 5         | 6           |
| 形式 | 形式 | 121形 (Mc)     | 126形 (M') | 125形 (M) | 126形 (M') | 125形 (M) | 122形 (M'c) |
| 定員 | 定員 | 52名           | 80名       | 58名      | 72名       | 72名      | 60名        |
| 編成 | K51  | 5007           | 3035       | 3707      | 3201       | 3020      | 5007        |
| 編成 | K52  | 5054           | 3039       | 3754      | 3202       | 3022      | 5054        |
| 編成 | K53  | 5005           | 3025       | 3705      | 3203       | 3014      | 5005        |
| 編成 | K54  | 5003           | 3015       | 3703      | 3204       | 3008      | 5003        |
| 編成 | K55  | 5055           | 3034       | 3755      | 3205       | 3019      | 5055        |
| 編成 | K56  | 5004           | 3020       | 3704      | 3206       | 3011      | 5004        |
| 編成 | K57  | 5056           | 3024       | 3756      | 3207       | 3013      | 5056        |
| 編成 | K58  | 5009           | 3045       | 3709      | 3208       | 3026      | 5009        |
| 編成 | K59  | 5002           | 3010       | 3702      | 3209       | 3005      | 5002        |
| 編成 | K60  | 5057           | 3044       | 3757      | 3210       | 3025      | 5057        |

|      |      | ← 博多岡山・姫路 → |            |           |             |
| 号車 | 号車 | 1                  | 2          | 3         | 4           |
| 形式 | 形式 | 121形 (Mc)         | 126形 (M') | 125形 (M) | 122形 (M'c) |
| 定員 | 定員 | 52名               | 80名       | 58名      | 60名        |
| 編成 | P1   | 5001               | 3005       | 3701      | 5001        |
| 編成 | P2   | 5006               | 3030       | 3706      | 5006        |
| 編成 | P3   | 5051               | 3026       | 3751      | 5051        |
| 編成 | P4   | 5052               | 3004       | 3752      | 5052        |
| 編成 | P5   | 5053               | 3029       | 3753      | 5053        |
| 編成 | P6   | 5008               | 3040       | 3708      | 5008        |
| 編成 | P7   | 5058               | 3001       | 3758      | 5058        |
| 編成 | P8   | 5059               | 3014       | 3759      | 5059        |
| 編成 | P9   | 5060               | 3019       | 3760      | 5060        |
| 編成 | P10  | 5061               | 3009       | 3761      | 5061        |
| 編成 | P11  | 5062               | 3016       | 3762      | 5062        |
| 編成 | P12  | 5063               | 3006       | 3763      | 5063        |

### お召し列車用2階建てグリーン車
お召し列車としては1986年（昭和61年）5月以降は100系が使われた。
100系に特別な装飾がされないのは、運行責任者である国鉄やJRおよび警備側が無線連絡をとることで通常の列車とお召し列車の区別がつくようになったためである。新型車両として300系や500系、700系が主流となってもしばらくの間は100系が使われていた。これは、100系にある個室や2階建てグリーン車の方が警備上都合が良い（1階に警備員を配置できるので同じ車両で警備することができる）ためである。

### 編成数の変化
※各年4月1日現在
| 年   | X 編成 | G編成 | G編成  | V 編成 | P 編成 | K 編成 | 動き |
| 年   | X 編成 | 東海  | 西日本 | V 編成 | P 編成 | K 編成 | 動き |
| ---- | ------ | ----- | ------ | ------ | ------ | ------ | --- |
| 1985 | 1      |       |        |        |        |        | 先行試作車X0編成を新製。 |
| 1986 | 1      |       |        |        |        |        | |
| 1987 | 7      |       |        |        |        |        | 国鉄分割民営化。 X2-X7を新製。 X編成は全車JR東海へ承継。 |
| 1988 | 7      | 3     |        |        |        |        | G1-G3を新製。 |
| 1989 | 7      | 15    |        | 2      |        |        | G4-G15・V1・V2を新製 グランドひかり運行開始 |
| 1990 | 7      | 31    |        | 4      |        |        | G16-G31・V3・V4を新製。 |
| 1991 | 7      | 45    |        | 7      |        |        | G32-G45・V5-V7を新製。 |
| 1992 | 7      | 50    |        | 9      |        |        | G46-G50・V8・V9を新製。増備終了。 |
| 1993 | 7      | 50    |        | 9      |        |        | |
| 1994 | 7      | 50    |        | 9      |        |        | |
| 1995 | 7      | 50    |        | 9      |        |        | |
| 1996 | 7      | 50    |        | 9      |        |        | |
| 1997 | 7      | 45    | 5      | 9      |        |        | G1-G4・G6がJR西日本へ移籍。 |
| 1998 | 7      | 43    | 7      | 9      |        |        | G5・G7がJR西日本へ移籍。 |
| 1999 | 7      | 43    | 7      | 9      |        |        | |
| 2000 | 4      | 43    | 6      | 9      |        |        | 700系登場に伴い、廃車開始。 X編成の運用終了。 X3・X5・X7・G6が廃車。 |
| 2001 | 0      | 38    | 6      | 7      | 3      |        | X1・X2・X4・X6・G9・G12-G14・G16・V1・V6が廃車。X編成 消滅。 山陽こだま向け短編成化改造が開始され、第1陣としてP1-P3編成が落成。                                                      |
| 2002 |        | 25    | 6      | 4      | 6      | 2      | G10・G15・G17-G19・G21・G22・G25・G26・G28・G29・G31・V5・V7・V8が廃車。 P4-P6・K51・K52編成が改造落成。                                                                             |
| 2003 |        | 12    | 5      | 0      | 6      | 8      | G3・G8・G11・G20・G23・G27・G30・G35・G37-G39・G41・G45・V2-V4・V9が廃車。 グランドひかり廃止。V編成消滅。 K53-K58編成が改造落成。ひかりレールスターをベースとした新塗装編成が登場。 |
| 2004 |        | 0     | 0      |        | 8      | 10     | 東海道新幹線での運用を終了。 G1・G2・G4・G5・G7・G24・G32・G33・G36・G40・G42・G44・G46-G50が廃車 JR東海から100系全廃。同時にG編成も消滅。 K59・K60・P7・P8が改造落成。              |
| 2005 |        |       |        |        | 12     | 10     | P9-P12が改造落成。これをもって100系の短編成化改造が終了。 |
| 2006 |        |       |        |        | 12     | 10     | |
| 2007 |        |       |        |        | 12     | 10     | |
| 2008 |        |       |        |        | 12     | 10     | |
| 2009 |        |       |        |        | 11     | 9      | P2・K51が廃車。 |
| 2010 |        |       |        |        | 11     | 9      | |
| 2011 |        |       |        |        | 4      | 9      | P1・P5・P6・P8・P10-P12が廃車。 K53-K55がオリジナルカラーに復刻。 |
| 2012 |        |       |        |        | 0      | 2      | 100系営業運転終了。 P3・P4・P7・P9・K52・K55-K60が廃車。 |
| 2013 |        |       |        |        |        | 0      | K53・K54が廃車。100系全廃。 |

## 試験走行

### 230km/h試験走行
V編成完成前の1988年10月、JR西日本がJR東海所属のX7編成を借用しトランスポンダ車上子を仮設し確認試験を行った。
この際に先頭車の主電動機が十分に冷却できないことが発覚したため、100N系では空気取り込み口としてパンチング穴を空けている。
なおグランドひかり登場時のポスターは、パンチング穴を空ける前の100N系を使用している。

### 270km/h試験走行
1990年から高速試験が実施される。ライバルである航空機に対抗するため、新大阪駅 - 博多駅間を2時間30分前後で結ぶことを念頭に目標速度は275 km/hに設定された。「We try 275」とマーキングされ、騒音源となるパンタグラフを6個から3個に減らしたV編成は、同年2月10日に277.2 km/hを達成した。
しかし、試験走行の結果、255 km/h付近から騒音が急激に増加し、275 km/hでは騒音値が環境基準 をクリアできなかったため、また、ATCに速度段を追加するほどの時間短縮効果が得られないことから、最高速度は230 km/hのまま営業運転が続けられた。

### ボルスタレス台車試験走行
100系は、300系から採用されているボルスタレス台車の試験車としても活躍した。
試作台車として製作されたDT9023A, B, C, D, E, Fの6種類が試験で使用された。
A, Bは0系用ボルスタレス試作台車のDT9022の改良版で1985年に製作された。同年に925形に搭載されて270 km/h試験、翌1986年にX編成での210 km/h走行試験が実施され、100系用のDT202よりも乗り心地の改善と横圧の減少が確認された。
C, Dが乗り心地の改良版で輪軸、駆動装置、軸箱支持装置をA, Bから流用している。1987年に製作され、翌1988年から100系に搭載されて営業運転で使用、30万kmの走行を行った。
E, Fは1989年に製作された300系仕様のプロトタイプであった。220 km/hでの走行試験を実施後、C, Dと同じく営業運転での30万kmの走行を行った。1991年にはV編成を使用して275 km/hでの走行試験を行った。
軸箱支持方式は、主にJR東海が「円錐積層ゴム式」と「円筒積層ゴムコイルばね併用式」を、JR西日本がV編成を使用して「軸はり式」を試験走行を実施した。「円錐積層ゴムコイルばね併用式」が300系、700系（JR東海保有分）、N700系（16両編成）に、「軸はり式」が500系、700系（JR西日本保有分）、N700系（8両編成）に採用された。

## 車両不具合

### ブレーキ故障
1986年12月15日、博多発東京行き「ひかり12号」で発生した。
岡山駅発車後、ブレーキ装置の故障によりブレーキが緩まなくなったため相生で運転を打ち切り、大阪第一運転所に回送した。
この際に翌日の運用に同編成を充当するため、故障した2両を編成から外し東京に回送、翌16日に14両編成で営業運転を行った。

### 車輪固着・潤滑油漏れ
1991年9月30日、東京発新大阪行き最終列車となる「ひかり291号」で発生した。
東京駅を発車して300 m地点で、運転台に車輪固着を知らせる警報が作動。15号車新大阪方の台車のうち、東京方の車軸が固着していた。21時00分に東京を発車して、21時25分に浜松町駅付近を通過するまでに計8回もの警報が鳴ったにもかかわらず警報のリセットを繰り返し、車輪が固着したまま三島駅（東京から約100 km）まで走行した。
浜松町駅で8回目の警報が作動した後、運転士はCTCセンターの指令員に停止する旨を伝えると、指令員は運転継続を指示した。運転士は、新横浜駅の駅員と、付近の上り新幹線の運転士に床下から火花が出ているかどうか確認してほしいと連絡を入れた。そして、固着が起きている15号車の床下から火花が出ていることが確認されたため、運転士は指令員に列車の停止を伝えると、指令員からは運転継続が指示された。「ひかり291号」が新大阪行きの最終列車であったことや、三島駅なら、隣接する三島車両所から予備の編成を用意し、故障した編成を引き込んで点検も出来るためである。さらに、定刻から20分遅れであったため、上限速度ギリギリ（ATCの頭打ち速度である225 km/h）での運行も指示された。そのため、東京駅基準で41 km地点と78 km地点（いずれも新横浜駅〜小田原駅間）の計2度、ATCブレーキがかかっているが、その時も指令員は運転継続を指示していた。
三島駅に到着後、車両を交換して全体を検査したところ、前述の15号車の新大阪方から2番目の車輪が長さ30 cm、深さ3 cmにわたって削られ、2つの車輪をあわせて約6 kgもの金属が消滅していた。また、車輪が削られたことでフランジ部分が下がり、ATC信号を流すレールボンドが損傷した。
その後の調査で、このトラブルの原因は車軸の駆動用モータ脇に設置されている駆動装置が、油が漏れたことによって破損したために車輪が固着したものであることがわかった。該当列車に充当された編成は、1991年7月2日実施の台車検査時に油を交換したが2日後には油が完全に抜けてしまっていた。故障前日の仕業検査時にも3 Lの油漏れが見つかったため、不足分を補給するために給油栓を開けると油が霧状になって噴出した。歯車箱内が異常な高温状態になっていたためと考えられる。なお、通常の補給量は0.5 L程度である。
従来の点検マニュアルでは、車輪固着の警報が作動したときには、ブレーキの固着と車軸の過熱による「軸焼け」の点検が定められているが、車軸の固着の点検については記載がなかった。この事故後、JR東海は点検マニュアルに「列車を車転2回転分だけゆっくりと動かし、車輪の回転状態を確認する」という項目を追加した。
なお、1992年6月15日に100系V3編成11号車 の博多方の車軸付近から大量の油漏れが発見された。軸受に使用していたベアリングが異常磨耗を起こして脱落していたことが原因であったが、前述の1991年9月30日に車輪固着を起こした車両のベアリングと同種類のものを使用していたため、その事故原因もベアリング破損による油漏れである。

### 車体骨組みのヒビ
2007年9月にK54編成 の鉄製骨組みやステンレス製屋根から、2009年6月にもK53編成2号車の鉄製骨組みからひびが発見されるなど、老朽化によるものとみられるトラブルが発生した。

## 運用の推移
1985年10月1日から、東京駅 - 博多駅間の「ひかり」1往復（X0編成）で営業運転を開始した。X編成の量産車は1986年夏から「こだま」で順次営業を開始し、同年11月のダイヤ改正から食堂車を組み込んだフル編成となり、順次運用列車が増やされた。
国鉄分割民営化後の1988年3月13日からは、食堂車に代わってカフェテリアを組み込んだG編成が、東京 - 新大阪駅間の「ひかり」3往復で運用を開始した。1989年3月11日からは、食堂車を含む2階建て車両を4両組み込んだV編成が、東京 - 博多間の「ひかり」4往復で運用を開始した。また、G編成が新大阪以西でも運用されるようになった。100系を「ひかり」運用に投入したことで、0系H・NH・N編成を淘汰した。
1992年3月14日改正までに16両編成66本が揃った。その後300系が「ひかり」運用でも使用されるようになってからは「こだま」運用にシフトされ、東海道区間に残る0系を淘汰した。
2000年10月1日改正では、JR東海所有のG編成が定期「ひかり」から撤退し、臨時「ひかり」と「こだま」で運用されるようになる。また、山陽区間で「こだま」として運転されるP編成（4両編成）が登場した。P編成の当初の運用区間は姫路駅 - 博多間であった。
2003年8月22日の「ひかり179号」で定期「ひかり」運用から撤退した。同年9月16日の「ひかり309号」（G47編成）をもって100系は東海道新幹線から完全に撤退した。ただし、新大阪駅 - 鳥飼基地間の回送列車は2010年3月12日まで走行していた。2003年度中にJR東海所属の100系はすべて廃車になった。
2003年10月1日改正以降、100系の定期運用は山陽区間における「こだま」のみとなった。K編成は新大阪 - 博多間で運用されるが、P編成の運用区間が岡山駅 - 博多間に縮小された。
0系引退に伴う2008年12月1日のダイヤ修正以後、500系V編成の投入や「こだま」自体の減少によって一部編成に廃車が出ていたが、2011年3月12日改正で運用区間を岡山 - 博多間に縮小し、P編成は運用を離脱した。なお、鳥飼基地での夜間滞泊運用は2010年3月13日改正で消滅している。2011年12月1日にはさらに運用が縮小され、朝晩を中心に5本のみで運用された。
最末期は山陽新幹線で運転される「こだま」と博多南線「特急」に充当されていた。具体的には、JTBパブリッシング発行の時刻表では「100系」、交通新聞社発行の場合は「6両編成グリーン車なし」、JR発行の無料時刻表の場合は、6両編成の列車のうち、全席禁煙でない列車に充当されていた。
2012年3月14日をもって定期運用から離脱し、同月16日のさよなら運転「ひかり445号」（K55編成）をもって営業運転から撤退した。

## 東海道新幹線からの撤退と16両編成運用の終了
のぞみ型車両と呼ばれる300系のほか、500系、700系が登場した1990年代には新幹線の高速化が進み、走行性能的に0系と大差ないレベルの100系は高速ダイヤに対応することができなくなった。また、山陽新幹線区間単独での運用の場合、16両編成では1編成当たりの輸送量が過剰なため、V編成を中心に短編成化が進められた。そのため、車両自体の寿命を迎える前に大量淘汰を受けることとなった。
- 2000年5月31日、東海道新幹線において2003年10月1日のダイヤ改正で営業全列車の最高速度を270 km/hにすることが決定。
- 2002年11月23日、V編成の運用が終了し「こだま」用のK・P編成に組み替えられた。V編成の運用の変遷は「V編成 運用の変遷」の項を、さよなら運転は「『グランドひかり』さよなら運転」の項を各々参照。

以下、2003年5月以降のG編成は運用離脱状況を記す。5月1日時点で15本（G1 - G5, G7, G24, G32, G36, G40, G42, G44, G46 - G50編成）が在籍しており、ひかり1往復（名古屋駅 - 博多駅間）、こだま11往復（東京駅 - 新大阪駅間4往復、東京駅 - 名古屋駅間6往復、名古屋駅 - 新大阪駅間1往復）に充当されていたが、300系に置き換わる形で徐々に運用が減少していった。
- 2003年
  - 7月1日：こだま5往復10本での運用終了（うち5本は前日までで終了）。こだまは6往復（東京駅 - 新大阪駅間3往復、東京駅 - 名古屋駅間3往復）の運用に。
  - 8月1日：こだま4往復8本での運用終了（うち4本は前日までで終了）。こだまは2往復（東京駅 - 新大阪駅間1往復、東京駅 - 名古屋駅間1往復）の運用に。
  - 8月21日：ひかり179号（名古屋発博多行き）をもって定期列車における「ひかり」での運用終了。当日はG4編成が充当された。
  - 8月30日：こだま402号（新大阪発東京行き）・こだま461号（東京発名古屋行き）での運用終了。
  - 8月31日：こだま464号（名古屋発東京行き）・こだま425号（東京発新大阪行き）をもって東海道区間での定期運用終了[146]。当日はG50編成が充当された。
  - 9月16日：臨時のひかり309号（東京発新大阪行き）をもって東海道新幹線区間での営業運転終了[146]（詳細後述）。
- 2004年
  - 1月22日：こだま651号（岡山発博多行き）をもって16両編成による営業運転終了[79][注 36]。

### さよなら東海道新幹線100系
| 車体側面（左）および前頭部（右）に施された特別装飾（G49編成） |  | 車体側面（左）および前頭部（右）に施された特別装飾（G49編成） |
| 車体側面（左）および前頭部（右）に施された特別装飾（G49編成） |  |                                                               |

2003年8月31日に東海道新幹線での定期運用を終了した100系が、同年9月13日・15日・16日の3日間、以下の臨時「ひかり」として東海道新幹線区間で運転された（始発駅出発時刻順）。

当該列車には、さよなら運転初日の2003年9月13日時点で在籍していたG42, G44, G46, G47, G49, G50編成の中からG46, G47, G49, G50編成が準備され（各編成の車番についてはG編成の節を参照）、G47編成以外の4本が使用された。このうち16日の最終列車に使用されたG49編成は、先頭車と中間車の一部にさよなら100系の特別装飾が施された。また、G47編成は、G49編成の予備として先頭車のみに特別装飾が施され、東京第二車両所にて待機していた。
| 運転日  | 列車名      | 運転区間（始発・終着時刻）    | 途中停車駅                                   | 使用 編成 | 備考                                                |
| ------- | ----------- | ----------------------------- | -------------------------------------------- | --------- | --------------------------------------------------- |
| 9月13日 | ひかり300号 | 新大阪 8:10発 → 東京 11:10着  | 京都・名古屋・静岡・新横浜                   | G50       |                                                     |
| 9月13日 | ひかり319号 | 東京 11:30発 → 新大阪 14:23着 | 名古屋・京都                                 | G50       |                                                     |
| 9月15日 | ひかり556号 | 博多 14:13発 → 新大阪 17:47着 | 小倉・新下関・小郡・広島・福山・岡山・新神戸 | G2        | 参考記載：山陽区間における最後の100系16両「ひかり」 |
| 9月15日 | ひかり330号 | 新大阪 15:56発 → 東京 18:50着 | 京都・名古屋                                 | G46       |                                                     |
| 9月15日 | ひかり332号 | 新大阪 16:10発 → 東京 19:10着 | 京都・名古屋・静岡・新横浜                   | G50       | 最後の100系16両「ひかり」（上り）                   |
| 9月15日 | ひかり343号 | 東京 19:26発 → 新大阪 22:23着 | 新横浜・名古屋・京都                         | G50       |                                                     |
| 9月16日 | ひかり309号 | 東京 8:30発 → 新大阪 11:23着  | 名古屋・京都                                 | G49       | 最後の100系16両「ひかり」（下り）                   |

## 山陽新幹線からの引退
東海道新幹線区間では2003年9月をもって運用終了した100系だが、山陽新幹線区間では短編成化されたK編成（6両編成）、P編成（4両編成）による「こだま」運用が続けられた。なお、いずれも2階建て車両は連結されずに運用された。しかし、前述の走行性能差の問題があることや、経年劣化が進行していることに加え、「のぞみ」のN700系化に伴い、余剰となった500系の8両化改造・「こだま」転用が2008年12月から行われ、さらに2011年3月12日の山陽・九州新幹線直通列車「みずほ」「さくら」 への専用車両となるN700系7000番台・8000番台投入により余剰となった700系7000番台を「こだま」で運用したことにより、運用は縮小した。
P編成については2011年3月12日改正で運用離脱（上述）したが、残る100系K編成も2010年12月17日のプレスリリース で2011年度中に全廃する予定であることが発表された。2010年7月2日に、6両編成（K編成）3本を落成当時の白3号と青20号の車体塗装に復元することがJR西日本から発表された。
2011年12月16日、この発表日の次のダイヤ改正日である2012年3月17日において、300系とともに運用終了となることが発表された。
2012年3月14日のこだま766号をもって定期運用を終了し、3月16日に最終列車として臨時列車のひかり445号（岡山→博多）が運行され、100系の運用がすべて終了した。

### 100系さよなら運転
定期運転終了後の2012年3月16日にさよなら運転が実施された。
車内放送用メロディーが2003年9月まで使用されていたものに戻され、岡山 - 広島間で記念乗車券の配布が行われた。また、岡山では同日に行われた300系さよなら運転「のぞみ609号」と並ぶ演出がなされた。
| 運転日  | 列車名      | 運転区間（始発・終着時刻）  | 途中停車駅               | 使用編成 | 備考                  |
| ------- | ----------- | --------------------------- | ------------------------ | -------- | --------------------- |
| 3月16日 | ひかり445号 | 岡山 11:43発 → 博多 14:29着 | 広島・徳山・新山口・小倉 | K55      | 最後の100系「ひかり」 |

|                   |      | ← 博多新大阪 → |            |           |            |           |             |
| 号車              | 号車 | 1              | 2          | 3         | 4          | 5         | 6           |
| 形式              | 形式 | 121形 (Mc)     | 126形 (M') | 125形 (M) | 126形 (M') | 125形 (M) | 122形 (M'c) |
| 座席              | 座席 | 普通車         | 普通車     | 普通車    | 普通車     | 普通車    | 普通車      |
| 定員              | 定員 | 52             | 80         | 58        | 72         | 72        | 60          |
| 編成番号 車両番号 | K53  | 5005           | 3025       | 3705      | 3203       | 3014      | 5005        |
| 編成番号 車両番号 | K54  | 5003           | 3015       | 3703      | 3204       | 3008      | 5003        |
| 編成番号 車両番号 | K55  | 5055           | 3034       | 3755      | 3205       | 3019      | 5055        |

- 全車普通車指定席、1・6号車は喫煙車両で運行。編成定員394名

このさよなら運転では万が一運行不能になった際に備え、K54編成が岡山支所に待機していた。
2013年4月1日時点ではK54編成6号車の122-5003のみが車籍を有しており、博多総合車両所で保存されていたが、京都鉄道博物館に展示のため、2015年に車籍が抹消され、廃系列となった。

## 保存車両

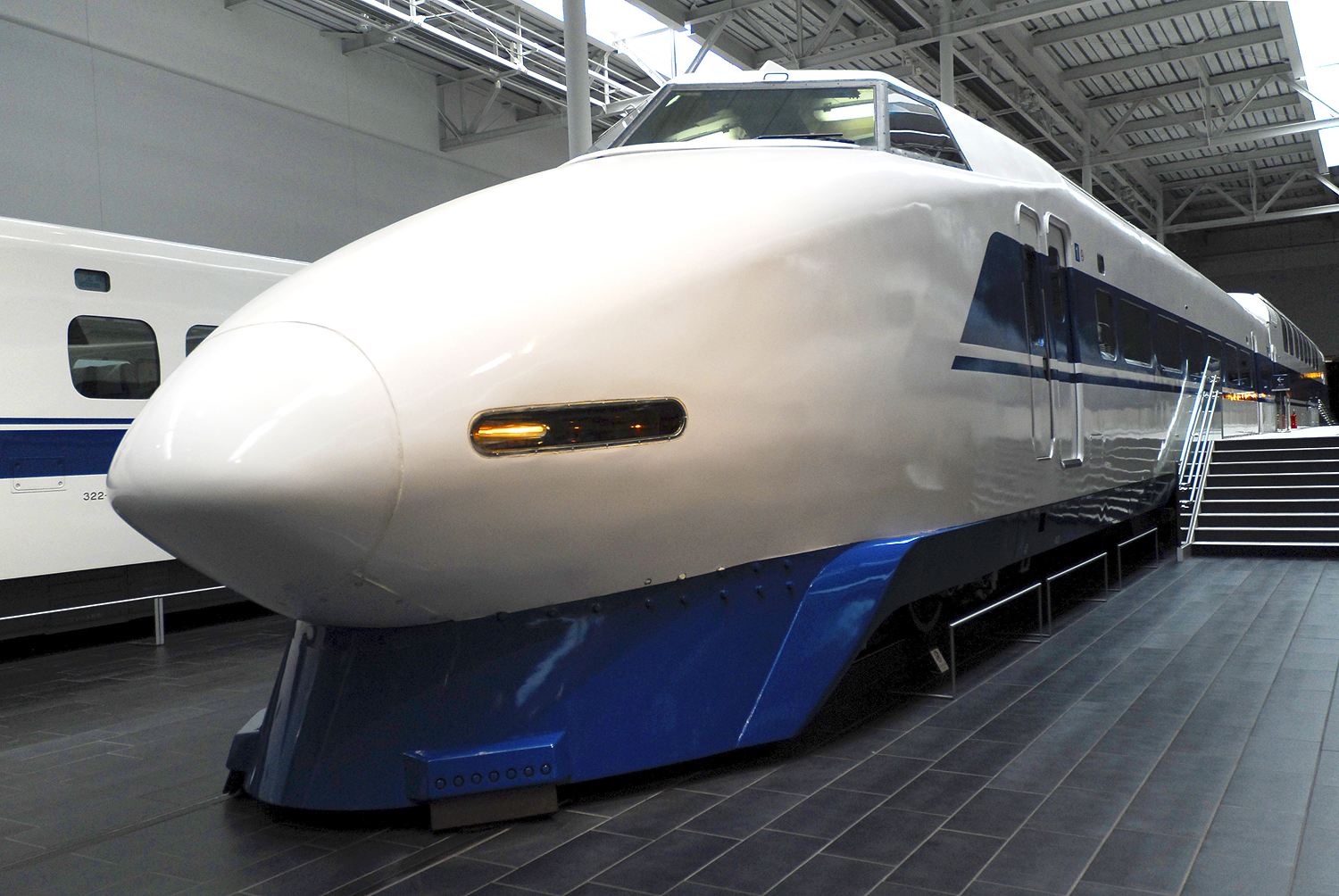
100系123-1（元X2編成）（リニア・鉄道館 2013）

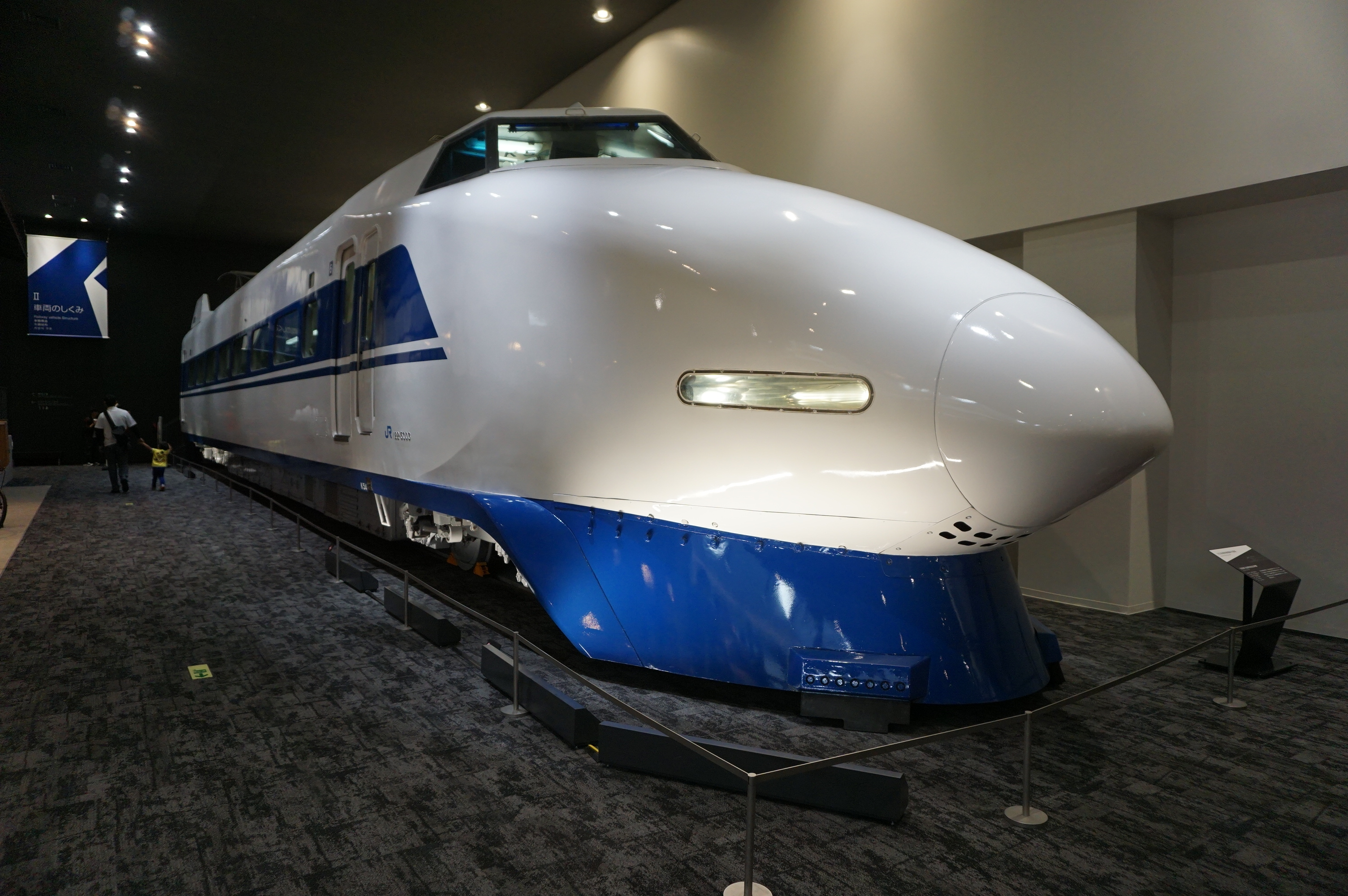
京都鉄道博物館に保存された122-5003号車

- 123-1（初代G1→X2編成1号車）, 168-9001（X0→X1編成8号車）
JR東海浜松工場に保管され、同工場のイベントなどで一般公開されていたが、2011年に開館したリニア・鉄道館に移設のうえ展示されている。

- 122-5003（V3編成16号車→K54編成6号車）
博多総合車両所で保管されていたが、2016年に開館した「京都鉄道博物館」（京都市下京区観喜寺町）に保存展示されることとなり、2014年12月11日に500系521-1とともに博多総合車両所から搬出された[153][154]。
- 122-5009（V9編成16号車→K58編成6号車）
廃車後、2011年11月11日に博多総合車両所から製造元である近畿車輛（東大阪市稲田上町）へ搬出され、非公開の形で保存されていたが、2022年2月に徳庵駅の線路沿いへと移設され、外観のみ公開の形となった。

## 保存後解体
- 168-3009・179-3009（V9編成）
JR西日本博多総合車両所内で保管され時折イベントなどで公開されていた。車籍は2010年7月30日付で抹消された[155]。
2024年4月8日に179-3009が、2024年7月8日に168-3009が解体された。

## その他
最終的に本系列として実現する0系後継車の構想は1981年ごろには既に存在し、今後の国鉄車両の方向性を示すものの一つとして各種メディアや『鉄道ファン』などの鉄道雑誌に取り上げられた。当時公表された構想図のうち、先頭部形状や塗色については大まかな概念図が主であったが、アコモデーションのそれは2階建食堂車のレイアウトやグリーン個室など、この時点で後年の実車にかなり近いものであった。また、実現しなかったものでは2階部分をフリースペースのラウンジとした案もあった。これらの案に基づいて、浜松工場では2階建て車両のモックアップが制作された。
また、V編成「グランドひかり」以外の編成による「ひかり」の通称として「スーパーひかり」が使われることがあった。この呼称は、前述の構想とは別の、300系列車およびその源流の超高速運転構想における仮称が転用されたものである。
本形式の個室は1～4人室の4種類用意されたが、これは設計時に2階建ての1階部分の利用方法が見いだせず、窮余の策として制作したとのエピソードが残されている。作家の景山民夫が夫人と2人用個室を利用した際、その使い勝手の悪さを当時『週刊朝日』で連載していたコラム内で書いたところ、後日景山の事務所にJR東海の社員が訪れ、前述の実情を話したことを景山が明かしている（なお、景山はこの日事務所を留守にしており、応対したアシスタントからこの話を聞いたという）。
本形式は、鉄道ファンが新幹線に興味をむけるきっかけになったという意見もある。それまで新幹線車両は0系が20年以上継続生産されており、基本的な形態の変化がなかったこと、200系もメカニズムは新規ながら外見はほぼ0系と同じであったため、新幹線電車は鉄道趣味の対象にならないという認識であったが、本形式の接客設備やスタイルが一般に注目されるものであったことから、徐々にカメラを向けるファンが増えたという。